# 笑点
『笑点』（しょうてん）は、日本テレビ系列（NNS）で1966年（昭和41年）5月15日から毎週日曜夕方に放送されている寄席風の演芸バラエティ番組。

## 概要

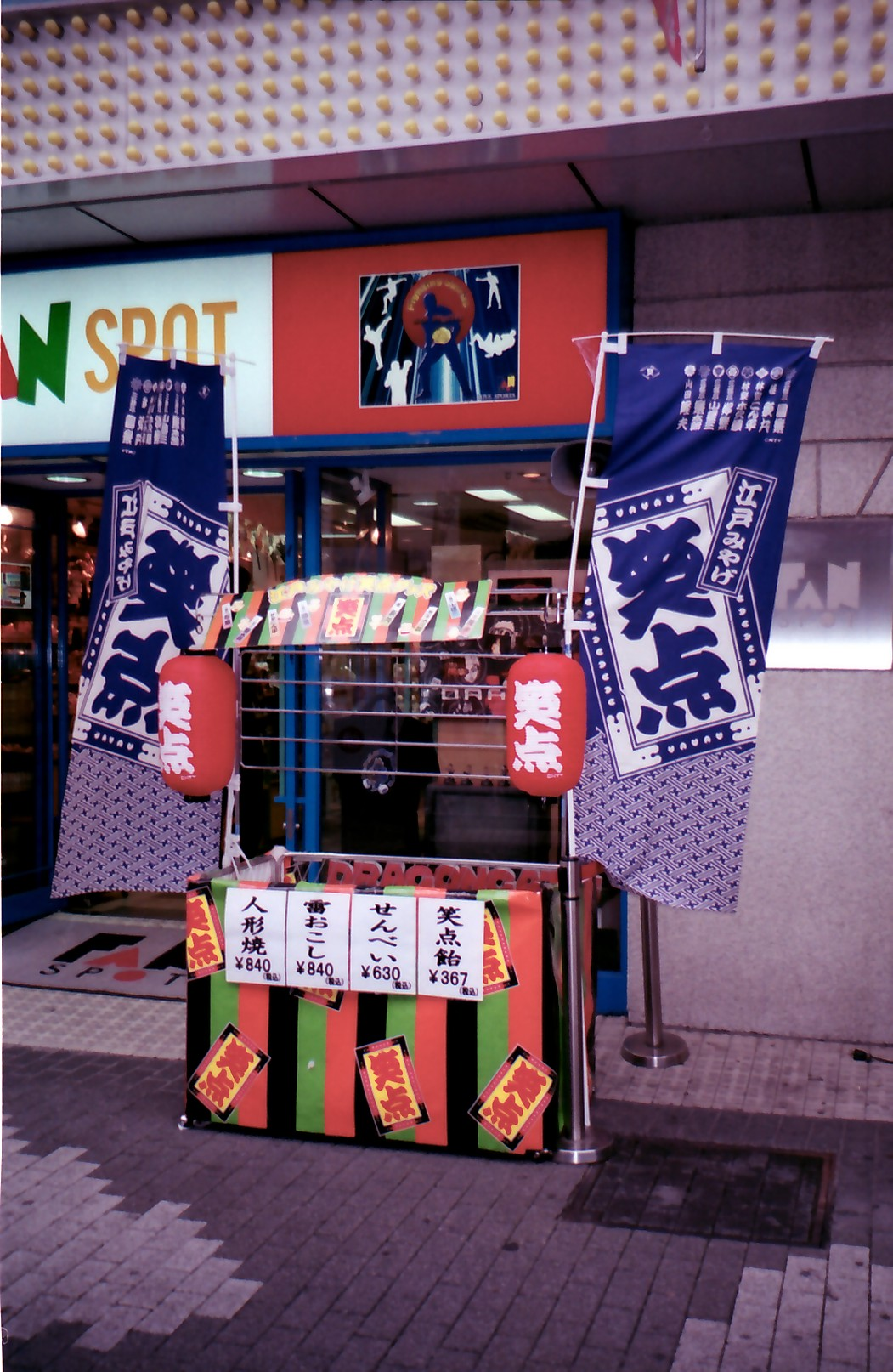
後楽園ホール前にはかつて「笑点みやげ」売店が存在した

1966年（昭和41年）5月15日に『金曜夜席』を受け継ぐ形で放送開始。大喜利で座布団をやり取りするルールが受け継がれた。番組名は、立川談志がヒットドラマ『氷点』をもじって命名したとされているが、談志によれば命名したのは番組スポンサーのサントリーに当時在籍していた柳原良平だという。
放送開始当時はまだカラーテレビの普及率が1%にも満たない時代だったが、当番組は初回から一貫してカラーで放送されている。
収録は後楽園ホールで隔週土曜日の昼頃に行われ、1回の収録で2〜3週分収録する。観覧はハガキか番組サイトからの応募による抽選制で、放送では大喜利にて司会者が3問目の内容を読み上げる間に関東地方のみに案内テロップがローカル送出される。当選者には後日招待券（コロナ禍以後は代表者名と連絡先の記入、合わせて収録日の朝の検温と体温記入が義務付けられた）を兼ねたハガキが送付され、当日会場でそのハガキを指定席券（コロナ禍以前は座席指定は自由だった）とプログラムに引き換える。収録は基本的には先に演芸を2〜3週分、その後に休憩を挟んで大喜利を同じく2〜3週分それぞれ収録している。
年に数回（基本的には4回）、ネット局の開局記念イベントなどで地方収録が行われる。新春スペシャル・24時間テレビ・メンバー勇退などの特別企画の場合は日本テレビ麹町分室→番町スタジオ（募集テロップでは場所名が伏せられ「都内・特設スタジオ」としている）で収録が行われる。過去には三遊亭圓楽司会時代に、圓楽が自ら建てた寄席「若竹」で収録を実施したことがある。
出演者名・スタッフクレジットには現在、寄席文字を使っている。春風亭昇太司会時代からは演芸のゲスト（2022年以降）や元日特番に出演する芸能人のゲストにはゴシックが使われている。演芸・バラエティ番組としては珍しく、なぞりテロップは原則使用していない。但し、24時間テレビや正月特番などの特別大喜利やロケ企画ではこの限りではなく、ごく稀に演芸コーナーでも固定テロップを使用することがある。状況説明用の固定テロップも開始以来長らく使用された事は無かったが、2022年（令和4年）1月23日放送の第2794回から、大喜利内で放送中のお題の概要を画面右上に固定表示するようになった。演芸では落語・講談・コントなどの演目を同様に表示することがある。
視聴率（ビデオリサーチ、関東地区・世帯、以下略）では週間バラエティ番組部門での1位を記録することもある。放送回数は2016年（平成28年）1月31日の放送で2500回に到達した。2025年現在の日本テレビの番組では『キユーピー3分クッキング』（日テレバージョン）に次いで放送期間の長さで歴代第2位である。さらに2009年（平成21年）には『素人名人会』（毎日放送、テレビ版）の42年という、演芸番組及びバラエティ番組として最長の放送期間を塗り替えた。
2005年（平成17年）11月23日には放送40周年を記念して5枚組の『笑点 大博覧会 DVD-BOX』が発売された。日本テレビのアーカイブに現存する『笑点』の番組本編映像は1973年（昭和48年）8月26日（第369回）放送分が最古である。理由としては、放送局用VTRは1970年代まで2インチ規格で場所を取り、テープも1巻当たりの単価が高価であり、放送済みビデオテープは消去されて使い回されたためである。そのため同番組の1960年代の映像は、オープニング（「笑点音頭」が主題歌だったころのアニメーションフィルム）を除き現存していない。また、制作側が「笑いというものはその場限りの物。VTRを保存することはまかりならない」という方針を長年通していたため、1997年以前のVTRについても一部の回を除いて日本テレビに残存していないとされる。なお、横浜市の放送ライブラリーには番組が9本が収蔵されている。
1976年（昭和51年）より毎年チャリティーカレンダー「笑点暦」（発売元は日テレアックスオン）を発売しており、年末になると番組内で告知される。発売当初は価格分の郵便切手を同封して注文する通信販売のみの扱いだったが、後に書店での販売を開始している。売り上げの一部は、日本テレビ小鳩文化事業団（2011年までは、日本テレビ系列愛の小鳩事業団）に寄付される。
2015年（平成27年）10月には番組放送50周年を記念して、記念切手セット「笑点50周年記念プレミアムフレーム切手セット」が発売された。
2024年（令和6年）5月26日放送分からTVerでの見逃し配信を開始。これにより、本番組が放送されていない地域でも視聴することが出来るようになった。

## 放送時間
| 期間       | 期間       | 放送時間（日本時間）         | 備考                       |
| ---------- | ---------- | ---------------------------- | -------------------------- |
| 1966.05.15 | 1968.04.28 | 日曜日 16:30 - 17:10（40分） | 1967年9月のみ17:00 - 17:40 |
| 1968.05.05 | 1996.03.31 | 日曜日 17:20 - 18:00（40分） |                            |
| 1996.04.14 | 現在       | 日曜日 17:30 - 18:00（30分） |                            |

毎年8月下旬に行われる『24時間テレビ 「愛は地球を救う」』では、『チャリティー大喜利』という特別バージョンで生放送を行う（1988年から参加、1987年以前は放送休止）。かつては1問のみだったが、後にレギュラーと同じ3問に変更された。後に演芸も行われるようになり、ほぼレギュラーと同じ構成になっている。さらに2019年と2021年にはその年のメインパーソナリティとの大喜利対決も実施している。演芸は2010年以前はその年のパーソナリティであるお笑いコンビ・トリオが漫才を披露するのが慣例だったが、2013年以降はマジック等にその年のパーソナリティの女優1人が参加するのが定番となっている。遅れネット局では放送されないため、放送回数には含まれない。
2003年（平成15年）と2004年（平成16年）の新年最初の放送は、正月特番の編成の都合で18:00-18:55の1時間に拡大されて放送された。
2010年（平成22年）7月4日の放送は、17:59から1分間、国内全テレビ局（民間放送127社とNHK）で『全国一斉地デジ化テスト』を放送したため、本編が1分遅れてスタートし17:59までのステブレレスで放送された。なお、本編の最後に桂歌丸が、『全国一斉地デジ化テスト』の予告を行った。逆に地デジEPGでの放送時間は、17:30 - 17:59までとなった。2011年（平成23年）4月24日にも『全国一斉地デジ化テスト』が行われ、同様の編成となった。
2005年（平成17年）以降はFIFAクラブワールドカップが日本開催に限り、FIFAクラブワールドカップ中継を優先する為休止または時間帯を移動する（日本テレビがFIFACWCの国内放映権を所有しているため。2015年と2016年は1週のみ後続番組である『真相報道 バンキシャ!』は休止。2015年は18:20 - 18:50に放送し、2016年は18:25 - 18:55に放送し、開幕戦〜5位決定戦までをBS日テレにて生中継する）。
2016年（平成28年）4月3日より、直前の17:25 - 17:30に派生番組『もう笑点』を開始した。番組は日本テレビと南海放送の2局ネットで、番組本編およびその他の関連番組でもスポンサーを務める龍角散の一社提供となる。また、笑点の90分スペシャル放送時に限り後続番組である『真相報道 バンキシャ!』は休止（休止分はNNNニュースを内包する措置を取る）となっている。

### 放送規格について
1980年（昭和55年）4月6日（第711回）からステレオ放送。1989年（平成元年）9月3日（第1186回）からはクリアビジョン化に伴い字幕放送を開始、2009年（平成21年）10月4日（第2184回）からは解説放送を実施している。
ハイビジョン制作は､2006年12月24日放送分から実施しており、大喜利コーナー時の隣座席の映り込みに配慮し、黒帯を配置し4:3化して放送されていた。『24時間テレビ「愛は地球を救う」』内の「チャリティー笑点」に関してはレギュラー放送に先駆けて同年の放送から全編ハイビジョン（画面比16:9）で放送されている。2010年（平成22年）1月1日の新春スペシャルで、後楽園ホール及び日本テレビのスタジオからの放送も初めて全編ハイビジョンとなり、アナログではそれと同時に、レターボックスに移行し、同年1月3日（第2197回）からレギュラー放送も同じく全編ハイビジョンとなった。また、レギュラー放送の全編ハイビジョン放送開始以降「大喜利」のコーナーにおいて、出演者の座布団の間隔を置くようになった。
2016年（平成28年）には、いわゆる「8K」解像度で「笑点 8Kスペシャル」と題した特別版を収録。番組自体は歌丸の落語と大喜利の2部による通常通りの構成だが技術的なトライアルのために制作されたものであり、現在のところ一般への公開予定はない（同年3月に日テレの放送技術発表会「デジテク2016」で業界関係者向けに公開されたのみ）。
2017年1月8日放送分からデータ放送連動企画として視聴者参加のデジタル大喜利を開始し、大喜利で出演者のデータ上での座布団の枚数加減がリモコンで調節可能となった。

## 出演者
以下の表中の出演者名欄にある記号の意味は次のとおり。
◎：前身番組『金曜夜席』に引き続いて出演していた出演者。
△：かつて演芸に出演した出演者（笑点メンバー時の出演を除く）。
○：かつて大喜利メンバーだった出演者（司会者のみ）。
☆：かつて若手大喜利に出演していた出演者。
□：かつて座布団運びの代理またはアシスタントをしていた出演者（座布団運びを除く）。

### 現在の出演者
| 名前 | 色紋付の色と着用期間                                                           | 出演期間                                         | 出演回                            |
| --- | ------------------------------------------------------------------------------ | ------------------------------------------------ | --------------------------------- |
| 三遊亭好楽☆□ | 1979年9月9日 - 1980年11月2日 1980年11月2日 - 1983年10月9日 1988年4月3日 - 現在 | 1979年9月9日 - 1983年10月9日 1988年4月3日 - 現在 | 第682回 - 第889回 第1116回 - 現在 |
| - 落語協会所属→五代目円楽一門会会長→顧問。 - レギュラー加入前の1973年に座布団運びとして出演した事がある。 - 1983年3月27日（第862回）までは「林家九蔵」名義で出演。 - 2010年3月7日（第2206回）と3月14日（第2207回）、2015年8月9日（第2477回）、2021年11月28日（第2787回）は冒頭の案内役を担当。 - 2005年11月13日（第1992回）、2010年3月14日（第2207回）、2014年5月18日（第2415回）、2015年8月9日（第2477回）、2023年8月6日（第2872回）の3問目は大喜利の代理司会を担当。 - 2022年7月31日（第2821回）と8月7日（第2822回）は、新型コロナウイルス感染のため休演。 |                                                                                |                                                  |                                   |
| 三遊亭小遊三△ | 1983年10月16日 - 現在                                                          | 1983年10月16日 - 現在                            | 第890回 - 現在                    |
| - 落語芸術協会副会長→会長代行→参事。 - レギュラー加入前の1982年10月17日（第840回）に演芸ゲストとして出演している。 - 2005年11月6日（第1991回）、2014年5月25日（第2416回）、2015年8月2日（第2476回）は大喜利の代理司会を担当。 - 2024年12月29日（第2941回）と2025年1月5日（第2942回）は休演した（後に、インフルエンザなどによる体調不良だったことを明かしている）。 |                                                                                |                                                  |                                   |
| 春風亭昇太△○☆□ | 2006年5月14日 - 現在                                                           | 2006年5月14日 - 現在                             | 第2016回 - 現在                   |
| - 落語芸術協会理事→第6代会長。 - レギュラー加入前は若手大喜利に出演していた（レギュラー加入後も司会を担当し、番組の司会就任初期も若手大喜利の司会を兼任）ほか、1997年2月23日（第1552回）などに演芸ゲストとして出演、1998年7月26日（第1625回）は大喜利の代理座布団運びを担当。 - 2006年5月21日（第2017回）から2016年5月22日（第2514回）までと、2018年4月1日（第2606回）、2021年5月9日（第2760回）、2023年8月6日（第2872回）の3問目、2020年以降の新春スペシャルにおける寿大喜利では、回答者として出演。 - 2014年5月18日（第2415回）から6月1日（第2417回）、2015年9月6日（第2480回）は冒頭の案内役を担当。 - 2008年7月6日（第2122回）、2015年1月25日（第2449回）、2015年7月26日（第2475回）、2015年9月6日（第2480回）は大喜利の代理司会を担当。 - 2016年5月29日（第2515回）より、6代目の司会に就任。                                                    |                                                                                |                                                  |                                   |
| 林家たい平△☆□ | 2004年12月26日 - 現在                                                          | 2004年12月26日 - 現在                            | 第1948回 - 現在                   |
| - 落語協会理事→常任理事。 - レギュラー加入前は若手大喜利に出演していたほか、1997年7月20日（第1576回）に演芸ゲストとして出演、1998年7月12日（第1623回）は大喜利の代理座布団運びを担当。 - 2004年12月26日（第1948回）から2006年5月14日（第2016回）までは師匠の林家こん平の代理として出演。5月21日（第2017回）より正式メンバーとなる。 - 2014年5月18日（第2415回）から6月1日（第2417回）までと、2015年8月16日（第2478回）、2021年11月21日（第2786回）は冒頭の案内役を担当。 - 2008年6月29日（第2121回）、2015年2月1日（第2450回）、2015年8月16日（第2478回）は大喜利の代理司会を担当。 - 2016年8月28日（24時間テレビ内のチャリティー大喜利）は24時間テレビのチャリティーマラソンランナーを務めたことに伴い、大喜利には不参加。 |                                                                                |                                                  |                                   |
| 立川晴の輔☆ | 2024年4月14日 - 現在                                                           | 2024年4月7日 - 現在                              | 第2905回 - 現在                   |
| - 落語立川流所属。 - レギュラー加入前は若手大喜利に出演していた。この他、2014年5月4日（第2413回）には新真打昇進披露にて出演（後述）。2019年9月15日（第2679回）には6代目円楽休演時のピンチヒッターとして出演している。 - 落語立川流所属落語家のレギュラーは初（初代司会者の談志は、当時は落語協会所属だった）。これにより、江戸落語の4団体（落語協会・落語芸術協会・落語立川流・五代目円楽一門会）に所属している落語家全てが揃うことになった。 - 三平以降の前任者同様、初登場時は真打昇進披露などで着用する黒紋付を着用。翌週の4月14日（第2906回）より、色紋付を着用して出演した。 - レギュラー加入時の年齢は51歳であり、初めて50代でのレギュラー就任である（これまでのレギュラーは、全員40代以下での就任）。 |                                                                                |                                                  |                                   |
| 春風亭一之輔☆ | 2023年4月30日-現在                                                             | 2023年2月5日 - 現在                              | 第2846回 - 現在                   |
| - 落語協会所属→理事。 - レギュラー加入前は若手大喜利に出演したことがある（2011年6月5日放送の第2268回）ほか、2022年9月25日（第2828回）には6代目円楽休演時のピンチヒッターとして出演している。 - 2023年2月5日（第2846回）の放送で発表・初登場。ただし、この回は真打昇進披露などで着用する黒紋付を着用。2023年4月23日までは色紋付ができていなかったため自前の紋付を着用していた。 |                                                                                |                                                  |                                   |
| 桂宮治☆ | 2022年2月6日 - 現在                                                            | 2022年1月23日 - 現在                             | 第2794回 - 現在                   |
| - 落語芸術協会所属。 - 2022年1月1日放送の「お正月だよ!笑点大喜利祭り」で、新メンバー候補として発表。 - 落語や若手大喜利での実績はあるものの、世間一般の知名度が不足しているとされており、日本テレビの各種バラエティ番組や情報番組に出演して、笑いを残すことが正式なメンバー入りの条件とされていた。 - レギュラーとしては初回出演となった2022年1月23日（第2794回）放送で、宮治が出演したバラエティ番組の模様を紹介したVTR放送後、昇太および他の大喜利メンバー5名の協議により「（知名度を上げるという）ミッションは達成された」と判断され、正式メンバーとして登場となった。 - 前任の三平同様に、加入当初は色紋付の色が決まっていなかったり製作中だったりした事情から、初登場の1月23日（第2794回）は真打昇進披露などで着用する黒紋付を着用し、翌週の1月30日（第2795回）では自前の灰色の高座着を着用。2月6日（第2796回）より、色紋付を着用して出演した。 |                                                                                |                                                  |                                   |
| 山田隆夫 | 1984年10月7日 - 1985年7月21日 1985年9月1日 - 現在                              | 1984年10月7日 - 現在                             | 第938回 - 現在                    |
| - 6代目座布団運び。 - 1998年7月5日（第1622回）から1998年7月26日（第1625回）までは休演。 - 2020年5月17日（第2711回）からのリモート収録では出番がないことから休演となり、メンバーが映し出されているモニターの隣に等身大写真パネルが置かれていた。しかし視聴者から心配する声が相次いだため、2020年6月14日（第2715回）放送分以降は冒頭の挨拶で電話音声やVTRで出演した。8月23日の『チャリティー笑点』から復帰。 - 座布団運び就任前にも、『ちびっこ大喜利』のレギュラーメンバー、同大喜利から結成されたグループ「ずうとるび」のメンバーとして出演していた。 |                                                                                |                                                  |                                   |

### 過去の出演者
| 司会者 | 司会者                                                                         | 司会者                                                                                                | 司会者                                                        |
| 名前 | 色紋付の色と着用期間                                                           | 出演期間                                                                                              | 出演回                                                        |
| --- | ------------------------------------------------------------------------------ | --- | ------------------------------------------------------------- |
| 7代目立川談志◎ | 1968年冬 - 1969年3月30日                                                       | 1966年5月15日 - 1969年11月2日                                                                         | 第1回 - 第170回                                               |
| - 出演中は落語協会所属。 - 初代司会者。番組の企画・構成・放送枠確保の段階から深く関与し、現在に至る名物コーナー「大喜利」の形を確立したほか、当時のオープニングテーマ「笑点音頭」の作詞兼メインボーカルも担当。 - 1969年4月の大喜利メンバー総入れ替え以降はたびたび休演することがあり、その際の代理司会は当時の演芸コーナー常連出演者の一人だった講談師の一龍斎貞鳳が担当した。 - 1969年12月の第32回衆議院議員総選挙への出馬を理由として、同年10月収録分への参加を最後に番組を降板した。 - 2011年11月21日に死去。同年11月27日（第2292回）のエンディングで追悼テロップが放送された。 |                                                                                | |                                                               |
| 前田武彦 | 1969年11月9日 - 1970年12月13日                                                 | 1969年11月9日 - 1970年12月13日                                                                        | 第171回 - 第228回                                             |
| - 2代目司会者。現在も使用されているオープニング曲「笑点のテーマ」の作詞も担当。 - 司会就任前の1967年8月27日の「大喜利ゲスト大会」にメンバーとして出演していた。 - 1970年2月8日の北海道収録の回は自身のスケジュールの関係により他のメンバーより遅れて会場に向かう予定だったが、飛行機の欠航により急遽休演。コーナー進行部分のみ後楽園ホールにて後撮り収録し、大喜利は演芸ゲストだったてんぷくトリオの三波伸介が代理担当した。 - 司会前期のチーム対抗戦形式の大喜利（この時期の大喜利は「大喜利ナンバーワン」のコーナー名で放送されていた）では舞台下手ではなく、舞台中央に見台を置いて司会を行っていた（チーム対抗戦形式廃止後は従来通りに舞台下手で司会を担当）。現在も不定期に実施するチーム対抗戦では、この形式を一部踏襲している。 - 番組内でのやり取りを巡りレギュラー出演者との間に考え方の相違があったこと、個人事務所の設立や家庭に費やす時間を増やしたいという意向を持っていたことなどの事情が重なり、就任から1年弱で降板。 - 2011年8月5日に死去。 |                                                                                | |                                                               |
| 初代三波伸介△ | 1970年12月20日 - 1972年7月23日 1972年9月17日 - 1982年12月26日                  | 1970年12月20日 - 1982年12月26日                                                                       | 第229回 - 第850回                                             |
| - 3代目司会者。 - 先述通り、前田武彦司会時代の北海道収録の回（1970年2月8日放送）に大喜利の代理司会を担当。この時の仕切りぶりが好評だったことにより、前田の後任司会者として正式に抜擢された。 - 今日に至るまで継承されている観客席での司会者によるオープニングの挨拶は、三波司会時代から導入された物である（「公開放送番組の特性を活かしたい」という三波の意向を踏まえて取り入れられた物だったとされる）。 - 1982年12月8日に急逝（出演中の死去は2人目）、同年12月26日（第850回）の年忘れ大喜利大会が生前最後の大喜利への出演となった。同年12月12日（第848回）には前半の演芸の枠にて当時の回答者全員と松崎による追悼トークが放送されたほか、翌1983年の正月特番は司会者・案内役不在で進行し、コーナー司会としてドレミファ大喜利を林家こん平、鶴亀大喜利を愛川欽也が代理担当した。 |                                                                                | |                                                               |
| 5代目三遊亭圓楽◎○ | 1968年冬 - 1969年3月30日 1970年秋 - 1977年3月27日 1984年9月9日 - 2006年5月14日 | 1966年5月15日 - 1969年3月30日 1970年6月21日 - 1977年3月27日 1983年1月9日 - 2006年5月14日 2008年3月9日 | 第1回 - 第139回 第203回 - 第556回 第851回 - 第2016回 第2106回 |
| - 出演中は落語協会所属→五代目円楽一門会総帥。 - 4代目司会者。 - 1966年5月15日（第1回）から1977年3月27日（第556回）までは回答者として出演。 - 2005年10月23日（第1989回）から2006年3月19日（第2008回）までは病気療養のため休演。 - 2006年3月26日（第2009回）に復帰を果たすものの体調面の不安から冒頭の案内役のみの出演となり、5月14日（第2016回）で最後となる大喜利の司会を歌丸と共に務め、これを以て『笑点』を勇退。その後本編には、2008年3月9日（第2106回）の円楽一門真打昇進披露口上に出演している。 - 2009年10月29日に死去。同年11月1日（第2188回）の前半にて『笑点緊急追悼特番 ありがとう 圓楽さん』が放送され、11月8日の放送（第2189回）では「ありがとう圓楽さん！笑点メンバーお別れ会」が行われた。 |                                                                                | |                                                               |
| 桂歌丸◎○ | 1968年冬 - 1969年3月30日 1970年秋 - 2007年7月29日 2007年9月9日 - 2016年5月22日 | 1966年5月15日 - 1969年3月30日 1969年11月9日 - 2016年5月22日                                           | 第1回 - 第139回 第171回 - 第2514回                            |
| - 出演中は落語芸術協会理事→第5代会長。 - 5代目司会者。 - 1966年5月15日（第1回）から2005年11月20日（第1993回）までは回答者として出演。 - 2005年10月23日（第1989回）から2006年3月19日（第2008回）までは冒頭の案内役を担当。 - 2005年10月23日（第1989回）と2005年11月27日（第1994回）から2006年5月14日（第2016回）までは大喜利の代理司会を担当。 - 1985年4月7日（第964回）と4月14日（第965回）、2008年6月29日（第2121回）と7月6日（第2122回）、2010年3月7日（第2206回）と3月14日（第2207回）、2014年5月11日（第2414回）から6月1日（第2417回）まで、2015年1月25日（第2449回）と2月1日（第2450回）、7月12日（第2473回）から9月6日（第2480回）までは病気による入院・治療のため休演。 - 2016年5月22日の生放送を以て『笑点』を勇退。勇退後は番組初となる「終身名誉司会」に就任し、事前番組『もう笑点』などに出演し、2018年7月2日に死去するまで番組に関わり続けていた。また、死去後の同年7月8日の放送（第2620回）は「桂歌丸師匠 ありがとうスペシャル」として放送されたほか、7月12日には「ミスター笑点 桂歌丸追悼特番」が放送された。 - 死去後最初の通常放送となった2018年7月15日（第2621回）までは、オープニングの出演者表示では「終身名誉司会」として引き続きクレジットされていたが、同年7月19日にBS日テレで放送された『笑点 特大号』および7月22日の放送からは肩書きが「永世名誉司会」となり、2024年4月までは番組ホームページの出演者紹介ページや舞台上の提灯には名前が、番組のオープニングアニメや「笑点暦」など番組のグッズには引き続きイラストが描かれていた。 - 2018年8月に1日限定で司会に復帰することが計画されていたが、歌丸自身の死去により実現しなかった。 |                                                                                | |                                                               |
| 大喜利メンバー |                                                                                | |                                                               |
| 名前 | 色紋付の色と着用期間                                                           | 出演期間                                                                                              | 出演回                                                        |
| 初代柳亭小痴楽◎ （春風亭梅橋） | 1968年冬 - 1969年3月30日                                                       | 1966年5月15日 - 1969年3月30日                                                                         | 第1回 - 第139回                                               |
| - 出演中は落語芸術協会所属。 - 初回から「柳亭小痴楽」名義で出演。最後の出演となった1969年3月30日の放送で2代目春風亭梅橋の真打昇進披露口上が行われた。 - 1984年1月25日に死去。 |                                                                                | |                                                               |
| 林家こん平◎ | 1968年冬 - 1969年3月30日 1972年9月17日 - 2004年9月5日                          | 1966年5月15日 - 1969年3月30日 1972年7月30日 - 2004年9月5日 2016年4月17日                              | 第1回 - 第139回 第313回 - 第1932回 第2511回                   |
| - 出演中は落語協会理事。 - 過去に（放送日不明）大喜利の収録に遅刻したため、当時のプロデューサーの判断により休演となった回がある。 - 1983年の正月特番は三波の急逝に伴い、ドレミファ大喜利の代理司会を担当。 - 2004年9月12日（第1933回）からは病気療養のため休演し、2006年5月14日（第2016回）を以て5代目圓楽の勇退と同時に事実上の降板となった。その後は2015年8月23日の同局番組『24時間テレビ 「愛は地球を救う」』内のSPで11年ぶりに出演し、本編には2016年4月17日（第2511回）の真打昇進披露口上に、三本締めの発声として出演した（これは新真打の中に、こん平の弟子である林家ぼたんが含まれていたことに伴うもの）。 - 2020年12月17日に死去。12月27日（第2742回）の冒頭にて追悼特集が放送された。 |                                                                                | |                                                               |
| 4代目三遊亭小圓遊 | 1968年冬 - 1969年3月30日 1970年秋 - 1980年10月12日                             | 1966年5月15日 - 1969年3月30日 1969年11月9日 - 1980年10月12日                                          | 第1回 - 第139回 第171回 - 第737回                             |
| - 出演中は落語芸術協会理事。 - 1968年9月22日までは「三遊亭金遊」名義で出演。 - 1980年10月5日未明に急逝（出演中の死去は初の出来事）、同年10月12日（第737回）のハワイ公演の後編が生前最後の大喜利への出演となった。同年10月19日（第738回）で追悼特集及び追悼大喜利が行われた。 |                                                                                | |                                                               |
| 柳家かゑる （5代目鈴々舎馬風） |                                                                                | 1969年4月6日 - 1969年11月2日                                                                          | 第140回 - 第170回                                             |
| - 出演中は落語協会所属。 - 2014年6月に、落語協会最高顧問に就任している。 |                                                                                | |                                                               |
| 三升家勝二 （8代目三升家小勝） |                                                                                | 1969年4月6日 - 1970年6月14日                                                                          | 第140回 - 第202回                                             |
| - 出演中は落語協会所属。 - 2016年に落語協会を退会、フリーとなった。 |                                                                                | |                                                               |
| 柳家さん吉 |                                                                                | 1969年4月6日 - 1970年6月14日                                                                          | 第140回 - 第202回                                             |
| - 出演中は落語協会所属。 - 2022年2月15日に死去。 |                                                                                | |                                                               |
| 三遊亭好生 （春風亭一柳） |                                                                                | 1969年4月6日 - 1969年11月2日                                                                          | 第140回 - 第170回                                             |
| - 出演中は落語協会所属。 - 1981年7月9日に死去。 |                                                                                | |                                                               |
| 春風亭栄橋☆ |                                                                                | 1969年4月6日 - 1969年11月2日                                                                          | 第140回 - 第170回                                             |
| - 出演中は落語芸術協会所属。 - 2010年1月12日に死去。 |                                                                                | |                                                               |
| 2代目三遊亭歌奴 （3代目三遊亭圓歌） |                                                                                | 1969年11月9日 - 1970年6月14日                                                                         | 第171回 - 第202回                                             |
| - 出演中は落語協会所属。 - 多忙のため休演する回があり、その際には木久蔵（木久扇）作の歌奴似顔絵を掲げていた。 - 2017年4月23日に死去。 |                                                                                | |                                                               |
| 4代目三遊亭金馬 （2代目三遊亭金翁） |                                                                                | 1969年11月9日 - 1970年6月14日                                                                         | 第171回 - 第202回                                             |
| - 出演中は落語協会所属。 - 多忙のため休演する回があり、その際には小きん（つば女）作の金馬似顔絵を掲げていた。 - 2022年8月27日に死去。 |                                                                                | |                                                               |
| 柳家小きん☆ （6代目柳家つば女） | 1970年秋 - 1972年7月23日                                                       | 1969年11月9日 - 1972年7月23日                                                                         | 第171回 - 第312回                                             |
| - 出演中は落語協会所属。 - 2004年6月12日に死去。 |                                                                                | |                                                               |
| 林家木久扇☆ | 1970年秋 - 1971年7月11日 1971年9月5日 - 2024年3月31日                          | 1969年11月9日 - 2024年4月14日 2024年10月20日                                                          | 第171回 - 第2906回 第2931回                                   |
| - 出演中は落語協会理事→相談役。 - レギュラー加入前は若手大喜利に出演。 - 2007年9月16日（第2082回）までは「林家木久蔵」名義で出演。 - 2008年6月29日（第2121回）と7月6日（第2122回）、2010年3月7日（第2206回）と3月14日（第2207回）、2015年7月19日（第2474回）、2021年11月14日（第2785回）は冒頭の案内役を担当。 - 2005年11月20日（第1993回）、2010年3月7日（第2206回）、2014年5月11日（第2414回）、2015年7月12日（第2473回）は大喜利の代理司会を担当。 - 2014年7月27日（第2425回）から10月12日（第2435回）までは喉頭ガンによる治療のため、2021年7月4日（第2768回）から7月18日（第2770回）までは大腿骨骨折による入院・治療のため休演。 - 2019年11月10日（第2684回）にレギュラー出演50周年を迎え、それに伴って同日は記念口上と木久扇に因んだ問題で編成された大喜利が行われた。 - 2023年8月27日の『24時間テレビ46「愛は地球を救う」』内の「チャリティー笑点」生放送にて、翌2024年3月いっぱいで『笑点』を勇退することを表明し、2024年3月31日（第2904回）を以て勇退。同日は木久扇に因んだ問題で編成された大喜利が行われた。メンバーの中では歴代最長の出演だった。 - その後本編には、2024年4月7日（第2905回）の冒頭に出演して新メンバーの立川晴の輔を紹介したほか、同年4月14日（第2906回）の真打昇進披露口上や、10月20日（第2931回）の大喜利の3問目に出演している。 |                                                                                | |                                                               |
| 6代目三遊亭圓窓 | 1970年秋 - 1977年7月17日                                                       | 1970年6月21日 - 1977年8月21日                                                                         | 第203回 - 第577回                                             |
| - 出演中は落語協会所属。 - 2022年9月15日に死去。 |                                                                                | |                                                               |
| 三笑亭夢之助 | 1977年8月28日 - 1979年7月15日                                                  | 1977年8月28日 - 1979年9月2日                                                                          | 第578回 - 第681回                                             |
| - 出演中は落語芸術協会所属。 - 2019年に病気のため廃業していたことが明らかとなっている。 |                                                                                | |                                                               |
| 6代目三遊亭円楽□ | 1977年8月28日 - 2022年1月30日                                                  | 1977年8月28日 - 2022年1月30日 2022年5月1日 2022年7月17日 2022年8月21日                                | 第578回 - 第2795回 第2808回 第2819回 第2824回                 |
| - 出演中は落語協会所属→五代目円楽一門会幹事長。 - 番組内では「三遊亭円楽」と表記。 - レギュラー加入前から5代目圓楽の付き人として番組に関わっており、『ちびっ子大喜利』にもアシスタントとして出演。 - レギュラー加入前に、師匠の5代目圓楽（当時回答者）が多忙時期に休演した際にピンチヒッターとして大喜利に参加したことがあり、これが後のレギュラー抜擢のきっかけとなった。 - 2010年2月21日（第2204回）までは「三遊亭楽太郎」名義で出演。 - 2008年6月29日（第2121回）と7月6日（第2122回）と2015年8月30日（第2479回）は冒頭の案内役を担当。 - 2005年10月30日（第1990回）、2014年6月1日（第2417回）、2015年7月19日（第2474回）、2015年8月30日（第2479回）、2018年4月1日（第2606回）、2021年5月9日（第2760回）は大喜利の代理司会を担当。 - 2019年8月18日（第2676回）から9月15日（第2679回）までは、脳腫瘍による入院・治療のため休演。 - 2022年2月6日（第2796回）からは、脳梗塞による入院・治療のため休演。復帰を目指したびたび番組内で病状や近況が紹介されていたが、同年9月30日に死去（出演中の死去は3人目）。同年1月30日（第2795回）が生前最後の大喜利への出演となった。 - 死去後の2022年10月2日（第2829回）の前半にて追悼特集が放送され、9日（第2830回）には「緊急企画！円楽さん追悼大喜利」が行われたほか、翌10日には追悼特番『ありがとう！円楽師匠追悼特番 〜秘蔵映像で振り返る 落語家・笑点メンバーとしての人生〜』が放送された。その後も翌週の10月16日（第2831回）から2023年1月29日（第2845回）までは、オープニングクレジットや公式サイトに名前やプロフィールが残されていた。                                                                            |                                                                                | |                                                               |
| 7代目桂才賀☆ | 1980年11月2日 - 1988年3月27日                                                  | 1980年11月2日 - 1988年3月27日                                                                         | 第740回 - 第1115回                                            |
| - 出演中は落語協会所属。 - 1985年8月18日（第983回）までは「古今亭朝次」名義で出演。 - 2025年2月21日に死去。 |                                                                                | |                                                               |
| 2代目林家三平 | 2016年6月5日 - 2021年12月26日                                                  | 2016年5月29日 - 2021年12月26日                                                                        | 第2515回 - 第2791回                                           |
| - 出演中は落語協会所属。 - 2016年5月29日（第2515回）から出演。 - レギュラー加入前に、2006年5月14日に放送された40周年記念スペシャルの師弟大喜利にゲスト出演。2009年4月19日（第2161回）には、林家三平襲名披露口上が当番組で行われた。 - 初登場の2016年5月29日（第2515回）の段階では色紋付の色が決まっていなかったことから、真打昇進披露などで着用する黒紋付で出演した。 - 2020年8月23日の「チャリティー笑点」は2日前に扁桃腺が腫れて発熱を起こしたため、大事を取って休演。ダンス企画にも参加する予定だったが辞退した。 - 2021年12月19日（第2790回）のエンディングにて同年いっぱいで『笑点』を降板することを表明し、翌週の26日（第2791回）を以て降板した。 |                                                                                | |                                                               |
| 座布団運び |                                                                                | |                                                               |
| 名前 | 色紋付の色と着用期間                                                           | 出演期間                                                                                              | 出演回                                                        |
| 三升家勝松 （4代目桂文字助） |                                                                                | 1966年5月15日 - 1967年1月22日                                                                         | 第1回 - 第34回                                                |
| - 出演中は落語協会所属。 - 初代座布団運び。 - 元来は前座であり裏方だった。 - 1967年1月29日（第35回）以降は裏方に専念。 - 2021年10月16日に死去。 |                                                                                | |                                                               |
| 毒蝮三太夫 | 1968年冬 - 1969年3月30日                                                       | 1967年1月29日 - 1969年11月2日 2016年5月8日                                                            | 第35回 - 第170回 第2514回                                     |
| - 2代目座布団運び。 - 1968年12月8日までは「石井伊吉」（本名）名義で出演。 - 初代司会者・立川談志の盟友であり、談志の誘いで「座布団運び」を引き受け、談志が司会を降板するまで務めた。 - 2016年5月8日（第2514回）の大喜利の3問目で、スペシャルゲストとして46年ぶりに出演した。 |                                                                                | |                                                               |
| 三遊亭笑遊 （5代目三遊亭圓遊） |                                                                                | 1969年11月9日 - 1970年6月14日                                                                         | 第171回 - 第202回                                             |
| - 出演中は落語芸術協会所属。 - 3代目座布団運び。 - 北海道収録の回（1970年2月8日）は戸塚睦夫の補佐役に回る。 |                                                                                | |                                                               |
| 三笑亭夢八 （初代三笑亭夢丸） |                                                                                | 1969年11月9日 - 1970年6月14日                                                                         | 第171回 - 第202回                                             |
| - 出演中は落語芸術協会所属。 - 3代目座布団運び。 - 北海道収録の回（1970年2月8日）は伊東四朗の補佐役に回る。 - 2015年3月7日に死去。 |                                                                                | |                                                               |
| 小野千春 |                                                                                | 1970年6月21日 - 1971年7月11日                                                                         | 第203回 - 第258回                                             |
| - 4代目座布団運び。 - 小野は出演開始当初は「前武の何でも入門」のアシスタントだった。1970年6月21日（第203回）以降は座布団運びも兼任。 - 1999年に死去していたことが明らかとなっている。 |                                                                                | |                                                               |
| 桂米助 | 2022年5月1日                                                                   | 1970年6月21日 - 1971年7月11日 2022年5月1日                                                            | 第203回 - 第258回 第2808回                                    |
| - 出演中は落語芸術協会所属。 - 4代目座布団運び。 - 小野の補佐役の位置づけだった。 - 2022年5月1日（第2808回）の大喜利にて、休演中の6代目円楽のピンチヒッターとして出演した。 |                                                                                | |                                                               |
| 松崎真 | 1971年9月5日 - 1984年9月30日                                                   | 1971年7月18日 - 1984年9月30日                                                                         | 第259回 - 第937回                                             |
| - 5代目座布団運び。挨拶の締めに発する「手を挙げて横断歩道を渡りましょう」のセリフで人気を博した。 - 元は新東宝所属の俳優で、当時のプロデューサーの親戚だったことが縁で座布団運びに就任した。 - 2006年5月14日（第2016回）の40周年スペシャルにて、VTRでゲスト出演。 - 2015年5月に死去していたことが明らかとなっている。 |                                                                                | |                                                               |

### アシスタント
番組内では、若手の落語家がアシスタントとして座布団運びの補佐（小道具の配布や回収、座布団大量没収の際の撤去など）をしたり、収録前の前説を行っている。そのほとんどが大喜利メンバー（あるいは元大喜利メンバー）の弟子。アシスタント経験者の中には、愛楽のようにアシスタントと並行して若手大喜利のメンバーとして出演していた者もおり、6代目円楽（当時は楽太郎）はアシスタントを経て、正規の大喜利メンバーに昇格している。長年番組内で名前が出る事は無かったが、2023年7月23日からオープニングのスタッフクレジットにおいて名前が表記されるようになった。

#### 現在のアシスタント
- 林家木久彦
- 林家あんこ - 木久扇の弟子である林家時蔵の実娘[注 37]。
- 春風亭昇りん

#### 過去のアシスタント
- 三升家勝松（現：4代目桂文字助）
- 三遊亭笑遊（現：5代目三遊亭圓遊）
- 三笑亭夢八（後の初代三笑亭夢丸）
- 三遊亭楽松（現：三遊亭鳳楽）
- 桂米助（ヨネスケ）
- 林家辰平（現：林家ぎん平）
- 三遊亭楽太郎（後の6代目三遊亭円楽）
- 桂歌はち（現：桂歌春）
- 林家錦平
- 三遊亭かつお（現：三遊亭小圓楽）
- 林家うん平
- 三遊亭五九楽
- 三遊亭いるか（現：2代目三遊亭圓丸）
- 三遊亭京楽
- 桂歌若
- 林家ひらり
- 桂花丸（現：3代目桂枝太郎、2009年5月1日に襲名）
- 林家きく麿
- 林家ぼたん
- 三遊亭愛楽 - 若手大喜利及び『BS笑点』『笑点Jr.』では大喜利メンバーとして出演。また、正月の東西大喜利のように不定期に開催されるチーム対抗形式の大喜利では、主に下手側チームの座布団運びを担当していた。

ほか多数

## コーナー
1988年度分以降は、番組本編を演芸と大喜利の2部構成で行っている。1987年度分以前は、演芸と大喜利の間に「対談」など司会者が務めるコーナーが存在し（又は演芸ゲスト2組で2コーナー）、長らく3部構成で行っていた。

### 演芸
番組の前半に行われる。オープニング後に、司会者が会場の客席からゲストを紹介する。5代目圓楽は「今日のはな（端＝始めと「華」を掛けている）」と紹介していた。また、歌丸や昇太は上方から登場するゲストの場合は「上方からおいでの〜」などと紹介する。登場するゲストは芸歴の長いベテランから注目の若手まで幅広く、ジャンルも落語、漫才、漫談、コント、マジック、物真似など多岐にわたっている。毎回1組が基本だが、40分番組だった時代はピン芸人の短いネタの場合、2組が出演するケースもあった。また、オープニングにて司会者と回答者の間で紹介されていたが、30分に短縮されてからは省略された。
通常のテレビ番組では放送される機会が少ない演芸も含まれていることから、当コーナーの出演映像が他のバラエティ特番や、日本テレビのニュース番組で有名人の訃報が伝えられる際には、当番組に出演した際の映像が使用されることが多い。
なお、控室の貼り紙においては他の番組で使われる「〇〇様」ではなく、キャリア歴を問わずに「〇〇先生」という敬称が用いられている。
主な芸の種類と主な出演者は次のとおり。
- 落語 - 東西の様々な落語家が新作・古典を問わず演じる（春風亭小朝、春風亭柳昇など）。他に4代目桂米丸・8代目橘家圓蔵は20回以上出演している。
- 浪曲 - 玉川カルテット（歌謡浪曲）、玉川太福など
- 講談 - 田辺一鶴、一龍斎貞水（夏季の怪談話）、神田山陽、神田伯山など
- 漫才 - 上方漫才（宮川大助・花子、横山ホットブラザーズ、中田カウス・ボタン、正司敏江・玲児、人生幸朗・生恵幸子、春日三球・照代、オール阪神・巨人、テンダラー、NON STYLE、笑い飯、プラス・マイナス、銀シャリなど）、東京漫才（内海桂子・好江、春日三球・照代、星セント・ルイス、ナイツ、サンドウィッチマン、ロケット団、Wコロン、U字工事、スピードワゴンなど）
- 漫談 - 牧伸二（ウクレレ漫談）、ケーシー高峰（医事漫談）、堺すすむ（ギター漫談）、ぴろき（ギタレレ漫談）、柳家紫文（三味線漫談）など
- 手品 - ナポレオンズ、マギー司郎（最多出演[29]）、マギー審司、北見マキ、松旭斎すみえ（水芸含む）など
- 物真似・声帯模写 - 江戸家猫八（3代目、4代目、5代目、動物声帯模写）、桜井長一郎（人物声帯模写）など
- コント - コント山口君と竹田君、ゆーとぴあ、BOOMER&プリンプリン、東京03、アンジャッシュ、陣内智則、カンカラ、ロッチ、アンガールズ、さらば青春の光など
- パントマイム - カンジヤママイム、がーまるちょば、山本光洋など
- その他 - 曲芸（海老一染之助・染太郎）、紙切り（3代目林家正楽）、コミカルソング（テツandトモ）、音楽演奏（浅草ジンタ）、南京玉すだれなど

コーナー最多出演者はマギー司郎で、2016年の時点で49回出演している。
星セント・ルイスやツービートなど後の漫才ブームでブレイクした漫才師たちも早い時期から演芸に出演していた。特にセント・ルイスは1970年代半ばごろに収録の間の時間つなぎをする「マエラク」を担当していた縁もあり、1977年（昭和52年）の『NHK新人漫才コンクール』でセント・ルイスが優勝すると直後4カ月の間に演芸に3回出演させ番組ぐるみでブレイクを後押しした。その一方、実際に漫才ブームが訪れた1980年代初期にはブームの中心となった漫才師らがほとんど出演しなかった。これは『笑点』から出た「ずうとるび」を通じてブームそのもののはかなさと怖さを知ったという当時のプロデューサーが「ブームに便乗するとブームが去った時に番組も終わる」と判断し、漫才ブームから距離を置く姿勢を取ったためである。また、裏番組に吉本興業が制作していたヤングおー!おー!があったという事情もあった。ただし、漫才ブームが沈静化した後はセント・ルイスやおぼん・こぼん、西川のりお・上方よしお、オール阪神・巨人、今いくよ・くるよなどブームの中心を担った漫才師も演芸に出演している。
5代目圓楽の司会当時は、毎年新年1回目の演芸で5代目圓楽の落語が披露されるのが恒例となっていた。現在では当番組内で落語を放送することは滅多にないが、派生番組の『笑点 特大号』では落語を不定期に放送している。また、2014年6月8日の歌丸復帰回と10月19日の木久扇復帰回は自身の病気療養期間中のエピソードを、2016年9月4日にはたい平が24時間マラソンに挑戦した際のエピソードを落語風にして披露した。かつては地方収録の回で、大喜利メンバーが落語を披露することが多かった。
2000年代後半以降は笑点メンバーが演芸コーナーに出演するコラボネーションネタも不定期に実施されており、木久扇&カンカラ、木久扇・たい平&鉄拳、好楽&ヒロシ、歌丸&ナイツ、昇太&サンドウィッチマン、6代目円楽＋テツandトモなどの組み合わせがこれまでに行われている。2018年9月30日から10月28日には、5週連続で笑点メンバーとのコラボ演芸が行われた（後述）。
2006年（平成18年）1月22日の第2000回放送と、同年5月14日の「40周年スペシャル」では、（当時の）演芸最多出演者として、マジックのナポレオンズが出演した（ナポレオンズの出演回数は47回=2016年現在）。
2016年1月17日には司郎のマジックに特別出演として、日曜ドラマ『臨床犯罪学者 火村英生の推理』の主演である斎藤工、窪田正孝が出演した。

#### 「演芸」内で行われる企画
真打昇進・襲名披露口上
各協会・一門に関係する大喜利メンバーが進行役や挨拶を担当する。
真打昇進披露は年2回、落語協会と落語芸術協会、円楽一門会の各団体の合同によって行われるケースが多い。落語立川流については、原則として『笑点 特大号』の「若手大喜利」レギュラー出演者のみ行われている（ただし、一部の回は例外あり）。通常、寄席の披露口上では、新真打本人が主任をとることで挨拶に代えるが、当番組の口上では真打になった本人が挨拶を行うのが最大の特徴となっている。最後に進行役が1人（大抵は年長者）を指名し、指名された者が音頭をとる形で「三本締め」で締めるのが恒例である。
これとは別に大喜利メンバーで襲名や噺家生活の節目となるメンバーがいた場合に真打昇進と同形式で口上を行う場合もある。この場合は黒紋付でメンバー全員が揃い（座布団運びは冒頭と最後の三本締めのみ）、一人ずつ罵倒ネタ等を交えた祝辞を述べた後に主役が挨拶する。
大喜利メンバーのロケ企画
ロケ収録の模様を送る。大喜利での座布団10枚獲得の賞品授与が多かったが、近年はメンバーへの密着企画なども行われる。ナレーションは日本テレビのアナウンサーか大喜利メンバーが担当。

#### 過去に「演芸」内で行われていた企画
若手大喜利
アナウンサー大喜利
若手の登竜門 笑点の穴
1996年（平成8年）11月3日より放送開始。ベテランの出演が多かったころ、番組に出演する機会が少なかった若手を対象にしたコーナー。コーナー名は『タイガーマスク』の「虎の穴」にちなんでいる。毎回2〜3組が登場し、最後までOAされれば「おめでとう!全国放送」のテロップが出るが、笑いが取れないネタはOA途中でカットされ「笑点の穴へ逆戻り!再チャレンジお待ちしています。」のテロップが出る。
アンジャッシュ、TIM、グループ魂（暴動・破壊・バイト君）、爆笑問題、つぶやきシロー、プリンプリン、テツandトモ、ますだおかだ、北陽、たい平、など多くの若手芸人がしのぎを削った。また、ウッチャンナンチャンのウリナリ!!のコントコーナー「ランキングキャラクターライブ」から派生した番組内ユニットのザ・レスラーズ（南原清隆・勝俣州和・濱口優）とSeniorJunior（内村光良・ウド鈴木）による対決が行われ、SeniorJuniorが勝利した。
その他の企画
- 1980年（昭和55年）から1987年（昭和62年）までの年末と1990年（平成2年）から1996年（平成8年）までの新春スペシャルでは、笑点メンバーが様々な仮装をしてマジックを披露する年1回のスペシャルコーナーがあった。
- 1998年（平成10年）7月は番組を変えるための新たな試みで山田に代わる座布団運びを選出するとして、4回にわたって若手落語家による「大喜利下克上」を放送した。
- 2007年（平成19年）2月4日の放送では、当時、林家きくおの2代目木久蔵襲名後の自分の名前を募集していた林家木久蔵の新しい名前の中間発表が行われた。結果は4月28日の収録で発表され、終了後本人が会見を開き公表した。その模様は5月6日に放送。9月23日の放送から「林家木久扇」名義で出演している。
- 2015年（平成27年）5月17日の放送では『笑点』が放送50年目に突入したことに伴い、この回は特別企画として歌丸（当時の司会者）のみならず2015年当時のメンバー8名全員が客席の中央に座り、メンバー全員がそれぞれ『笑点』50周年へ向けての意気込みを語った。
- 番組出演者（演芸の常連出演者を含む）が死去した際には、トークや映像で故人を振り返る追悼コーナーが行われる場合がある。

### 終了したコーナー
ゲスト対談
談志がゲストと対談するコーナー。トークコーナーでありながら、ゲスト相手によっては掛け合いが半ば即興漫才となっていた。
第1回のゲストはミヤコ蝶々で、前身番組『金曜夜席』の裏番組だった『蝶々・雄二の夫婦善哉』（朝日放送・TBS系列）の司会という間柄の対談であった。
フリートーク
1969年11月に前田の司会就任と共に始まった「前武歳時記」で、舞台上にいる前田が日々感じたことをありのままに喋るコーナー。三波の司会就任後は、トークする場所が収録会場の観覧客席に移った。番組オープニング直後に司会者がカメラに向かって番組開始の挨拶に続いて簡単な話を数分間した後、直後の演芸へと繋いだ流れは1996年3月まで続いた（現在の司会者が観覧客席から挨拶するオープニングはその名残といえる）。
前武のなんでも入門
様々な道のプロをゲストに呼んでその極意を聞いたり、前田がそのゲストの特技に挑戦するというコーナー。後に座布団運びを担当する小野千春は、このコーナーのアシスタントを担当していた。
伸介のなんでもコーナー
ゲストを呼んでの対談や、様々な道のプロを呼んでその極意を聞いたり三波がゲストの特技に挑戦する（「前武のなんでも入門」を引き継いだ形）というコーナー。
このコーナーの最多出演者は、計13回出演の神田川俊郎。三波と親交があったため定期的に出演し、自慢の料理の腕前を披露していた。次いで多かったのは、三波がファンであったシャンソン歌手高英男で、コーナーへは6回出演しているほか、新春の特別コーナーであるドレミファ大喜利へも出演した。他に岡本太郎・長谷川一夫・手塚治虫・嵐寛寿郎・淡谷のり子・石原慎太郎・大宅壮一といった人物も出演した。
ずうとるびの小咄
三波時代にはCMとCMの間のコーナー。当時「ちびっ子大喜利」に出演していたずうとるびの代表者が、人形（声：丸山裕子）と小咄をする。
円楽のよろずガイダンス
落語に関する項目や、江戸時代の社会制度や年中行事に関連した雑学を、5代目圓楽が視聴者の質問に答える形で披露するコーナー。セットは赤い絨毯敷きの床に大喜利の時と同じ見台を置いた時期や、日本家屋の茶の間をイメージした、畳敷きでちゃぶ台や長火鉢や茶箪笥が置かれていた時期があった。1985年には「円楽のよろずガイダンス　笑っちゃうくらいタメになる」のタイトルで書籍化されている。

### エンディング
大喜利メンバーがやり取りをしている最中に提供クレジットが表示され、最後に「笑点はHulu、TVerでも配信中」とテロップ、ナレーションが流れて番組が終了する。
かつては司会者の締めの挨拶の後、大喜利メンバーたちが高座に正座した状態で客席に向かって手をついてお辞儀をしている様子を映したまま、『笑点のテーマ』をBGMに提供クレジットが表示されて番組が終了していた。この間の大喜利メンバーたちはお辞儀をしたまま特に動きがないのが基本だが、時に最後に出たネタを引きずってそれに絡んだアクションをしたり、司会者と大喜利メンバーたちのやり取りが見られることもあった。
2022年頃からは次回の内容が簡素的にテロップやダイジェストで予告されたり、収録を終えた後の舞台裏や楽屋でのメンバー同士でのやり取りや雑談が放送されることが多くなり、お辞儀を行って番組を締める部分は2023年9月10日放送分を以て廃止された。
2015年5月から2016年5月8日まで「笑点おもいで写真館」→「笑点 こんな写真が!!」と題し、『笑点のテーマ』をBGMに、主に立川談志や5代目圓楽ら、番組黎明期の出演者写真を紹介しながら提供クレジットを表示していた。
また、2016年以前は11月から12月にかけて番組の公式カレンダーである「笑点暦」の宣伝をエンディングで行っていた。番組のオフィシャル本などカレンダー以外の番組関連グッズの宣伝をエンディングで行うこともあった。
言い回しは毎回微妙に異なるものの、基本的に三波伸介は「笑点この辺で終わりでございます。また来週、どうぞ!（一礼）」五代目圓楽は「といった所で笑点この辺でお開き。また来週のお楽しみありがとうございました。（一礼）」、歌丸は「といった所でお時間のようです。また来週お目にかかりましょう。ありがとうございました。（一礼）」、昇太は「○○な（最後の回答の内容にちなむフレーズが多い）所で、笑点これまで、また来週!（笑顔で手を振る）」と挨拶して締める。
2005年3月までは司会者の挨拶の後大喜利メンバーたちがお辞儀をする姿を一瞬映し、さらに拍手を送る客席の様子を映してからCMに入り、CM明けに提供クレジット（「提供」が寄席文字で書かれていた）と次回の放送内容が出たあと、オープニングタイトルの左下に寄席文字で「終」の文字が入ったタイトルが出て番組終了となっていた。次回の放送内容の紹介はテロップではなく、収録後の高座の様子を写したスチール写真に寄席文字で書いたパネルで紹介するスタイルが長く続いていた。五代目圓楽時代はCM前に拍手を送る客席の様子を映す際にテロップ表示していた。
地方収録やその年の最後に「三本締め」で幕締めすることが恒例中の恒例だったが、2002年12月29日放送の「年忘れ大喜利大会」を最後に行われなくなっており、前述の披露口上の締めでのみ行われている。なお、地方収録や年内最後の収録の終了後には現在でも舞台の前方に笑点メンバーが並んで三本締めが行われている。
2000年10月1日以降は終了直後に次番組『THE独占サンデー』の生予告を挿入。2002年10月6日に『真相報道 バンキシャ!』に変わってからも行われている。

## 特別大喜利
「演芸」や正月特番などでは、特別企画として以下の大喜利が放送される。

### 「演芸」で定期的に行われる大喜利

#### アナウンサー大喜利
- 日本テレビのアナウンサーらが、大喜利に挑戦する企画。三波が司会を務めていた1979年から行われている。
- 初開催された1979年（昭和54年）は、8月に女性アナウンサーらによる大喜利が行われ、10月に男性アナウンサーらによる大喜利が放送された。
- その後しばらくは行われなかったが、1984年（昭和59年）の新春スペシャルでNNNの系列局のアナウンサー・リポーター（いずれも『ズームイン!!朝!』を当時ネットしていた局で、当時の総合司会である徳光和夫と放送当時の各局キャスターが出演）も参加してのアナウンサー大喜利が行われて好評だったことから（この時の司会は5代目圓楽が担当）、以降恒例の企画となった。
- 1996年（平成8年）4月から1997年（平成9年）までは月1回ごとに開催されており、毎回最も座布団が多かったアナウンサーにはマイクの人形が付いたペンダントが与えられ、このペンダントを10個集めると豪華賞品がもらえるというルールがあった。月1回から不定期開催に変更後も2002年8月11日まではこのルールが継続され、2002年8月11日に鈴木君枝（大杉君枝）が10個獲得を達成した。
- 藤井恒久は「こん平」的キャラクターとして長らく出演しており、こん平本人からも正規ではないものの弟子扱いをされていた。挨拶の時に必ず「1!2!3! チャラーン!!」とこん平と同じ掛け声[注 49]をやっており、こん平が休演→降板後もこの挨拶を続けていた。藤井は2020年10月付の人事異動でアナウンス職を離れたため、2019年7月21日の出演が結果的に最後の出演となった。同年12月17日にこん平が逝去し、同年12月27日に追悼企画が放送された際も出演がなかった。
- 先述1984年の系列局アナ出演以外では外部（例：セント・フォース勢などフリーアナウンサー、日本テレビOB、OGも含む）の出演はない（在局中の出演がなかった日テレOGの永井美奈子は退社後後述の「振袖大喜利」に、セント・フォース所属で元青森放送アナウンサーの中田有紀は2015年の「ペット大好き!大喜利」に、元フジテレビアナウンサーの木佐彩子は同年の「夫婦大喜利」に出演）。
- 年2回開催定着以降、女性アナウンサーは正月の出演枠が多い関係上そのほとんどが出演している。
- 通常放送時は、現在は昇太が司会を務めるが、以前は小遊三と楽太郎→6代目円楽の二人で、三波、5代目圓楽単独もしくは5代目圓楽と歌丸の二人で、好楽が単独で務めるなどのパターンがあった。
- 他の笑点メンバー2人が座布団運びを担当。以前は歌丸・こん平・木久蔵（当時）・好楽が担当していたが、歌丸が司会の頃は昇太とたい平が務めた。
- アナウンサー大喜利に出演した女性アナウンサーは、地上波復活後の若手大喜利で座布団運びを務めることがある。
- 後の副音声による解説放送も、日本テレビアナウンサーが担当している。
- 2018年以降は、新春特番の次の回となるその年の最初のレギュラー放送を30分使って放送している。

近年の席順
| 個人戦（1984年から1994年までの圓楽は5代目圓楽。2011年以降の円楽は6代目円楽） | 個人戦（1984年から1994年までの圓楽は5代目圓楽。2011年以降の円楽は6代目円楽） | 個人戦（1984年から1994年までの圓楽は5代目圓楽。2011年以降の円楽は6代目円楽） | 個人戦（1984年から1994年までの圓楽は5代目圓楽。2011年以降の円楽は6代目円楽） | 個人戦（1984年から1994年までの圓楽は5代目圓楽。2011年以降の円楽は6代目円楽） | 個人戦（1984年から1994年までの圓楽は5代目圓楽。2011年以降の円楽は6代目円楽） | 個人戦（1984年から1994年までの圓楽は5代目圓楽。2011年以降の円楽は6代目円楽） | 個人戦（1984年から1994年までの圓楽は5代目圓楽。2011年以降の円楽は6代目円楽） | 個人戦（1984年から1994年までの圓楽は5代目圓楽。2011年以降の円楽は6代目円楽） | 個人戦（1984年から1994年までの圓楽は5代目圓楽。2011年以降の円楽は6代目円楽）     | 個人戦（1984年から1994年までの圓楽は5代目圓楽。2011年以降の円楽は6代目円楽） | 個人戦（1984年から1994年までの圓楽は5代目圓楽。2011年以降の円楽は6代目円楽）                                   |
| 放送日                                                                       | 司会                                                                         | 出演メンバー（左側が下手）                                                   | 出演メンバー（左側が下手）                                                   | 出演メンバー（左側が下手）                                                   | 出演メンバー（左側が下手）                                                   | 出演メンバー（左側が下手）                                                   | 出演メンバー（左側が下手）                                                   | 出演メンバー（左側が下手）                                                   | 出演メンバー（左側が下手）                                                       | 座布団運び                                                                   | 備考 |
| ---------------------------------------------------------------------------- | ---------------------------------------------------------------------------- | ---------------------------------------------------------------------------- | ---------------------------------------------------------------------------- | ---------------------------------------------------------------------------- | ---------------------------------------------------------------------------- | ---------------------------------------------------------------------------- | ---------------------------------------------------------------------------- | ---------------------------------------------------------------------------- | -------------------------------------------------------------------------------- | ---------------------------------------------------------------------------- | --- |
| 1984年1月1日                                                                 | 圓楽                                                                         | 荻原                                                                         | 今井                                                                         | 深堀                                                                         | 小林                                                                         | 木村                                                                         | 徳光                                                                         |                                                                              |                                                                                  | 歌丸                                                                         | 「花のアナウンサー大喜利」として開催。                                                                         |
| 1984年11月25日                                                               | 圓楽                                                                         | 脇田 （HTV）                                                                 | 辛坊 （YTV）                                                                 | 万屋 （KRY）                                                                 | 清田 （FBC）                                                                 | 徳光                                                                         | 中村 （KKT）                                                                 | 植松 （RNC）                                                                 | 小澤 （KTS）                                                                     | 山田 うん平                                                                  | 「ズームイン!!朝!アナウンサー大喜利」として開催。                                                              |
| 1994年1月1日                                                                 | 圓楽                                                                         | 大神                                                                         | 米森                                                                         | 鷹西                                                                         | 笛吹                                                                         | 薮本                                                                         |                                                                              |                                                                              |                                                                                  | 金原                                                                         | 「日本テレビ花の女子アナウンサー大喜利」として開催。                                                           |
| 1997年3月23日                                                                | 小遊三 楽太郎                                                                | 笛吹                                                                         | 古市                                                                         | 森(富)                                                                       | 福澤                                                                         | 羽鳥                                                                         | 藤井(恒)                                                                     |                                                                              |                                                                                  | 山田 うん平                                                                  | 個人戦だが、女性サイドと男性サイドに分かれた。                                                                 |
| 1997年9月21日                                                                | 小遊三 楽太郎                                                                | 鈴木(君)                                                                     | 河本                                                                         | 町                                                                           | 福澤                                                                         | 後藤(俊)                                                                     | 藤井(恒）                                                                    | 山田 うん平                                                                  | 個人戦だが、女性サイドと男性サイドに分かれた。                                   |                                                                              | |
| 1997年11月2日                                                                | 小遊三 楽太郎                                                                | 角田                                                                         | 馬場                                                                         | 薮本                                                                         | 福澤                                                                         | 蛯原                                                                         | 藤井(恒)                                                                     | 山田 うん平                                                                  | 個人戦だが、女性サイドと男性サイドに分かれた。                                   |                                                                              | |
| 1997年12月14日                                                               | 小遊三 楽太郎                                                                | 角田                                                                         | 山王丸                                                                       | 大神                                                                         | 吉田                                                                         | 矢島                                                                         | 藤井(恒)                                                                     | 山田 うん平                                                                  | 個人戦だが、女性サイドと男性サイドに分かれた。                                   |                                                                              | |
| 2002年1月6日                                                                 | 好楽                                                                         | 鈴木(君)                                                                     | 笛吹                                                                         | 松本                                                                         | 魚住                                                                         | 延友                                                                         | 藤井(恒）                                                                    | 歌丸 こん平                                                                  |                                                                                  |                                                                              | |
| 2003年1月5日                                                                 | 歌丸                                                                         | 鈴木(君)                                                                     | 松本                                                                         | 魚住                                                                         | 山本(真)                                                                     | 西尾                                                                         | 藤井(恒)                                                                     | こん平                                                                       |                                                                                  |                                                                              | |
| 2003年8月17日                                                                | 小遊三 楽太郎                                                                | 魚住                                                                         | 阿部                                                                         | 大杉                                                                         | 若林                                                                         | 蛯原                                                                         | 藤井(恒)                                                                     | こん平 木久蔵                                                                | 個人戦だが、女性サイドと男性サイドに分かれた。                                   |                                                                              | |
| 2004年1月4日                                                                 | 小遊三 楽太郎                                                                | 大杉                                                                         | 魚住                                                                         | 井田                                                                         | 松本                                                                         | 森(富)                                                                       | 藤井(恒)                                                                     | 歌丸 こん平                                                                  |                                                                                  |                                                                              | |
| 2004年8月15日                                                                | 小遊三 楽太郎                                                                | 阿部                                                                         | 宮崎                                                                         | 大杉                                                                         | 若林                                                                         | 森(圭)                                                                       | 藤井(恒)                                                                     | 歌丸 こん平                                                                  | 個人戦だが、女性サイドと男性サイドに分かれた。                                   |                                                                              | |
| 2005年1月9日                                                                 | 小遊三 楽太郎                                                                | 大杉                                                                         | 小野寺                                                                       | 松本                                                                         | 佐藤(良)                                                                     | 阿部                                                                         | 藤井(恒)                                                                     | 歌丸 山田                                                                    |                                                                                  |                                                                              | |
| 2005年8月14日                                                                | 小遊三 楽太郎                                                                | 阿部                                                                         | 佐藤(良)                                                                     | 大杉                                                                         | 若林                                                                         | 町田                                                                         | 藤井(恒)                                                                     | 歌丸 木久蔵                                                                  | 個人戦だが、女性サイドと男性サイドに分かれた。                                   |                                                                              | |
| 2006年1月8日                                                                 | 小遊三 楽太郎                                                                | 大杉                                                                         | 松本                                                                         | 西尾                                                                         | 杉上                                                                         | 阿部                                                                         | 藤井(恒)                                                                     | 木久蔵 たい平                                                                |                                                                                  |                                                                              | |
| 2007年1月1日                                                                 | 小遊三 楽太郎                                                                | 松本                                                                         | 馬場                                                                         | 西尾                                                                         | 阿部                                                                         | 古閑                                                                         | 藤井(恒)                                                                     | 木久蔵 好楽                                                                  | 『大笑点』内で開催。                                                             |                                                                              | |
| 2007年8月12日                                                                | 小遊三 楽太郎                                                                | 葉山                                                                         | 古閑                                                                         | 松本                                                                         | 羽鳥                                                                         | 森(圭)                                                                       | 藤井(恒)                                                                     | 昇太 たい平                                                                  | 個人戦だが、女性サイドと男性サイドに分かれた。                                   |                                                                              | |
| 2008年1月1日                                                                 | 小遊三 楽太郎                                                                | 松本                                                                         | 西尾                                                                         | 宮崎                                                                         | 葉山                                                                         | 夏目                                                                         | 藤井(恒)                                                                     | 昇太 たい平                                                                  | 『大笑点』内で開催。                                                             |                                                                              | |
| 2009年1月4日                                                                 | 小遊三 楽太郎                                                                | 松本                                                                         | 宮崎                                                                         | 鈴江                                                                         | 古閑                                                                         | 葉山                                                                         | 藤井(恒)                                                                     | 昇太 たい平                                                                  |                                                                                  |                                                                              | |
| 2010年1月3日                                                                 | 小遊三 楽太郎                                                                | 杉上                                                                         | 鈴江                                                                         | 森(麻)                                                                       | 松尾                                                                         | 葉山                                                                         | 藤井(恒)                                                                     | 昇太 たい平                                                                  |                                                                                  |                                                                              | |
| 2011年1月9日                                                                 | 小遊三 円楽                                                                  | 森(麻)                                                                       | 水卜                                                                         | 小熊                                                                         | 上田                                                                         | 葉山                                                                         | 藤井(恒)                                                                     | 昇太 たい平                                                                  |                                                                                  |                                                                              | |
| 2013年3月31日                                                                | 小遊三 円楽                                                                  | 鈴木(崇)                                                                     | 右松                                                                         | 上重                                                                         | 辻岡                                                                         | 佐藤(義)                                                                     | 藤井(恒)                                                                     | 上田                                                                         | 「日本テレビイケメンアナウンサー大喜利」として開催。                             |                                                                              | |
| 2014年1月5日                                                                 | 小遊三 円楽                                                                  | 徳島                                                                         | 中島                                                                         | 水卜                                                                         | 馬場                                                                         | 杉野                                                                         | 石田                                                                         | 藤井(恒)                                                                     | 「日本テレビ女性アナウンサー大喜利」として開催。                                 |                                                                              | |
| 2015年1月1日                                                                 | 歌丸                                                                         | 畑下 小遊三                                                                  | 郡司 好楽                                                                    | 杉野 木久扇                                                                  | 水卜 昇太                                                                    | 徳島 円楽                                                                    | 岩本 たい平                                                                  | 藤井(恒) 山田                                                                | 「女子アナ振袖大喜利」として開催。                                               |                                                                              | |
| 2015年7月26日                                                                | 昇太                                                                         | 笹崎 小遊三                                                                  | 久野 好楽                                                                    | 水卜 木久扇                                                                  | 中島 円楽                                                                    | 尾崎 たい平                                                                  |                                                                              |                                                                              |                                                                                  | 平松 山田                                                                    | 「日本テレビ女性アナ×笑点メンバーペア大喜利」として開催。 歌丸は病気療養中のため欠席し、昇太が司会を代理担当。 |
| 2015年11月22日                                                               | 歌丸                                                                         | 笹崎 小遊三                                                                  | 久野 好楽                                                                    | 水卜 木久扇                                                                  | 豊田 昇太                                                                    | 徳島 円楽                                                                    | 尾崎 たい平                                                                  |                                                                              |                                                                                  | 山田                                                                         | 「日本テレビ女性アナ×笑点メンバーペア大喜利」として開催。                                                      |
| 2016年3月13日                                                                | 歌丸                                                                         | 笹崎 小遊三                                                                  | 久野 好楽                                                                    | 杉野 木久扇                                                                  | 中島 昇太                                                                    | 徳島 円楽                                                                    | 尾崎 たい平                                                                  | 山田                                                                         | 「日本テレビ女性アナ×笑点メンバーペア大喜利」として開催。                        |                                                                              | |
| 2017年5月14日                                                                | 昇太                                                                         | 笹崎 小遊三                                                                  | 中島 好楽                                                                    | 鈴江 木久扇                                                                  | 畑下 三平                                                                    | 岩本 円楽                                                                    | 尾崎 たい平                                                                  | 山田                                                                         | 「日本テレビ女性アナウンサー ペア大喜利」として開催。                            |                                                                              | |
| 2018年1月7日                                                                 | 昇太                                                                         | 水卜                                                                         | 滝                                                                           | 鈴江                                                                         | 岩本                                                                         | 中島                                                                         | 尾崎                                                                         | 梅澤 山田                                                                    | この回は上手側に笑点メンバーがいる対抗戦だったが、賞品は個人の枚数で与えられた。 |                                                                              | |
| 2019年1月6日                                                                 | 昇太                                                                         | 市來 小遊三                                                                  | 滝 好楽                                                                      | 水卜 木久扇                                                                  | 鈴江 三平                                                                    | 岩本 円楽                                                                    | 岩田 たい平                                                                  | 山田                                                                         | 「日本テレビ女性アナウンサー ペア大喜利」として開催。                            |                                                                              | |
| 2019年7月21日                                                                | 昇太                                                                         | 青木 小遊三                                                                  | 安村 好楽                                                                    | 辻岡 木久扇                                                                  | 大町 三平                                                                    | ラルフ 円楽                                                                  | 藤井(恒) たい平                                                              | 山田                                                                         | 「日本テレビ男性アナウンサー ペア大喜利」として開催。                            |                                                                              | |
| 2020年1月5日                                                                 | 昇太                                                                         | 岩田 小遊三                                                                  | 久野 好楽                                                                    | 水卜 木久扇                                                                  | 滝 三平                                                                      | 岩本 円楽                                                                    | 尾崎 たい平                                                                  | 山田                                                                         | 「日本テレビ女性アナウンサー ペア大喜利」として開催。                            |                                                                              | |
| 2022年1月9日                                                                 | 昇太                                                                         | 市來 小遊三                                                                  | 尾崎 好楽                                                                    | 水卜 木久扇                                                                  | 滝 円楽                                                                      | 岩田 たい平                                                                  |                                                                              |                                                                              |                                                                                  | 山田                                                                         | |
| 2022年5月8日                                                                 | 昇太                                                                         | 徳島 小遊三                                                                  | 杉原 たい平                                                                  | 森(富) 木久扇                                                                | 滝 好楽                                                                      | 黒田 宮治                                                                    |                                                                              |                                                                              |                                                                                  | 山田                                                                         | |
| 2023年1月8日                                                                 | 昇太                                                                         | 杉原 小遊三                                                                  | 浦野 たい平                                                                  | 鈴江 木久扇                                                                  | 石川 好楽                                                                    | 岩田 宮治                                                                    |                                                                              |                                                                              |                                                                                  | 澁谷 山田                                                                    | |

| チーム対抗戦（2010年からの円楽は6代目円楽） | チーム対抗戦（2010年からの円楽は6代目円楽） | チーム対抗戦（2010年からの円楽は6代目円楽） | チーム対抗戦（2010年からの円楽は6代目円楽） | チーム対抗戦（2010年からの円楽は6代目円楽） | チーム対抗戦（2010年からの円楽は6代目円楽） | チーム対抗戦（2010年からの円楽は6代目円楽） | チーム対抗戦（2010年からの円楽は6代目円楽） | チーム対抗戦（2010年からの円楽は6代目円楽） | チーム対抗戦（2010年からの円楽は6代目円楽）                                                       |
| 放送日                                      | 司会                                        | 司会                                        | 出演メンバー                                | 出演メンバー                                | 座布団運び                                  | 座布団運び                                  | 勝利チーム                                  | 敗北チーム                                  | 備考                                                                                              |
| 放送日                                      | 司会                                        | 司会                                        | 上手側                                      | 下手側                                      | 上手側                                      | 下手側                                      | 勝利チーム                                  | 敗北チーム                                  | 備考                                                                                              |
| ------------------------------------------- | ------------------------------------------- | ------------------------------------------- | ------------------------------------------- | ------------------------------------------- | ------------------------------------------- | ------------------------------------------- | ------------------------------------------- | ------------------------------------------- | ------------------------------------------------------------------------------------------------- |
| 1998年4月5日                                | 小遊三                                      | 楽太郎                                      | 女性チーム 鈴木(君) 馬場 豊田               | 男性チーム 福澤 菅谷 藤井(恒)               | 歌丸                                        | こん平                                      | 女性チーム                                  | 男性チーム                                  | 初のチーム対抗戦。                                                                                |
| 1998年5月3日                                | 小遊三                                      | 楽太郎                                      | 女性チーム 鈴木(君) 井田 町                 | 男性チーム 松永 若林 藤井(恒)               | 歌丸                                        | こん平                                      | 女性チーム                                  | 男性チーム                                  |                                                                                                   |
| 1998年8月30日                               | 小遊三                                      | 楽太郎                                      | 女性チーム 鈴木(君) 森(富) 大神             | 男性チーム 若林 鈴木(健) 藤井(恒)           | 歌丸                                        | こん平                                      | 女性チーム                                  | 男性チーム                                  |                                                                                                   |
| 1998年11月15日                              | 小遊三                                      | 楽太郎                                      | 女性チーム 豊田 森(富) 大神                 | 男性チーム 若林 菅谷 藤井(恒)               | 歌丸                                        | こん平                                      | 女性チーム                                  | 男性チーム                                  |                                                                                                   |
| 1999年2月28日                               | 小遊三                                      | 楽太郎                                      | 女性チーム 鈴木(君) 角田 魚住               | 男性チーム 若林 船越 藤井(恒)               | 歌丸                                        | こん平                                      | なし                                        | なし                                        | 結果は引き分け（アナウンサー大喜利では初）。                                                      |
| 1999年8月15日                               | 小遊三                                      | 楽太郎                                      | 女性チーム 鈴木(君) 古市 魚住               | 男性チーム 若林 鈴木(崇) 藤井(恒)           | 歌丸                                        | こん平                                      | 女性チーム                                  | 男性チーム                                  |                                                                                                   |
| 2000年3月26日                               | 小遊三                                      | 楽太郎                                      | 女性チーム 鈴木(君) 河本 魚住               | 男性チーム 若林 藤井(貴) 鈴木(崇)           | 歌丸                                        | こん平                                      | 男性チーム                                  | 女性チーム                                  |                                                                                                   |
| 2000年8月27日                               | 小遊三                                      | 楽太郎                                      | 女性チーム 鈴木(君) 山王丸 魚住             | 男性チーム 若林 蛯原 藤井(恒)               | 歌丸                                        | こん平                                      |                                             |                                             |                                                                                                   |
| 2001年8月12日                               | 小遊三                                      | 楽太郎                                      | 女性チーム 鈴木(君) 斉藤 魚住               | 男性チーム 若林 蛯原 藤井(恒)               | 歌丸                                        | こん平                                      | なし                                        | なし                                        | 結果は引き分け。                                                                                  |
| 2002年8月11日                               | 好楽                                        | 好楽                                        | 女性チーム 鈴木(君) 阿部 魚住               | 男性チーム 若林 羽鳥 菅谷                   | 歌丸                                        | こん平                                      | 女性チーム                                  | 男性チーム                                  |                                                                                                   |
| 2006年8月13日                               | 小遊三                                      | 楽太郎                                      | 女性チーム 松本 鈴江 阿部                   | 男性チーム 船越 上重 藤井(恒)               | 好楽                                        | 木久蔵                                      | 女性チーム                                  | 男性チーム                                  |                                                                                                   |
| 2008年8月17日                               | 小遊三                                      | 楽太郎                                      | 女性チーム 宮崎 夏目 葉山                   | 男性チーム 菅谷 桝 藤井(恒)                 | 昇太                                        | たい平                                      | 女性チーム                                  | 男性チーム                                  | 結果は女性チームの勝利。                                                                          |
| 2009年8月2日                                | 小遊三                                      | 楽太郎                                      | 女性チーム 森(麻) 小熊 葉山                 | 男性チーム 上重 右松 藤井(恒)               | 昇太                                        | たい平                                      | 女性チーム                                  | 男性チーム                                  | 結果は女性チームの勝利。                                                                          |
| 2010年8月15日                               | 小遊三                                      | 円楽                                        | 女性チーム 森(富) 森(麻) 葉山               | 男性チーム 上重 藤田 藤井(恒)               | 昇太                                        | たい平                                      | 女性チーム                                  | 男性チーム                                  | 結果は女性チームの勝利。                                                                          |
| 2011年7月24日                               | 小遊三                                      | 円楽                                        | 女性チーム 杉上 水卜 葉山                   | 男性チーム 菅谷 青木 藤井(恒)               | 昇太                                        | たい平                                      | 女性チーム                                  | 男性チーム                                  | 結果は女性チームの勝利。 菅谷はこの回の副音声解説放送も担当。                                     |
| 2012年4月1日                                | 小遊三                                      | 円楽                                        | 女性チーム 古市 水卜 葉山                   | 男性チーム 菅谷 辻岡 藤井(恒)               | 昇太                                        | たい平                                      | 女性チーム                                  | 男性チーム                                  | 結果は女性チームの勝利。 菅谷はこの回の副音声解説放送も担当。                                     |
| 2012年8月12日                               | 小遊三                                      | 円楽                                        | 女性チーム 小熊 杉野 石田                   | 男性チーム 菅谷 上重 藤井(恒)               | 昇太                                        | たい平                                      | なし                                        | なし                                        | 結果は引き分け。 藤井(恒)はこの回の副音声解説放送も担当。                                         |
| 2013年6月23日                               | 小遊三                                      | 円楽                                        | 体育会系チーム 上重 山本(紘) 佐藤(義)       | 文科系チーム 桝 青木 藤井(恒)               | 昇太                                        | たい平                                      | 文科系チーム                                | 体育会系テーム                              | 「日本テレビアナウンサーイケメン対抗大喜利」として開催。 藤井(恒)はこの回の副音声解説放送も担当。 |
| 2013年10月13日                              | 小遊三                                      | 円楽                                        | 体育会系チーム 上重 中野 山本(紘)           | 文科系チーム 桝 青木 藤井(恒)               | 昇太                                        | たい平                                      | 文科系チーム                                | 体育会系テーム                              | 「日本テレビアナウンサー派閥抗争大喜利」として開催。                                              |
| 2013年12月22日                              | 小遊三                                      | 円楽                                        | 体育会系チーム 上重 安村 山本(紘)           | 文科系チーム 桝 青木 藤井(恒)               | 昇太                                        | たい平                                      | 体育会系チーム                              | 文科系チーム                                | 「日本テレビアナウンサー派閥抗争大喜利」として開催。 藤井(恒)はこの回の副音声解説放送も担当。     |
| 2014年6月22日                               | 小遊三                                      | 円楽                                        | 体育会系チーム 上重 後藤(晴) 佐藤(義)       | 文科系チーム 桝 中島 藤井(恒)               | 昇太                                        | 好楽                                        | なし                                        | なし                                        | 「日本テレビアナウンサー派閥抗争大喜利」として開催。 結果は引き分け。                             |

豪華賞品
- 特別に全員が、「羽子板」を獲得。（1984年1月1日放送）
- 鈴木君枝がマイクペンダント10個獲得を達成し「世界一周旅行」を獲得したが、地球儀を一回転しただけだった。（2002年8月11日放送）
- 藤井恒久が「5代目圓楽の色紙」を獲得。（2003年8月17日放送）
- 井田由美が「金色の座布団」を獲得。（2004年1月4日放送）
- 大杉君枝が「超有名デザイナーが作った水着」を獲得。（2005年8月14日放送）
- 葉山エレーヌが「歌丸抱き枕」を獲得。（2007年8月12日放送）
- 女性チームが「歌丸抱き枕・夏の装いバージョン」を獲得。（2008年8月17日放送）
- 松本志のぶが「新春スペシャルで余った紅白座布団」を獲得。（2009年1月4日放送）
- 女性チームが「歌丸風鈴」を獲得。（2009年8月2日放送）
- 杉上佐智枝が「（2010年1月1日の新春スペシャルで余った）紅白座布団」を獲得。（2010年1月3日放送）
- 女性チームが「歌丸フラドール」を獲得。（2010年8月15日放送）
- 水卜麻美が「新春スペシャルで余った紅白座布団」を獲得。（2011年1月9日放送）
- 女性チームが「歌丸ミストファン」を獲得。（2011年7月24日放送）
- 女性チームが「歌丸マスク」を獲得。（2012年4月1日放送）
- 全員が「歌丸日傘」を獲得。（2012年8月12日放送）
- 鈴木崇司が「歌丸ネクタイ」を獲得[注 54]。（2013年3月31日放送）
- 文科系チームが「歌丸蝶ネクタイ」を獲得。（2013年6月23日放送）
- 文科系チームが「千社札」を獲得（2013年10月13日放送）
- 体育会系チームが「歌丸のイラスト入りヘルメット」を獲得。（2013年12月22日放送）
- 馬場典子が「紅白座布団」を獲得。（2014年1月5日放送）
- 両チームが「歌丸雨傘」を獲得。（2014年6月22日放送）
- 木久扇・水卜麻美ペアが「東京ドームシティアトラクションズのチケット」を獲得。（2015年7月26日放送）
- 昇太・豊田順子ペアが歌丸の著書「極上歌丸ばなし」「歌丸極上人生」を獲得。（2015年11月22日放送）
- たい平・尾崎里紗ペアが歌丸の顔写真がプリントされた巨大レジャーシートを獲得[31]。（2016年3月13日放送）
- 岩本乃蒼が「昇太の等身大写真付きの傘（相合い傘）」を獲得。（2017年5月14日放送）
- 水卜麻美が「昇太の等身大写真入り添い寝マットレス」を獲得。（2018年1月7日放送）
- 水卜麻美が「昇太の等身大写真入り寝袋」を獲得。（2019年1月6日放送）
- 三平・大町怜央ペアが「笑点特製アンブレラハット」を獲得。（2019年7月21日放送）
- 6代目円楽・岩本乃蒼ペアが「紅白座布団」を獲得。（2020年1月5日放送）
- 好楽・尾崎里紗ペアと木久扇・水卜麻美ペアが「紅白座布団」を獲得。（2022年1月9日放送）
- 小遊三・徳島えりかペアが「黄金座布団」を獲得。（2022年5月8日放送）
- たい平・浦野モモペアが「紅白座布団」を獲得。（2023年1月8日放送）

### 派生番組で行われる大喜利

#### 若手大喜利
若手落語家らによる大喜利。1967年（昭和42年）10月8日に初開催されて以降、不定期に番組の演芸の時間帯に放送される。1967年当時の若手メンバーは、柳家さん治（後の10代目柳家小三治）、柳家小きん（後の6代目柳家つば女）、春風亭栄橋、林家木久蔵（現：林家木久扇）、三笑亭茶楽だった。
1970年代から1990年代の若手メンバーには、古今亭朝次（後の7代目桂才賀）・桂歌はち（現：桂歌春）・古今亭菊之助（現：古今亭菊丸）・林家錦平・金原亭駒平（現：金原亭世之介）・三遊亭貴楽・桂幸丸・林家こぶ平（現：9代目林家正蔵）・桂竹丸・月の家かがみ（現：2代目橘家蔵之助）・春風亭昇太・立川談春・三遊亭楽大（現：伊集院光）などがいた。
1990年代前半を最後にしばらくは行われなかったが、1998年（平成10年）7月に「大喜利下克上」に改題の上で4週連続で行われて以降（なお、この時は様々なルールが異なっていた。詳細は下記参照） 、再び恒例の企画となった。この時の司会はかつて若手メンバーの一人だった昇太が担当し、それ以降昇太は「大喜利下克上」の司会者としてレギュラー出演した。1999年（平成11年）5月2日の放送からはタイトルが「若手大喜利」に戻り、ルールの方も2004年（平成16年）12月26日の放送から本編大喜利同様に戻っている。この当時の若手メンバーとして、春風亭あさ市（現：五明樓玉の輔）・春風亭勢朝・春風亭柳八（現：5代目春風亭柳好）・立川笑志（現：立川生志）・三遊亭愛楽・林家たい平・林家きくお（現：2代目林家木久蔵）・林家きく姫・神田北陽（現：3代目神田山陽）・橘家亀蔵（現：橘家圓十郎）・三遊亭遊馬などが出演していた。また、この時以降、若手メンバーは司会の昇太も含めて名前を覚えてもらいやすくするため、名札をつけるようになった。
2003年10月12日に司会の昇太と若手メンバーが出演する派生番組『BS笑点』→『笑点Jr.』が放送開始されて以降、『笑点』本編での若手大喜利は2004年（平成16年）12月26日を最後に長らく行われなくなったが、『笑点Jr.』が2011年（平成23年）3月13日で放送終了となったことに伴い、2011年（平成23年）6月5日に『笑点』本編で再び行われ、司会は引き続き昇太が担当した。それ以降は春と秋に行われ、座布団運びには日テレ女性アナウンサーを起用した。
2013年春から開催の場を『笑点 特大号』の番組上に変えて毎月に1・2回程度行われ、昇太以外の笑点メンバーも司会を担当するようになった（笑点 特大号#若手大喜利の項を参照）。また、2016年に昇太が本編の番組司会に就任して以降は、『特大号』での若手大喜利を継続しつつも地上波本編での開催も再開されており、こちらも『特大号』同様昇太や他の笑点メンバーによる司会で進行されている。
この『若手大喜利』を経て、笑点メンバーに加入した者もいる。
1998年7月〜2001年6月の独自ルール
- 配置は、チーム対抗戦の時のような司会席を中央に置いたもの。
- 司会席の見台は通常と異なる背の高い物で、回答者も全員座布団でなく椅子に座る。
- 座布団のやり取りがない代わりに回答者全員に事前に市販品のお面が配布され、悪い答えを言うと司会の昇太の指示により、次の問題に移るか許可が下りるまでそのお面をかぶり顔を隠さなければならない（なお、そのお面を逆に回答に利用する者もいた）。
- 最後に司会の昇太の裁量でMVPが選ばれ、MVPに賞品が与えられる（下記の「賞品」の項を参照）。

| 1998年 - 2004年 | 1998年 - 2004年 | 1998年 - 2004年 | 1998年 - 2004年 | 1998年 - 2004年 | 1998年 - 2004年 | 1998年 - 2004年 | 1998年 - 2004年 | 1998年 - 2004年                            | 1998年 - 2004年                                                          | 1998年 - 2004年 | 1998年 - 2004年 |
| 放送日          | 司会            | 出演メンバー    | 出演メンバー    | 出演メンバー    | 出演メンバー    | 出演メンバー    | 出演メンバー    | 出演メンバー                               | 出演メンバー                                                             | 座布団運び      | 備考 |
| --------------- | --------------- | --------------- | --------------- | --------------- | --------------- | --------------- | --------------- | ------------------------------------------ | ------------------------------------------------------------------------ | --------------- | --- |
| 1998年7月5日    | 昇太            | 新潟            | 北陽            | たい平          | あさ市          | 笑志            | 亀蔵            |                                            |                                                                          | なし            | 上記の通りこの時は「大喜利下克上」のタイトル。山田が4週に渡って休演したため、 この間はオープニングアニメもなく（新作を制作中）、 演芸の時間帯に4週連続で行われた。 |
| 1998年7月12日   | 昇太            | あさ市          | 笑志            | 勢朝            | 愛楽            | たい平          | 亀蔵            |                                            |                                                                          | なし            | 上記の通りこの時は「大喜利下克上」のタイトル。山田が4週に渡って休演したため、 この間はオープニングアニメもなく（新作を制作中）、 演芸の時間帯に4週連続で行われた。 |
| 1998年7月19日   | 昇太            | 笑志            | 佐助            | たい平          | 遊之介          | 北陽            | 柳八            |                                            |                                                                          | なし            | 上記の通りこの時は「大喜利下克上」のタイトル。山田が4週に渡って休演したため、 この間はオープニングアニメもなく（新作を制作中）、 演芸の時間帯に4週連続で行われた。 |
| 1998年7月26日   | 昇太            | 柳八            | 笑志            | 新潟            | 勢朝            | たい平          | 北陽            | あさ市                                     | 亀蔵                                                                     | なし            | 上記の通りこの時は「大喜利下克上」のタイトル。山田が4週に渡って休演したため、 この間はオープニングアニメもなく（新作を制作中）、 演芸の時間帯に4週連続で行われた。 |
| 1998年9月6日    | 昇太            | 笑志            | たい平          | 北陽            | 愛楽            | あさ市          | 亀蔵            |                                            |                                                                          | なし            | あさ市、改名前最後の大喜利。 |
| 1998年10月25日  | 昇太            | 笑志            | たい平          | 勢朝            | 玉の輔          | 北陽            | 柳八            | 玉の輔、改名後初の大喜利。                 |                                                                          | なし            | |
| 1998年12月20日  | 昇太            | 北陽            | 遊馬            | たい平          | 勢朝            | 國志舘          | 柳八            |                                            |                                                                          | なし            | |
| 1999年2月7日    | 昇太            | 玉の輔          | 柳八            | 愛楽            | たい平          | 笑志            | 遊馬            |                                            |                                                                          | なし            | |
| 1999年5月2日    | 昇太            | 北陽            | 遊馬            | たい平          | 玉の輔          | 愛楽            | 柳八            | この回からタイトルが「若手大喜利」に戻る。 |                                                                          | なし            | |
| 1999年7月18日   | 昇太            | 北陽            | 遊馬            | たい平          | 玉の輔          | 笑志            | 愛楽            | 柳八                                       | 柳八                                                                     | なし            | 寿司ネタを使ったダジャレ歌合戦で、メンバーの衣装とセットも寿司屋を模した物だった。                                                                                 |
| 2000年2月20日   | 昇太            | たい平          | 遊馬            | 北陽            | 玉の輔          | きく姫          | 柳八            |                                            |                                                                          | なし            | 柳八、襲名前最後の大喜利。 |
| 2000年6月25日   | 昇太            | 笑志            | 北陽            | たい平          | きくお          | 愛楽            | 柳好            | 柳好、襲名後初の大喜利。                   |                                                                          | なし            | |
| 2000年10月29日  | 昇太            | 北陽            | きくお          | たい平          | 玉の輔          | 愛楽            | 柳好            |                                            |                                                                          | なし            | |
| 2001年2月11日   | 昇太            | 北陽            | きくお          | たい平          | 玉の輔          | 遊馬            | 笑志            |                                            |                                                                          | なし            | |
| 2001年6月24日   | 昇太            | 北陽            | 玉の輔          | たい平          | 柳好            | きく姫          | きくお          |                                            |                                                                          | なし            | |
| 2004年12月26日  | 昇太            | 愛楽            | 笑志            | きくお          | たい平          | 柳好            | 玉の輔          | ひらり                                     | この回は休演中のこん平の代役を決める代理メンバー選考会として実施された。 |                 | |

| 2006年1月2日 | 昇太 | 愛楽 | 文左衛門 | きくお | 木久蔵 | 柳好 | 玉の輔 | インリン たい平 | 『おはよう笑点』内で開催。 若手に混じって木久蔵も参加し、きくおと親子で共演した。 |
| 2007年1月2日 | 昇太 | 愛楽 | 文左衛門 | きくお | 木久蔵 | 柳好 | 玉の輔 | たい平          | 『おはよう笑点』内で開催。 若手に混じって木久蔵も参加し、きくおと親子で共演した。 |

| 2011年6月5日   | 昇太   | 愛楽   | 文左衛門 | 木久蔵   | 生志     | 一之輔 | 彦いち | 水卜   | 地上波復活後初の大喜利。                                                   |
| 2011年10月9日  | 昇太   | 愛楽   | 蘭       | 木久蔵   | 生志     | 可龍   | 柳好   | 徳島   |                                                                            |
| 2012年4月29日  | 昇太   | 枝太郎 | 王楽     | 木久蔵   | 生志     | 蘭     | 柳好   | 上田   |                                                                            |
| 2012年11月25日 | 昇太   | 鯉斗   | 昇吉     | 木久蔵   | ぴっかり | 八ゑ馬 | 柳好   | 杉野   |                                                                            |
| 2016年7月31日  | 昇太   | 昇也   | 鯉八     | 木りん   | ぴっかり | わさび | 宮治   | つる子 | 個人戦での開催は4年ぶり。                                                  |
| 2016年11月6日  | 昇太   | 昇也   | 小痴楽   | ぴっかり | 宮治     | わさび | 馬るこ | つる子 | この回からは名札に名前のみならず、一文やイラストが添えられるようになった。 |
| 2017年2月12日  | 円楽   | 昇也   | 貞鏡     | 晴の輔   | 三四郎   | わさび | 馬るこ | つる子 | 2回放送分の座布団の合計枚数が一番多い者が賞品を獲得。                      |
| 2017年2月19日  | 三平   | 昇也   | 貞鏡     | 晴の輔   | 三四郎   | わさび | 馬るこ | つる子 | 2回放送分の座布団の合計枚数が一番多い者が賞品を獲得。                      |
| 2018年4月29日  | 木久扇 | 昇也   | ぴっかり | 宮治     | 晴の輔   | わさび | 馬るこ | とむ   | 2回放送分の座布団の合計枚数が一番多い者が賞品を獲得。                      |
| 2018年5月6日   | たい平 | 昇也   | ぴっかり | 宮治     | 晴の輔   | わさび | 馬るこ | とむ   | 2回放送分の座布団の合計枚数が一番多い者が賞品を獲得。                      |

| チーム対抗戦（2014年以降の木久蔵は2代目木久蔵） | チーム対抗戦（2014年以降の木久蔵は2代目木久蔵） | チーム対抗戦（2014年以降の木久蔵は2代目木久蔵） | チーム対抗戦（2014年以降の木久蔵は2代目木久蔵） | チーム対抗戦（2014年以降の木久蔵は2代目木久蔵） | チーム対抗戦（2014年以降の木久蔵は2代目木久蔵） | チーム対抗戦（2014年以降の木久蔵は2代目木久蔵） | チーム対抗戦（2014年以降の木久蔵は2代目木久蔵） | チーム対抗戦（2014年以降の木久蔵は2代目木久蔵）                                                                          | チーム対抗戦（2014年以降の木久蔵は2代目木久蔵） |
| 放送日                                          | 司会                                            | 出演メンバー                                    | 出演メンバー                                    | 座布団運び                                      | 座布団運び                                      | 勝利チーム                                      | 敗北チーム                                      | 備考 |                                                 |
| 放送日                                          | 司会                                            | 下手側                                          | 上手側                                          | 下手側                                          | 上手側                                          | 勝利チーム                                      | 敗北チーム                                      | 備考 |                                                 |
| ----------------------------------------------- | ----------------------------------------------- | ----------------------------------------------- | ----------------------------------------------- | ----------------------------------------------- | ----------------------------------------------- | ----------------------------------------------- | ----------------------------------------------- | --- | ----------------------------------------------- |
| 1999年10月31日                                  | 昇太                                            | 西軍 む雀 こごろう 米吉                         | 東軍 たい平 北陽 柳八                           | なし                                            | なし                                            | 西軍                                            | 東軍                                            | この回は若手の上方噺家が出演した、 「東西若手大喜利」として放送。                                                        |                                                 |
| 2014年7月13日                                   | 昇太                                            | 中堅チーム 愛楽 木久蔵 生志 柳好                | 若手チーム 宮治 とむ 晴の輔 馬るこ              | つくし                                          | ぼたん                                          | 若手チーム                                      | 中堅チーム                                      | この回は第3期メンバー中心の中堅チームと 第4期メンバー中心の若手チームが対決した、 「若手噺家派閥対抗大喜利」として放送。 |                                                 |
| 2015年1月18日                                   | 昇太                                            | 二つ目チーム 宮治 わさび 馬るこ                 | 真打ちチーム 木久蔵 晴の輔 愛楽                 | 昇也                                            | 柳好                                            | 二つ目チーム                                    | 真打ちチーム                                    | この回は二つ目チームと真打ちチームが対決した、 「若手噺家派閥対抗大喜利」として放送。                                    |                                                 |
| 2015年8月2日                                    | 昇太                                            | 二つ目チーム 宮治 わさび 馬るこ                 | 真打ちチーム 木久蔵 晴の輔 愛楽                 | 昇也                                            | 柳好                                            | 二つ目チーム                                    | 真打ちチーム                                    | この回は二つ目チームと真打ちチームが対決した、 「若手噺家派閥対抗大喜利」として放送。                                    |                                                 |

| 笑点メンバーとの対抗戦 | 笑点メンバーとの対抗戦 | 笑点メンバーとの対抗戦                           | 笑点メンバーとの対抗戦                         | 笑点メンバーとの対抗戦 | 笑点メンバーとの対抗戦 | 笑点メンバーとの対抗戦 | 笑点メンバーとの対抗戦 | 笑点メンバーとの対抗戦 | 笑点メンバーとの対抗戦 |
| 放送日                 | 司会                   | 出演メンバー                                     | 出演メンバー                                   | 座布団運び             | 座布団運び             | 勝利チーム             | 敗北チーム             | 備考 |                        |
| 放送日                 | 司会                   | 下手側                                           | 上手側                                         | 下手側                 | 上手側                 | 勝利チーム             | 敗北チーム             | 備考 |                        |
| ---------------------- | ---------------------- | ------------------------------------------------ | ---------------------------------------------- | ---------------------- | ---------------------- | ---------------------- | ---------------------- | --- | ---------------------- |
| 1982年12月26日         | 三波                   | 若手チーム かがみ こぶ平 歌はち 竹丸 貴楽 菊之助 | 笑点チーム 九蔵 こん平 歌丸 朝次 楽太郎 木久蔵 | 電蔵                   | 松崎                   | なし                   | なし                   | 『年忘れ大喜利大会』内で放送。形式上は個人戦で、チームの勝敗ではなく最も座布団が多かった者に賞品が与えられるルールで行われた。収録は三波の急逝の4日前で、生前最後の大喜利となった。 |                        |
| 2019年5月5日           | 昇太 円楽              | 若手チーム 昇也 宮治 晴の輔 わさび 馬るこ        | 笑点チーム 小遊三 好楽 木久扇 三平 たい平      | 愛楽                   | 山田                   | 若手チーム             | 笑点チーム             | 人数調整のため、6代目円楽は昇太と共に司会に回った。 |                        |
| 2019年12月8日          | 昇太                   | 若手チーム 昇也 宮治 晴の輔 三四郎 わさび 馬るこ | 笑点チーム 小遊三 好楽 木久扇 三平 円楽 たい平 | 愛楽                   | 山田                   | 若手チーム             | 笑点チーム             | |                        |
| 2021年11月7日          | 昇太                   | 若手チーム 昇也 宮治 わん丈 晴の輔 わさび 馬るこ | 笑点チーム 小遊三 好楽 木久扇 三平 円楽 たい平 | あずみ                 | 山田                   | 笑点チーム             | 若手チーム             | |                        |
| 2022年2月27日          | 昇太                   | 若手チーム わさび 昇々 馬るこ わん丈 晴の輔      | 笑点チーム 小遊三 たい平 木久扇 好楽 宮治      | 昇りん                 | 山田                   | 笑点チーム             | 若手チーム             | 2週連続で実施（勝敗は2週の合計で判定）。 6代目円楽は休演中のため欠席。 宮治がメンバー加入に伴い、笑点側に移動。                                                                     |                        |
| 2022年3月6日           | 昇太                   | 若手チーム わさび 昇々 馬るこ わん丈 晴の輔      | 笑点チーム 小遊三 たい平 木久扇 好楽 宮治      | 昇りん                 | 山田                   | 笑点チーム             | 若手チーム             | 2週連続で実施（勝敗は2週の合計で判定）。 6代目円楽は休演中のため欠席。 宮治がメンバー加入に伴い、笑点側に移動。                                                                     |                        |
| 2022年6月5日           | 昇太                   | 若手チーム わさび 昇也 桃花 晴の輔 馬るこ        | 笑点チーム 小遊三 たい平 木久扇 好楽 宮治      | 昇りん                 | 山田                   | 若手チーム             | 笑点チーム             | 2週連続で実施（勝敗は2週の合計で判定）。 6代目円楽は休演中のため欠席。 |                        |
| 2022年6月12日          | 昇太                   | 若手チーム わさび 昇也 桃花 晴の輔 馬るこ        | 笑点チーム 小遊三 たい平 木久扇 好楽 宮治      | けい木                 | 山田                   | 若手チーム             | 笑点チーム             | 2週連続で実施（勝敗は2週の合計で判定）。 6代目円楽は休演中のため欠席。 |                        |

賞品
- 座布団が同数だったこん平と木久蔵が、来年の笑点カレンダー（50部を2人で分け合った）を獲得。（1982年12月26日放送）
- 亀蔵、たい平、柳八、昇太が「大喜利の座布団運びを担当する権利」を獲得。（1998年7月5日 - 1998年7月26日放送）

上記の通り座布団ではなく椅子に座って行ったため、司会の昇太が最後にMVPを指名していた。最後の回では昇太が掟破りで自分をMVPに指名し、この日出演したメンバーの反感を買った。
- あさ市が「美女と肌と肌の触れ合える権利」を獲得。（1998年9月6日放送）

しかし、後楽園ホールの出口で女性観客と触れ合うだけだった。
- 柳八が「めくるめく官能の世界へ行ける権利」を獲得。（1998年10月25日放送）

昇太と共に後楽園ゆうえんち（現：東京ドームシティアトラクションズ）のアトラクション「リニアゲイル」に乗った。
- 北陽が「笑点の大トリをとれる権利」を獲得。（1998年12月20日放送）

しかし、舞台の後片づけが行われている中での大トリとなった。
- 愛楽が「みんなから拍手を受ける権利」を獲得。（1999年2月7日放送）
- 柳八が吉野家の無料クーポン券5枚を獲得。（1999年5月2日放送）
- 北陽がマグロの握り寿司のかぶり物（その回で昇太がかぶっていた物）を獲得。（1999年7月18日放送）
- 西軍が来年（2000年）の笑点カレンダーを獲得。（1999年10月31日放送）

敗北した東軍にもカレンダーが特別に与えられたが、そのカレンダーは今年（1999年）の笑点カレンダーだった。
- きく姫が厚底雪駄を獲得。（2000年2月20日放送）
- きくおが「スキューバセット」と称して、海女セットを獲得。（2000年6月25日放送）
- きくおがマツタケを獲得。（2000年10月29日放送）

「マツタケがもらえる」とのことだが、松茸ではなく松（と）竹だった。
- 笑志がバレンタインのチョコレートを獲得。（2001年2月11日放送）

しかし、箱を開けるとマトリョーシカ人形のごとく中から一回り小さい箱が出てくるのが数回繰り返された挙げ句、最後に出てきた中身は一口大のチョコ一つだった。
- きく姫が「夏をエンジョイするかっこいい水着」と称して、赤ふんどしを獲得。（2001年6月24日放送）
- たい平が「こん平師匠の代わりに大喜利に出演できる権利」を獲得。（2004年12月26日放送）

これによりたい平は、本編の大喜利でこん平の代理メンバーとして出演する事になる。その後、2006年5月からこん平の降板に伴い正式メンバーに昇格となった。
- 玉の輔が箱根駅伝応援権（応援旗と切符）を獲得。（2006年1月2日 『おはよう笑点』での放送）
- 愛楽が兄弟子の楽太郎が率いる「ブラック団」の4人目のメンバー権を獲得。（2007年1月2日 『おはよう笑点』での放送）
- 2代目木久蔵[注 61]が「歌丸フラドール」（2010年夏のアナウンサー大喜利の賞品の余り物）を獲得したが、壊れていた。（2011年6月5日放送）
- 生志が「歌丸ミストファン」（2011年夏のアナウンサー大喜利の賞品の余り物）を獲得したが、今回も壊れていた。（2011年10月9日放送）
- 蘭が「歌丸マスク」（2012年春のアナウンサー大喜利の賞品の余り物で、歌丸の口元部分の写真がプリントされている）を獲得。（2012年4月29日放送）
- 2代目木久蔵が「歌丸日傘」（2012年夏のアナウンサー大喜利の賞品の余り物で、歌丸の顔写真がプリントされている）を獲得。（2012年11月25日放送）
- 若手チームが昇太の著書「城あるきのススメ」を獲得。（2014年7月13日放送）
- 二つ目チームが木久扇の落語の書籍を獲得。（2015年1月18日放送）
- 二つ目チームが好楽の著書「好楽日和。」を獲得。（2015年8月2日放送）
- わさびが「大喜利への出演権利」を獲得。（2016年7月31日放送）

その回の大喜利3問目に出演した。
- わさびが「笑点の演芸コーナー出演権利」を獲得。（2016年11月6日放送）

翌週11月13日放送分の演芸に出演した。
- わさびが「6代目円楽主催のパーティー招待券」を獲得（2017年2月19日放送）※賞品は6代目円楽から贈呈された。
- 馬るこが「来週の笑点への出演権利」を獲得。（2018年5月6日放送）

ニコニコ超会議2018「超笑点」の大喜利（2018年5月13日放送）に出演した。
- 若手チームが「兜と刀」を獲得。（2019年5月5日放送）

放送日のこどもの日にちなんだ賞品だったが、どちらも新聞紙で作った物だった。
- 若手チームが「昇太の顔写真入り箒」を獲得。（2019年12月8日放送）
- 笑点チームが勝利するも賞品はなかった。（2021年11月7日放送）

昇太は敗北した若手チームに対して、「今回勝っていたら、来週から（若手メンバーらに）メンバー総入れ替えだった」と冗談半分で言っていた。
- 笑点チームが勝利するも賞品はなかった。（2022年2月27日・3月6日放送）

今回も昇太は敗北した若手チームに対して、「今回勝っていたら、来週から宮治と（若手メンバーらが週替わりで）メンバー交代だった」と冗談半分で言っていた。
- 若手チームが「『笑点』出演権」を獲得。（2022年6月5日・6月12日放送）

翌週6月19日放送分より、賞品を獲得した若手メンバー5名が週替わりで休養中の6代目円楽のピンチヒッターとして本編の大喜利に出演することとなった。

### 正月特番で毎年行われる大喜利

#### 振袖大喜利
番組黎明期から開催されているバラエティ大喜利で、女性芸能人（ニューハーフ含む）が笑点メンバーとペアを組んで大喜利に挑戦する。ペアを組む相手は、メンバーのキャラクターに合わせて決められることもある。2015年は日テレ女性アナウンサーと笑点メンバーによるペア戦だった（「アナウンサー大喜利」の項参照）。これ以降の通常放送でのアナウンサー大喜利も、この形式を踏襲している。
このコーナーには泉ピン子（もともと牧伸二に師事して歌謡漫談家として活動したキャリアがあり、昭和40年代の演芸コーナーに2度出演したこともある）が常連で出演している。2013年以前は、山田花子も毎回出演していた。
2023年までは毎年行われていたが、2024年以降は実施されなくなった（2024年は後述する震災の影響とは関係なく、当初より実施自体が無かった）。
| 近年の席順（2002年から2005年までの圓楽は5代目圓楽、2011年以降の円楽は6代目円楽、三平は2代目三平） | 近年の席順（2002年から2005年までの圓楽は5代目圓楽、2011年以降の円楽は6代目円楽、三平は2代目三平） | 近年の席順（2002年から2005年までの圓楽は5代目圓楽、2011年以降の円楽は6代目円楽、三平は2代目三平） | 近年の席順（2002年から2005年までの圓楽は5代目圓楽、2011年以降の円楽は6代目円楽、三平は2代目三平） | 近年の席順（2002年から2005年までの圓楽は5代目圓楽、2011年以降の円楽は6代目円楽、三平は2代目三平） | 近年の席順（2002年から2005年までの圓楽は5代目圓楽、2011年以降の円楽は6代目円楽、三平は2代目三平） | 近年の席順（2002年から2005年までの圓楽は5代目圓楽、2011年以降の円楽は6代目円楽、三平は2代目三平） | 近年の席順（2002年から2005年までの圓楽は5代目圓楽、2011年以降の円楽は6代目円楽、三平は2代目三平） | 近年の席順（2002年から2005年までの圓楽は5代目圓楽、2011年以降の円楽は6代目円楽、三平は2代目三平） | 近年の席順（2002年から2005年までの圓楽は5代目圓楽、2011年以降の円楽は6代目円楽、三平は2代目三平）                                                           |
| 放送日                                                                                            | 司会                                                                                              | 出演メンバー（左側が下手）                                                                        | 出演メンバー（左側が下手）                                                                        | 出演メンバー（左側が下手）                                                                        | 出演メンバー（左側が下手）                                                                        | 出演メンバー（左側が下手）                                                                        | 出演メンバー（左側が下手）                                                                        | 座布団運び                                                                                        | 備考 |
| ------------------------------------------------------------------------------------------------- | ------------------------------------------------------------------------------------------------- | ------------------------------------------------------------------------------------------------- | ------------------------------------------------------------------------------------------------- | ------------------------------------------------------------------------------------------------- | ------------------------------------------------------------------------------------------------- | ------------------------------------------------------------------------------------------------- | ------------------------------------------------------------------------------------------------- | ------------------------------------------------------------------------------------------------- | --- |
| 1999年1月1日                                                                                      | 圓楽 歌丸                                                                                         | 山田(ま) 小遊三                                                                                   | ピン子 木久蔵                                                                                     | 原 好楽                                                                                           | 永井 こん平                                                                                       | 花子 楽太郎                                                                                       |                                                                                                   | 山田(隆)                                                                                          | |
| 2002年1月1日                                                                                      | 圓楽 歌丸                                                                                         | 島崎 小遊三                                                                                       | 藤崎 木久蔵                                                                                       | ピン子 好楽                                                                                       | 山川 こん平                                                                                       | 花子 楽太郎                                                                                       | 山田                                                                                              |                                                                                                   | |
| 2003年1月1日                                                                                      | 圓楽 歌丸                                                                                         | 新山 小遊三                                                                                       | 酒井 木久蔵                                                                                       | ピン子 好楽                                                                                       | 上原(さ) こん平                                                                                   | 花子 楽太郎                                                                                       | 山田                                                                                              |                                                                                                   | |
| 2004年1月1日                                                                                      | 圓楽 歌丸                                                                                         | ユンソナ 小遊三                                                                                   | 飯島 木久蔵                                                                                       | ピン子 好楽                                                                                       | 佐藤(江) こん平                                                                                   | 花子 楽太郎                                                                                       | 山田                                                                                              |                                                                                                   | |
| 2005年1月2日                                                                                      | 圓楽 歌丸                                                                                         | 井上 小遊三                                                                                       | 飯島 木久蔵                                                                                       | ピン子 好楽                                                                                       | 平山 たい平                                                                                       | 花子 楽太郎                                                                                       | 山田                                                                                              |                                                                                                   | |
| 2006年1月1日                                                                                      | 歌丸                                                                                              | 小倉 小遊三                                                                                       | 若槻 木久蔵                                                                                       | ピン子 好楽                                                                                       | インリン たい平                                                                                   | 花子 楽太郎                                                                                       | 愛楽                                                                                              | 『大笑点』内で開催。 5代目圓楽の休演→降板に伴い、この年から司会は歌丸の単独になった。             | |
| 2007年1月1日                                                                                      | 歌丸                                                                                              | 小倉 小遊三                                                                                       | 菊川 木久蔵                                                                                       | ピン子 好楽                                                                                       | 眞鍋 昇太                                                                                         | ユンソナ たい平                                                                                   | 花子 楽太郎                                                                                       | 山田                                                                                              | 『大笑点』内で開催。 この年から6人体制となった。 |
| 2008年1月1日                                                                                      | 歌丸                                                                                              | 小倉 小遊三                                                                                       | 田丸 木久扇                                                                                       | ピン子 好楽                                                                                       | 眞鍋 昇太                                                                                         | ユンソナ たい平                                                                                   | 花子 楽太郎                                                                                       | 山田                                                                                              | 『大笑点』内で開催。 |
| 2009年1月1日                                                                                      | 歌丸                                                                                              | 平山 小遊三                                                                                       | スザンヌ 木久扇                                                                                   | ピン子 好楽                                                                                       | エド 昇太                                                                                         | はるな たい平                                                                                     | 花子 楽太郎                                                                                       | 山田                                                                                              | |
| 2010年1月1日                                                                                      | 歌丸                                                                                              | 杉本 小遊三                                                                                       | 優木 昇太                                                                                         | ピン子 好楽                                                                                       | マリエ 木久扇                                                                                     | 上原(美) たい平                                                                                   | 花子 楽太郎                                                                                       | 山田                                                                                              | |
| 2011年1月1日                                                                                      | 歌丸                                                                                              | 西山 小遊三                                                                                       | 小森 昇太                                                                                         | ピン子 好楽                                                                                       | 芦田 木久扇                                                                                       | ヨンア たい平                                                                                     | 花子 円楽                                                                                         | 山田                                                                                              | |
| 2012年1月1日                                                                                      | 歌丸                                                                                              | 剛力 小遊三                                                                                       | ローラ たい平                                                                                     | デヴィ 好楽                                                                                       | 芦田 木久扇                                                                                       | 重盛 昇太                                                                                         | 花子 円楽                                                                                         | 山田                                                                                              | |
| 2013年1月1日                                                                                      | 歌丸                                                                                              | 指原 小遊三                                                                                       | 鈴木(奈) 木久扇                                                                                   | ピン子 好楽                                                                                       | 吉田 たい平                                                                                       | ローラ 昇太                                                                                       | 花子 円楽                                                                                         | 山田                                                                                              | |
| 2014年1月1日                                                                                      | 歌丸 昇太                                                                                         | 壇蜜 小遊三                                                                                       | 百田 木久扇                                                                                       | 久本 好楽                                                                                         | 片平 たい平                                                                                       | LiLiCo 円楽                                                                                       |                                                                                                   | 山田                                                                                              | 「理由（ワケ）あって結婚できない女大喜利」として開催。 それにちなんで、当時未婚だった昇太は歌丸とのダブル司会を務めた。 レギュラーメンバーは1問目は不参加。 |
| 2017年1月1日                                                                                      | 昇太                                                                                              | 浜口 小遊三                                                                                       | 大島 好楽                                                                                         | 鈴木(梨) 木久扇                                                                                   | ピン子 三平                                                                                       | 藤田 円楽                                                                                         | はるな たい平                                                                                     | 山田                                                                                              | |
| 2018年1月1日                                                                                      | 昇太                                                                                              | 壇蜜 小遊三                                                                                       | いとう 好楽                                                                                       | 新井 木久扇                                                                                       | ピン子 三平                                                                                       | 滝沢 円楽                                                                                         | 岡田 たい平                                                                                       | 山田 横山                                                                                         | 横山だいすけがゲストとして登場し、山田と共に座布団運びを担当。 レギュラーメンバーは1問目は不参加。                                                          |
| 2019年1月1日                                                                                      | 昇太                                                                                              | 壇蜜 小遊三                                                                                       | 村上 好楽                                                                                         | 山崎 木久扇                                                                                       | 久本 三平                                                                                         | 近藤 円楽                                                                                         | 滝沢 たい平                                                                                       | 山田                                                                                              | レギュラーメンバーは1問目は不参加。 |
| 2020年1月1日                                                                                      | 昇太                                                                                              | 壇蜜 小遊三                                                                                       | 佐藤(栞) 好楽                                                                                     | 丸山 木久扇                                                                                       | 久本 三平                                                                                         | 近藤 円楽                                                                                         | 奈緒 たい平                                                                                       | 山田                                                                                              | |
| 2021年1月1日                                                                                      | 昇太                                                                                              | 橋本 小遊三                                                                                       | 滝沢 好楽                                                                                         | 清水 木久扇                                                                                       | 久本 三平                                                                                         | 近藤 円楽                                                                                         | 生見 たい平                                                                                       | 山田                                                                                              | |
| 2022年1月1日                                                                                      | 昇太                                                                                              | 壇蜜 小遊三                                                                                       | 友近 好楽                                                                                         | 森 木久扇                                                                                         | 滝沢 円楽                                                                                         | 髙田 たい平                                                                                       |                                                                                                   | 山田                                                                                              | |
| 2023年1月1日                                                                                      | 昇太                                                                                              | 生見 小遊三                                                                                       | 髙木 たい平                                                                                       | 久本 木久扇                                                                                       | 滝沢 好楽                                                                                         | ヒコロヒー 宮治                                                                                   |                                                                                                   | 山田                                                                                              | |

#### 東西大喜利
新春スペシャルで年1回行われ、笑点メンバーと上方噺家が大喜利で対戦する。
1977年（昭和52年）の新春スペシャルにて初実施。当初は鶴亀大喜利の東西対抗戦として行われていたが、しばらくして「東西大喜利」として年1回開催の新春恒例のスペシャル大喜利として定着した。当初の司会は三波伸介で、三波が急逝した1983年（昭和58年）の新春スペシャルは愛川欽也が代理で司会を務めている。以降、2005年（平成17年）までは5代目圓楽、2006年（平成18年）から2008年（平成20年）は歌丸と三枝（当時）、2009年（平成21年）から2016年（平成28年）は歌丸単独、2017年（平成29年）からは昇太が司会を務めている。
笑点メンバーは全員黒紋付袴で登場していたが、2003年（平成15年）から笑点メンバーは普段の色紋付で登場している。上方メンバーは2006年まで黒紋付袴で統一されていたが、2007年（平成19年）以降は色紋付袴を着用している。
上方メンバーは、一門別では松鶴一門が笑福亭松之助（2012年まで）と鶴光でほぼ固定され、それ以外は文枝一門と米朝一門で占められている（染丸一門林家菊丸 (3代目)が染奴時代の2014年から2023年まで継続して出演していた。春団治一門からの出演は例がない）。所属事務所別では吉本興業（2007年10月 - 2019年6月は子会社のよしもとクリエイティブ・エージェンシー）が多く、松竹芸能からは鶴光のみ。米朝事務所からは2014年（平成26年）を最後に出演が途絶えている。現在は西軍の座布団運びが筆頭アシスタントの愛楽（愛知県出身）と定められており、上方噺家による座布団運びは、歌丸・三枝コンビ司会時に三枝門下の桂三弥が起用された程度である。
2021年は新型コロナウイルスの影響で行われなかった。2022年は東西大喜利が2年ぶりに再開され、文枝が2005年以来17年ぶりに西軍のリーダーを務めた。また、2013年から2020年までTOKIOのリーダー城島茂が、引き続き城島出演の後枠番組(『ザ!鉄腕!元日!DASH』)の宣伝も兼ねて西軍のリーダーを務めていたが、前述の新型コロナウィルスの影響で2021年から2023年は演芸枠での出演となった（2021年:ヒロシとのコラボ漫談、2022年:玉川太福とのコラボ浪曲、2023年はクールポコ。とのコラボコントをそれぞれ披露）。2024年以降は後枠番組が『上田と女が吠える夜』新春スペシャル変更になった影響と2025年5月にTOKIOが解散したことで城島の新春スペシャル出演は2023年で事実上終了となった。
| 近年の席順（2003年から2005年までの圓楽は5代目圓楽、2011年以降の円楽は6代目円楽、2017年以降の三平は2代目三平） | 近年の席順（2003年から2005年までの圓楽は5代目圓楽、2011年以降の円楽は6代目円楽、2017年以降の三平は2代目三平） | 近年の席順（2003年から2005年までの圓楽は5代目圓楽、2011年以降の円楽は6代目円楽、2017年以降の三平は2代目三平） | 近年の席順（2003年から2005年までの圓楽は5代目圓楽、2011年以降の円楽は6代目円楽、2017年以降の三平は2代目三平） | 近年の席順（2003年から2005年までの圓楽は5代目圓楽、2011年以降の円楽は6代目円楽、2017年以降の三平は2代目三平） | 近年の席順（2003年から2005年までの圓楽は5代目圓楽、2011年以降の円楽は6代目円楽、2017年以降の三平は2代目三平） | 近年の席順（2003年から2005年までの圓楽は5代目圓楽、2011年以降の円楽は6代目円楽、2017年以降の三平は2代目三平） | 近年の席順（2003年から2005年までの圓楽は5代目圓楽、2011年以降の円楽は6代目円楽、2017年以降の三平は2代目三平） | 近年の席順（2003年から2005年までの圓楽は5代目圓楽、2011年以降の円楽は6代目円楽、2017年以降の三平は2代目三平） | 近年の席順（2003年から2005年までの圓楽は5代目圓楽、2011年以降の円楽は6代目円楽、2017年以降の三平は2代目三平）                               |
| 放送日 | 司会 | 司会 | 出演メンバー                                                                                                  | 出演メンバー                                                                                                  | 座布団運び | 座布団運び | 勝利チーム | 敗北チーム | 備考 |
| 放送日 | 司会 | 司会 | 西軍 | 東軍 | 西軍 | 東軍 | 勝利チーム | 敗北チーム | 備考 |
| --- | --- | --- | --- | --- | --- | --- | --- | --- | --- |
| 2003年1月1日                                                                                                  | 圓楽 | 圓楽 | 三枝 八方 鶴光 きん枝 小枝 可朝                                                                               | 歌丸 楽太郎 好楽 木久蔵 小遊三 こん平                                                                         | 愛楽 | 山田 | 西軍 | 東軍 | |
| 2004年1月1日                                                                                                  | 圓楽 | 圓楽 | 松之助 雀々 鶴光 きん枝 小枝 可朝                                                                             | 歌丸 楽太郎 好楽 木久蔵 小遊三 こん平                                                                         | 愛楽 | 山田 | 西軍 | 東軍 | |
| 2005年1月2日                                                                                                  | 圓楽 | 圓楽 | 三枝 きん枝 鶴光 ざこば 小枝 可朝                                                                             | 歌丸 楽太郎 好楽 木久蔵 小遊三 たい平                                                                         | 愛楽 | 山田 | 西軍 | 東軍 | |
| 2006年1月1日                                                                                                  | 歌丸 | 三枝 | 松之助 きん枝 小米朝 小枝 八方                                                                                | 木久蔵 好楽 小遊三 楽太郎 たい平                                                                              | 三弥 | 愛楽 | 西軍 | 東軍 | 『大笑点』内で開催。 この年から三枝が 歌丸と共に司会に回った。                                                                              |
| 2007年1月1日                                                                                                  | 歌丸 | 三枝 | 松之助 きん枝 鶴光 小枝 雀三郎 可朝                                                                           | 小遊三 好楽 木久蔵 昇太 楽太郎 たい平                                                                         | 三弥 | 山田 | 東軍 | 西軍 | 『大笑点』内で開催。 |
| 2008年1月1日                                                                                                  | 歌丸 | 三枝 | 松之助 きん枝 鶴光 小枝 文福 可朝                                                                             | 小遊三 好楽 木久扇 昇太 楽太郎 たい平                                                                         | 三弥 | 山田 | 西軍 | 東軍 | 『大笑点』内で開催。 |
| 2009年1月1日                                                                                                  | 歌丸 | 歌丸 | 松之助 きん枝 鶴光 小枝 米團治 八方                                                                           | 小遊三 好楽 木久扇 昇太 楽太郎 たい平                                                                         | 愛楽 | 山田 | 西軍 | 東軍 | この年から司会は歌丸の単独になった。 |
| 2010年1月1日                                                                                                  | 歌丸 | 歌丸 | 松之助 きん枝 鶴光 小枝 あやめ 可朝                                                                           | 小遊三 好楽 木久扇 昇太 楽太郎 たい平                                                                         | 愛楽 | 山田 | 西軍 | 東軍 | |
| 2011年1月1日                                                                                                  | 歌丸 | 歌丸 | 松之助 鶴光 ざこば 小枝 方正 可朝                                                                             | 小遊三 好楽 木久扇 昇太 円楽 たい平                                                                           | 愛楽 | 山田 | 西軍 | 東軍 | |
| 2012年1月1日                                                                                                  | 歌丸 | 歌丸 | 松之助 鶴光 ざこば 小枝 あやめ 可朝                                                                           | 小遊三 好楽 木久扇 昇太 円楽 たい平                                                                           | 愛楽 | 山田 | 西軍 | 東軍 | |
| 2013年1月1日                                                                                                  | 歌丸 | 歌丸 | 城島 きん枝 鶴光 小枝 あやめ 可朝                                                                             | 小遊三 好楽 木久扇 昇太 円楽 たい平                                                                           | 愛楽 | 山田 | 西軍 | 東軍 | |
| 2014年1月1日                                                                                                  | 歌丸 | 歌丸 | 城島 鶴光 ざこば 小枝 染弥 可朝                                                                               | 小遊三 好楽 木久扇 昇太 円楽 たい平                                                                           | 愛楽 | 山田 | 西軍 | 東軍 | |
| 2015年1月1日                                                                                                  | 歌丸 | 歌丸 | 城島 雀々 鶴光 あやめ 菊丸 可朝                                                                               | 小遊三 好楽 木久扇 昇太 円楽 たい平                                                                           | 愛楽 | 山田 | 西軍 | 東軍 | |
| 2016年1月1日                                                                                                  | 歌丸 | 歌丸 | 城島 きん枝 鶴笑 鶴光 菊丸 笑瓶                                                                               | 小遊三 好楽 木久扇 昇太 円楽 たい平                                                                           | 愛楽 | 山田 | 西軍 | 東軍 | |
| 2017年1月1日                                                                                                  | 昇太 | 昇太 | 城島 菊丸 きん枝 八光 三四郎 鶴光                                                                             | 小遊三 好楽 木久扇 三平 円楽 たい平                                                                           | 愛楽 | 山田 | 西軍 | 東軍 | |
| 2018年1月1日                                                                                                  | 昇太 | 昇太 | 城島 きん枝 三四郎 八光 菊丸 鶴光                                                                             | 小遊三 好楽 木久扇 三平 円楽 たい平                                                                           | 愛楽 | 山田 | 西軍 | 東軍 | |
| 2019年1月1日                                                                                                  | 昇太 | 昇太 | 城島 きん枝 八方 八光 菊丸 鶴光                                                                               | 小遊三 好楽 木久扇 三平 円楽 たい平                                                                           | 愛楽 | 山田 | 西軍 | 東軍 | |
| 2020年1月1日                                                                                                  | 昇太 | 昇太 | 城島 小文枝 八方 べ瓶 菊丸 鶴光                                                                               | 小遊三 好楽 木久扇 三平 円楽 たい平                                                                           | 愛楽 | 山田 | 西軍 | 東軍 | |
| 2022年1月1日                                                                                                  | 昇太 | 昇太 | 雀々 八光 文枝 菊丸 鶴光                                                                                      | 小遊三 好楽 木久扇 円楽 たい平                                                                                | 愛楽 | 山田 | 西軍 | 東軍 | |
| 2023年1月1日                                                                                                  | 昇太 | 昇太 | 八方 八光 文枝 菊丸 鶴光                                                                                      | 小遊三 たい平 木久扇 好楽 宮治                                                                                | 愛楽 | 山田 | 引き分け | 引き分け | この年の西軍のメンバーは、全員前年の6代目円楽の休演中→死去後にピンチヒッターとして出演した落語家で構成されている。                          |
| 2024年1月7日                                                                                                  | 昇太 | 昇太 | 鶴光 鉄瓶 雀々 文枝 八方 方正                                                                                 | 小遊三 一之輔 たい平 木久扇 好楽 宮治                                                                         | 愛楽 | 山田 | 勝敗不明 | 勝敗不明 | 当初の予定では同年1月1日の『笑点 お正月だよ！大喜利まつり』内で放送予定だったが、後述する震災の影響により1月7日の通常放送内での放送に振替。 |
| 2025年1月1日                                                                                                  | 昇太 | 昇太 | 鶴光 鉄瓶 文枝 菊丸 羽光 方正                                                                                 | 小遊三 一之輔 たい平 晴の輔 好楽 宮治                                                                         | けい木 | 山田 | 西軍 | 東軍 | |

#### スター大喜利・スーパースター大喜利
1978年のスペシャルでの単発企画を経て、2018年に40年ぶりに実施され、以降毎年行われている。
- 1978年（昭和53年）1月2日の新春スペシャルでの参加メンバーは、坂本九、夏木マリ、千昌夫、京唄子、宍戸錠、岸ユキ、鳳啓助。司会は三波、座布団運びは東八郎。
- 2018年（平成30年）1月1日の新春スペシャルでの参加メンバーは、梅沢富美男、佐藤栞里、加藤一二三、平野ノラ、ぺこ&りゅうちぇる、児嶋一哉（アンジャッシュ）。司会はたい平、座布団運びは三平。
- 2019年（平成31年）1月1日の新春スペシャルでの参加メンバーは、石原良純、友近、天童よしみ、みやぞん（ANZEN漫才）、小遊三[注 74]。司会はたい平、座布団運びは三平。
- 2020年（令和2年）1月1日の新春スペシャルでの参加メンバーは、橋本環奈、羽鳥慎一、粟野咲莉、木久扇、田中史朗、藤原竜也（ゲスト出演）。司会はたい平、座布団運びは松島幸太朗。
- 2021年（令和3年）1月1日の新春スペシャルでの参加メンバーは、竹内涼真、本田望結・紗来姉妹[注 75]、内田篤人[注 76]、生田絵梨花（当時乃木坂46）、ウエンツ瑛士[注 77]。司会はたい平、座布団運びは昇太[注 78]。

### 過去に行われた大喜利

#### 師弟大喜利
- メンバーの師匠が参加し、弟子たちとチーム対抗戦形式で大喜利対決をする。第1回の師弟大喜利は1967年（昭和42年）の新春スペシャルである。談志が司会だった時代は年末にも行われていた。年末年始の開催ということで、衣装は全員黒紋付袴だった。
- 初期に出演したのは
  - 5代目圓楽と6代目圓窓の師匠である6代目三遊亭圓生
  - 歌丸の師匠である4代目桂米丸
  - 小痴楽の師匠である4代目柳亭痴楽
  - 小圓遊の師匠である4代目三遊亭圓遊
  - こん平の師匠である初代林家三平
- 後に出演したのは
  - 小きんの師匠である5代目柳家小さん
  - 木久蔵（現：木久扇）と九蔵（現：好楽）の師匠である8代目林家正蔵（後の林家彦六）
  - 夢之助の師匠である三笑亭夢楽
  - 元メンバーで楽太郎（現：6代目円楽）の師匠である5代目圓楽
  - 朝次（現：7代目才賀）の兄弟子である古今亭志ん駒
- また、メンバーの師匠ではないがメンバーの師匠役として出演したのは
  - 元メンバーの3代目三遊亭圓歌・4代目三遊亭金馬
  - 木久蔵と九蔵の兄弟子である5代目春風亭柳朝（1981年（昭和56年）の師弟大喜利は師匠彦六と共に出演した）
  - こん平にとって7代目橘家圓蔵一門の先輩にあたる5代目月の家圓鏡（後の8代目橘家圓蔵、初代三平の弟弟子）

##### 師弟一門大喜利
- 1999年（平成11年）の新春スペシャルでは昇太を司会に、神田北陽（現：3代目神田山陽）を座布団運びとして、主に若手大喜利に出場していたメンバーが自分の師匠とペアを組んで大喜利を行った。出演者は以下の通り。
  - 春風亭柳八（現：5代目春風亭柳好）＆師匠の春風亭柳昇
  - 五明樓玉の輔＆師匠の春風亭小朝
  - 三遊亭洋楽＆師匠の5代目三遊亭圓楽
  - 橘家亀蔵（現：橘家圓十郎）＆大師匠の8代目橘家圓蔵
  - 林家たい平＆師匠の林家こん平
- 2006年（平成18年）5月14日の40周年記念特番で、レギュラーメンバーが自分の弟子または弟弟子とペアを組む形で大喜利が行われた[注 79]。出演者は以下の通り。
  - 小遊三の弟子の三遊亭遊馬
  - 好楽の息子で弟弟子の三遊亭王楽（現：7代目円楽）
  - 木久蔵（現：木久扇）の息子で弟子の林家きくお（現：2代目林家木久蔵）
  - 楽太郎（後の6代目円楽）の弟弟子の三遊亭愛楽
  - たい平の弟弟子の林家いっ平（現：2代目林家三平）
- 2024年（令和6年）1月14日放送分[注 80]では久しぶりに師弟ペア大喜利が行われ、レギュラーメンバーが自分の師匠・弟子・孫弟子とペアを組む形が取られた。出演者は以下の通り。
  - 小遊三の孫弟子の三遊亭遊かり
  - 一之輔の弟子の春風亭㐂いち
  - たい平の弟子の林家あずみ
  - 木久扇の息子で弟子の2代目林家木久蔵
  - 好楽の弟子の三遊亭好青年
  - 宮治の師匠の3代目桂伸治
  - 座布団運びとして昇太の弟子の春風亭昇也
- 2025年（令和7年）1月1日のお正月スペシャルでは、レギュラーメンバーが自分の師匠・弟子・弟弟子ととペアを組む形で大喜利が行われた。出演者は以下の通り。
  - 小遊三の師匠の3代目三遊亭遊三
  - 一之輔の師匠の春風亭一朝
  - たい平の弟子の林家あずみ
  - 晴の輔の師匠の立川志の輔
  - 好楽の息子で弟弟子の三遊亭王楽（現：7代目円楽）
  - 宮治の師匠の3代目桂伸治
  - 座布団運びとして昇太の弟子の春風亭昇りん
- 1999年の師弟一門大喜利では、「弟子が師匠に普段言えない質問をして師匠が面白く返す」という問題の中で、洋楽に対して五代目圓楽が回答の中で本当に小言を長々と続けるハプニングがあり、司会を務めていた昇太が「本当に小言言うのやめてください」と慌てて止めに入っていた。後の5代目圓楽追悼番組でもこのシーンに触れており、当時のことを昇太は「本当に慌ててしまった」と述懐している。6代目円楽曰く、「弟子集めて普段やる小言と変わらない」とのこと。
- 衣装は、1999年の新春スペシャルでは笑点メンバーを含む師匠たちは正月恒例の黒紋付袴、弟子たちは大喜利下克上で使用している青の着物で、2006年の40周年記念特番では笑点メンバーは通常の色紋付、弟子・弟弟子たちは若手大喜利で使用している絣模様入りの緑の着物だった。2024年、2025年の師弟ペア大喜利では笑点メンバーは通常の色紋付、師匠・弟子・孫弟子たちはそれぞれ自前の着物だった。

#### 鶴亀大喜利
- 1970年代後半から主に新春スペシャルで、東西の大御所落語家混成チームの対抗戦方式での大喜利が行われた。
- 1978年（昭和53年）の新春スペシャルに出演したのは
  - 鶴組に6代目笑福亭松鶴、4代目林家小染、5代目圓楽、歌丸、3代目圓歌
  - 亀組に6代目圓生、5代目小さん、4代目米丸、4代目小圓遊、初代三平
- 1977年（昭和52年）や1983年（昭和58年）の新春スペシャルでは、笑点メンバーと上方噺家との東西対抗戦方式で行われた。しばらくして「東西大喜利」と改題し、現在でも新春スペシャルの恒例大喜利となっている。

#### ドレミファ大喜利
- 1981年（昭和56年）から主に新春スペシャルで、高英男、ディック・ミネ、藤山一郎など往年の名歌手を集めての大喜利が行われた。
- 1983年（昭和58年）の新春スペシャルでは司会者の三波伸介が急逝したことにより、こん平が代理で司会を務めている。この時の参加メンバーは、高英男、大津美子、田端義夫、近江俊郎、松尾和子、林伊佐緒。座布団運びは、マジシャンのダーク大和。

#### 対決大喜利企画
笑点メンバーが、他の日本テレビ系番組の出演者やジャニーズ事務所に属するグループ・タレントらとの大喜利対決を行う企画が何回か行われている。

##### 特上!天声慎吾
- 2002年（平成14年）と2003年（平成15年）の2回は「新春!笑てん声慎吾」と題し、『特上!天声慎吾』のメンバーと大喜利対決を行った。2002年は天声慎吾チームの反則負けにより笑点チームが勝利したため、その後の「天声」を笑点メンバーが乗っ取り、楽太郎が司会者で木久蔵と好楽がゲストとして出演の「天声楽太郎」に改題した。
- 席順（2002年と2003年の圓楽は5代目圓楽）

| 放送日       | 司会 | 司会 | 出演メンバー                        | 出演メンバー                          | 座布団運び  | 座布団運び | 勝利 チーム | 敗北 チーム |
| 放送日       | 司会 | 司会 | 天声慎吾                            | 笑点                                  | 天声慎吾    | 笑点       | 勝利 チーム | 敗北 チーム |
| ------------ | ---- | ---- | ----------------------------------- | ------------------------------------- | ----------- | ---------- | ----------- | ----------- |
| 2002年1月1日 | 圓楽 | 圓楽 | 香取 ウド 天野 勝俣 ゴルゴ レッド   | 歌丸 小遊三 好楽 木久蔵 楽太郎 こん平 | 内山        | 山田       | 笑点        | 天声慎吾    |
| 2003年1月1日 | 圓楽 | 圓楽 | 香取 ウド 天野 石田 磯野 三瓶→ 上島 | 小遊三 好楽 木久蔵 歌丸 楽太郎 こん平 | 上島 ↓ 三瓶 | 山田       | 天声慎吾    | 笑点        |

##### TOKIO
- 2005年（平成17年）の新春スペシャルでTOKIOと大喜利対決を行い、『元気なお年寄り』、『ト・キ・オの三文字をそれぞれ頭につけた言葉』、『自慢合戦』の3問で対戦した。
- TOKIOは『大笑点』でメインパーソナリティを務めた。また、メンバーの国分太一は2006年（平成18年）5月14日の40周年記念特番に出演し、師弟大喜利で歌丸と共に司会を務めた。
- 笑点メンバーとTOKIOの対戦は2006年から2008年までは舞台を「大笑点」の番組上に移した。
- 2008年の「大笑点」を最後に暫く行われていなかったが、2014年9月28日放送分で「TOKIOスペシャルDAYS」の企画の1つとして6年9カ月ぶりに開催された。
- 2016年の「歌丸ラスト大喜利スペシャル」内で1年8カ月ぶりに開催。これが、収録放送では最後の歌丸司会の大喜利となった。勝利したTOKIOへの商品である歌丸が描かれたスコップは、『POWERフレーズ』を挟んで放送の、TOKIOが出演する『ザ!鉄腕!DASH!!』のメインコーナーである「DASH島」の舟屋に飾られた様子が放送された。なお、山口と長瀬はTOKIOとして最後の大喜利出演となった[注 81]。
- 2021年の『DASHでイッテQ!行列のできるしゃべくりナンデス!日テレ系 秋のコラボSP』内の企画で5年5ヶ月ぶりに開催された。TOKIOチームは当時のTOKIOメンバー3人に加え、横山裕（関ジャニ∞）、岸優太（当時King & Prince）の2人が参加した。また、TOKIOチーム側の座布団運びとして、同年10月放送開始の新ドラマ『恋です!〜ヤンキー君と白杖ガール〜』で主演を務める杉咲花が担当。この回のルールは形式上は個人戦で、1問ごとに個人で座布団枚数が多い者が、豪華グルメを食べることが出来るルールで行われた[注 82]。
  - なお、横山は『ヒルナンデス!』の生放送への出演が控えていたため1問目終了後に早退し、2問目以降は国分の意見により賞品に振る舞われる料理のレポーターを担当していた桝太一（当時日本テレビアナウンサー）が代わりに参加した。桝は藤井恒久と共にアナウンサー大喜利にも多く出演していたが、藤井恒久が前述の通り2020年10月に他部署異動したのに続き、桝は2022年3月に日本テレビ退職・フリー並びに同志社大学での研究職転身に伴い、この出演が結果的に最後の大喜利出演となった。
- 席順（2005年の圓楽は5代目圓楽、2014年以降の円楽は6代目円楽）

| 放送日        | 司会 | 司会 | 出演メンバー              | 出演メンバー                          | 座布団運び | 座布団運び | 勝利チーム                                    | 敗北チーム                                    | 備考                                                                     |
| 放送日        | 司会 | 司会 | TOKIO                     | 笑点                                  | TOKIO      | 笑点       | 勝利チーム                                    | 敗北チーム                                    | 備考                                                                     |
| ------------- | ---- | ---- | ------------------------- | ------------------------------------- | ---------- | ---------- | --------------------------------------------- | --------------------------------------------- | ------------------------------------------------------------------------ |
| 2005年1月2日  | 圓楽 | 圓楽 | 城島 山口 国分 松岡 長瀬  | 歌丸 楽太郎 木久蔵 好楽 小遊三        | 山田       | たい平     | TOKIO                                         | 笑点                                          |                                                                          |
| 2006年1月1日  | 歌丸 | 歌丸 | 城島 山口 国分 松岡 長瀬  | 小遊三 好楽 木久蔵 楽太郎 たい平      | 愛楽       | 山田       | TOKIO                                         | 笑点                                          | 「大笑点」内で開催。                                                     |
| 2007年1月1日  | 歌丸 | 歌丸 | 城島 山口 国分 松岡 長瀬  | 小遊三 好楽 木久蔵 楽太郎 たい平      | 愛楽       | 山田       | TOKIO                                         | 笑点                                          | 『大笑点』内で開催。 昇太は福岡市で行われた公演に出演するため欠席。      |
| 2008年1月1日  | 歌丸 | 歌丸 | 城島 山口 国分 松岡 長瀬  | 小遊三 好楽 木久扇 昇太 楽太郎 たい平 | 愛楽       | 山田       | TOKIO                                         | 笑点                                          | 『大笑点』内で開催。                                                     |
| 2014年9月28日 | 歌丸 | 歌丸 | 城島 山口 国分 松岡 長瀬  | 小遊三 好楽 昇太 円楽 たい平          | 愛楽       | 山田       | TOKIO                                         | 笑点                                          | 『TOKIOスペシャルDAYS』の企画として開催。 木久扇は病気療養中のため欠席。 |
| 2016年5月22日 | 歌丸 | 歌丸 | 城島 山口 国分 松岡 長瀬  | 小遊三 好楽 木久扇 昇太 円楽 たい平   | 愛楽       | 山田       | TOKIO                                         | 笑点                                          | 『歌丸ラスト大喜利スペシャル』内で開催。                                 |
| 2021年10月3日 | 昇太 | 昇太 | 城島 国分 松岡 横山→桝 岸 | 小遊三 好楽 木久扇 三平 円楽 たい平   | 杉咲       | 山田       | （1問目）横山 （2問目）木久扇 （3問目）小遊三 | （1問目）横山 （2問目）木久扇 （3問目）小遊三 | 『日テレ系人気番組 秋のコラボSP!』内の企画で実施。                       |

##### 24時間テレビ
- 2019年以降の『24時間テレビ』内で、「チャリティー大喜利」の前後に放送。2019年〜2022年までは笑点メンバーが、その年のメインパーソナリティーを務めるジャニーズ事務所所属のグループ・タレントらと大喜利で対決を行う。2019年と2020年、2022年は事前収録、2021年は例年の「チャリティー大喜利」の後に続けて、こちらも生放送で実施された。2023年は「チャリティーペア大喜利」として、事前収録で開催。
  - 2019年は嵐と大喜利対決を実施。嵐メンバーの色紋付は、後述の嵐にしやがれにて行われた特別企画「笑点記念館」で着用した物と同じ。勝利した嵐チームには「三平に弟子入り出来る権利」が与えられたが、メンバー全員が沈黙して拒否した。
  - 2020年は同年パーソナリティーを務めた井ノ原快彦（当時V6）、増田貴久（NEWS）、北山宏光（Kis-My-Ft2）、重岡大毅（ジャニーズWEST）、岸優太（当時King & Prince）の5名と大喜利対決を実施。
  - 2021年はKing & Princeとの大喜利対決が行われ、前述の通り前2年とは異なり生放送で放送された。また、2問行ったうちの2問目は番組史上初の試みとして、視聴者も番組公式Twitterを使って回答することが可能で、King & Prince側は自分で考えた答えの他に、ハンデとして配布されたタブレットに表示される視聴者から寄せられた回答の中から面白いと思うものを選んで回答することも可能だった[33]。なお、King & Princeは色紋付ではなく浴衣姿での参加となり、岸は昨年に続いて2年連続での出演となった。さらに、フワちゃんが特別に座布団運びを担当した。
  - 2022年はジャにのちゃんねるの4人に加えて総合司会の羽鳥との大喜利対決が行われた。前年に引き続き、パーソナリティーチームは色紋付ではなく浴衣姿での参加。
  - 2023年はパーソナリティの有働由美子と芦田愛菜に加え、2009年のマラソンランナーのイモトアヤコ、1989年・1990年パーソナリティの南野陽子と、岩田絵里奈アナウンサーと滝沢カレンがペアを組み大喜利を行った。笑点メンバーと組むペアはチャリTシャツで参加。これまでの「笑点 VS パーソナリティー」という対決ではなく、通常回の大喜利の下手側の3名のペアが「たい平チーム」、上手側の3名のペアが「木久扇チーム」としての対決となった。その後の24時間テレビ生放送内で木久扇が2024年3月まででの笑点勇退を発表したため、24時間テレビチャリティー大喜利の出演はこれが最後となった。
  - 2024年は笑点メンバー全員で石川県七尾市の能登食祭市場に赴き、公開生放送として実施した。大喜利は対決企画ではなく通常放送のスタイルでの実施だが、座布団運びとして土屋太鳳[注 84]が出演（山田も出演）。また例年通りの日曜夕方パートだけでなく、同日早朝のパートでも、笑点メンバー・土屋・水卜麻美による生中継が実施された。

| 放送日        | 司会 | 司会 | 出演メンバー                   | 出演メンバー                                | 座布団運び       | 座布団運び | 勝利チーム         | 敗北チーム | 備考                                                                                    |
| 放送日        | 司会 | 司会 | パーソナリティー               | 笑点                                        | パーソナリティー | 笑点       | 勝利チーム         | 敗北チーム | 備考                                                                                    |
| ------------- | ---- | ---- | ------------------------------ | ------------------------------------------- | ---------------- | ---------- | ------------------ | ---------- | --------------------------------------------------------------------------------------- |
| 2019年8月25日 | 昇太 | 昇太 | 松本 相葉 櫻井 二宮 大野       | 小遊三 好楽 木久扇 円楽 たい平              | 三平             | 山田       | 嵐                 | 笑点       | 人数調整のため、三平は嵐チームの座布団運びに回った。                                    |
| 2020年8月23日 | 昇太 | 昇太 | 井ノ原 増田 北山 重岡 岸       | (小遊三) (好楽) (木久扇) 三平 (円楽) たい平 | 愛楽             | 山田       | パーソナリティ     | 笑点       | 括弧で記載されているメンバーは、リモート出演。 三平は体調不良のため生放送パートを欠席。 |
| 2021年8月22日 | 昇太 | 昇太 | 岸 平野 永瀬 髙橋 神宮寺       | 小遊三 好楽 木久扇 三平 円楽 たい平         | 山田             | フワちゃん | King & Prince      | 笑点       |                                                                                         |
| 2022年8月28日 | 昇太 | 昇太 | 中丸 山田（涼） 二宮 菊池 羽鳥 | 小遊三 たい平 木久扇 好楽 宮治              | 愛楽             | 山田（隆） | ジャにのちゃんねる | 笑点       | 円楽は病気療養中のため欠席。                                                            |

| 放送日        | 司会 | 司会 | 出演メンバー                                            | 出演メンバー                                      | 座布団運び   | 座布団運び   | 勝利チーム   | 敗北チーム   | 備考                                                                                           |
| 放送日        | 司会 | 司会 | たい平チーム                                            | 木久扇チーム                                      | たい平チーム | 木久扇チーム | 勝利チーム   | 敗北チーム   | 備考                                                                                           |
| ------------- | ---- | ---- | ------------------------------------------------------- | ------------------------------------------------- | ------------ | ------------ | ------------ | ------------ | ---------------------------------------------------------------------------------------------- |
| 2023年8月27日 | 昇太 | 昇太 | 南野・ たい平ペア 有働・ 一之輔ペア イモト・ 小遊三ペア | 芦田・ 木久扇ペア 岩田・ 好楽ペア 滝沢・ 宮治ペア | 愛楽         | 山田         | 木久扇チーム | たい平チーム | 女性ゲストの左側の色は、チャリTシャツの色。 たい平チームの座布団運びの愛楽は、浴衣姿での出演。 |

##### ヒルナンデス!
- 2022年（令和4年）1月1日の新春スペシャルにて実施。『ヒルナンデス!』の各曜日のレギュラーの代表を集めたチーム1組が大喜利に挑戦する。

| 放送日       | 司会 | 司会 | 出演メンバー | 出演メンバー                   | 座布団運び          | 座布団運び | 勝利チーム | 敗北チーム    | 備考                               |
| 放送日       | 司会 | 司会 | ヒルナンデス | 笑点                           | ヒルナンデス        | 笑点       | 勝利チーム | 敗北チーム    | 備考                               |
| ------------ | ---- | ---- | --- | ------------------------------ | ------------------- | ---------- | ---------- | ------------- | ---------------------------------- |
| 2022年1月1日 | 昇太 | 昇太 | 藤田（月曜日メンバー） チョコプラ（火曜日メンバー） 春日（水曜日メンバー）→生見→春日 桐山（木曜日メンバー） SHELLY（金曜日メンバー） | 小遊三 好楽 木久扇 円楽 たい平 | 南原 生見→春日→生見 | 山田       | 笑点       | ヒルナンデス! | 南原は監督兼座布団運びとして出演。 |

##### 笑点大好き芸能人
- 2022年（令和4年）1月16日放送分にて実施された特別編。『笑点』ファンの芸能人が出演し、大喜利に挑戦。なお、『笑点大好き芸能人』のメンバーらは全員洋装で出演した。

| 放送日        | 司会 | 司会 | 出演メンバー                           | 出演メンバー                   | 座布団運び       | 座布団運び | 勝利チーム       | 敗北チーム | 備考 |
| 放送日        | 司会 | 司会 | 笑点大好き芸能人                       | 笑点                           | 笑点大好き芸能人 | 笑点       | 勝利チーム       | 敗北チーム | 備考 |
| ------------- | ---- | ---- | -------------------------------------- | ------------------------------ | ---------------- | ---------- | ---------------- | ---------- | --- |
| 2022年1月16日 | 昇太 | 昇太 | 髙橋 もう中学生 西川 ヒコロヒー ナイツ | 小遊三 好楽 木久扇 円楽 たい平 | 愛楽             | 山田       | 笑点大好き芸能人 | 笑点       | 勝利した『笑点大好き芸能人』チームに対する賞品の紅白座布団は、 女性2名（髙橋とヒコロヒー）のみに与えられた。 |

#### お笑い芸人大喜利
- 若手・中堅芸人が大喜利に挑戦。
  - 1999年1月1日（「色モノ大喜利」名義）…山崎邦正[注 87]、パイレーツ、松村邦洋、ジョーダンズ、藤井隆
    - 司会は爆笑問題。座布団運びはつぶやきシロー。
- *2004年1月1日…テツandトモ、ダンディ坂野、マギー審司、パペットマペット、はなわ
  -     - 司会は楽太郎と小遊三。座布団運びは山田。

  - 2005年1月2日…長井秀和、波田陽区、だいたひかる、マギー審司、パペットマペット、カンニング竹山
    - 司会は楽太郎と小遊三。座布団運びは山田。

  - 2011年1月1日（「女芸人大喜利」名義）…いとうあさこ、鳥居みゆき、光浦靖子（オアシズ）、バービー（フォーリンラブ）、シルク、楽しんご
    - 司会はたい平。座布団運びは山田。

#### 行列のできる法律相談所大喜利
- 『行列のできる法律相談所』の出演者が大喜利に挑戦。
  - 2005年1月2日…陣内智則、住田裕子、円広志、橋下徹、熊田曜子、小遊三
    - 司会は楽太郎と松本志のぶ。座布団運びに山田。

  - 2006年1月1日…丸山和也、橋下徹、住田裕子、石田純一、円広志、磯野貴理子
    - 司会は楽太郎と松本志のぶ。座布団運びに好楽。

#### ボクシング世界チャンピオン大喜利
- プロボクシングの元世界チャンピオンが出演。司会は昇太（2007年以降）。
  - 2006年1月1日…薬師寺保栄、ガッツ石松、輪島功一、渡嘉敷勝男、竹原慎二
    - 司会はガダルカナル・タカと岩佐真悠子。この時はVTRの放送だった。

  - 2007年1月1日…輪島功一のみ出演。この時は生放送だった。
  - 2008年1月1日…薬師寺保栄、ガッツ石松、輪島功一、渡嘉敷勝男、竹原慎二
  - 2009年1月1日…薬師寺保栄、井岡弘樹、輪島功一、渡嘉敷勝男、竹原慎二
  - 2011年1月1日…内藤大助、具志堅用高、渡嘉敷勝男、輪島功一、薬師寺保栄、井岡弘樹、竹原慎二

#### 大福大喜利
- 2010年（平成22年）1月1日の新春スペシャルで初実施。芸能界のぽっちゃりタレントが大喜利に挑戦。
- 日本テレビにはメンバーに合う着物がなかったためメンバー全員が私服（テレビ衣装）で出演。メンバー全員正座が困難だという事が判明したため、座布団は5枚からスタートし、正座せず座布団の上に椅子に座るように腰掛けるという特別ルール。司会はたい平、座布団運びは山田。
- 最初から座布団5枚が用意される（そこからの座布団の増減で枚数判定）というルールは、その後も「大福大喜利」以外にも、ぽっちゃりタレントや、膝の負傷などにより正座が難しいゲストが出演する場合に適用されている。レギュラー放送の大喜利でも、2024年1月21日に好楽が爪の負傷で正座が難しく、このルールが適用された。
  - 2010年1月1日…石塚英彦（ホンジャマカ）、芋洗坂係長、森公美子、芝田山親方（元横綱・大乃国）、長友光弘（響）、HIRO（安田大サーカス）
  - 2012年1月1日…石塚英彦（ホンジャマカ）、内山信二、森公美子、曙太郎（元横綱・曙）、大島美幸（森三中）、チャンカワイ（Wエンジン）

#### ものまね大喜利
- 2012年（平成24年）1月1日の新春スペシャルで初実施。ものまね芸人が本人とペアを組んで大喜利に挑戦。司会は昇太、座布団運びは山田。ものまねタレントに交じって、たい平も参加していた。
  - 2012年1月1日…ウド鈴木（キャイ〜ン）&ホリ、尾木直樹&イジリー岡田、稲川淳二&原口あきまさ、山口もえ&福田彩乃、内藤大助&はなわ、さかなクン&たい平
  - 2013年1月1日…岡田圭右（ますだおかだ）&原口あきまさ、塙宣之（ナイツ）&はなわ、芹那&高田紗千子（梅小鉢）、野村克也&たい平、阿藤快&ホリ、クリス松村&神奈月
  - 2014年1月1日…天童よしみ&キンタロー。、やくみつる&神奈月、泉ピン子&やしろ優、城島茂（TOKIO）&ホリ、土屋アンナ&みかん、ふなっしー&たい平

#### ペット大喜利
- 2015年（平成27年）1月1日の新春スペシャルで実施。タレントがペットを連れて大喜利に挑戦。
- ペットが舞台上に出演するため、舞台には黄緑色のマットが敷き詰められていた。また、飼い主用の通常の座布団の他に、ペット用の小さい座布団が用意されていた。
  - 2015年1月1日（「ペット大好き!大喜利」）…鈴木梨央・キラちゃん（トイプードル）、泉ピン子・ミスターくん（ミニチュアダックス）、中田有紀・キラリくん（オシキャット）、さかなクン・うっちゃん（ウツボ、水槽に入った状態で出演）、木久扇・ハッピーちゃん（川上犬）。司会はたい平、座布団運びは山田。
  - 2016年1月1日（「ワンちゃんとそのご主人大喜利」）…槇原敬之・ダイアナ（フレンチブルドッグ）、泉ピン子・ミスター（ミニチュアダックス）、佐藤栞里・はな（ポメラニアン）、佐々木健介・花ちゃん（フレンチブルドッグ）、森星・ティーノ（チワワ）、具志堅用高・グスマン（ボクサー犬）。司会は昇太、座布団運びはたい平。

#### ふるさと大喜利
- 2016年（平成28年）1月1日の新春スペシャルで実施。都道府県にちなんだ大喜利に挑戦。参加メンバーは森公美子[注 76]（宮城県）、蛭子能収（長崎県）、寺田心（愛知県）、彦摩呂[注 76]（大阪府）、渡辺直美[注 76]（茨城県）、さかなクン（千葉県[注 88]）。司会は木久扇（江戸）、座布団運びは山田（江戸川区）。

#### なかよしペア大喜利
- 2017年（平成29年）1月1日の新春スペシャルで実施。参加メンバーは石塚英彦（ホンジャマカ）[注 76]&水卜麻美、ぺこ&りゅうちぇる、佐々木健介[注 76]&北斗晶[注 76]、さかなクン&桝太一、ふなっしー&ねば〜る君。司会はたい平と三平、座布団運びは山田。

### リモート笑点
- 新型コロナウイルスの感染拡大に伴い、2020年5月17日（第2711回）放送分から9月20日（第2728回）放送分までは、リモートを用いて番組が放送された。
- 後述の「大喜利傑作選」と「リモート大喜利」を、隔週で交互に実施。
- 5月17日放送分から7月19日放送分は昇太のみがスタジオから司会を担当し、メンバー6人は自宅からそれぞれ中継で出演。山田は出る幕がないことから休演となり[注 89]、メンバーらが映されているモニターの隣に等身大写真パネルが置かれていた。
- 7月26日放送分より舞台上での収録が再開。2020年当時の席順で司会の昇太から最も距離が離れていたたい平のみがスタジオ収録に復帰し、他の5人は引き続き自宅からリモートで出演。たい平以外の5人は映し出されているモニターの前に座布団が積まれ、山田（冒頭の挨拶でVTR出演のみ）やアシスタントらも引き続き休演中だったことからたい平が回答者と座布団運びの代理を兼任[注 90]。モニターは当初は製品そのままの黒い枠だったが、8月9日放送分以降は枠に各メンバーの紋付と同じ色のテープを貼る装飾が施された。
- 8月23日の『24時間テレビ』での『チャリティー笑点』ならびに8月30日放送分のレギュラー放送からは三平と山田も収録に復帰[注 91]し、当時70歳以上の4名（小遊三・好楽・木久扇・円楽）はスタジオの別室からリモート出演に変更された。なお、山田については座布団運びという役目上、座布団の増減や問題に使用する小道具配布の際にメンバーとの距離が近くなる時間が発生するため、感染防止対策としてマスク･フェイスシールド･手袋を着用して出演。挨拶の際もたい平との並びになる定位置には座布団を敷かず、開始時からたい平の後ろで立った状態で挨拶をする形式に変更された。名場面集の際には、アクリル板を設置した上で椅子に座っていた。
- 9月20日放送分を以てリモート形式の放送は終了となり、翌週27日放送分以降はソーシャルディスタンスを配慮した上で、4ヶ月ぶりにメンバー全員が舞台上へ復帰となった。これ以降は新型コロナウイルスの状況に関わらず、リモート形式での放送は行われていない[注 92]。

#### 大喜利傑作選
- 回ごとに決められたテーマに沿って、メンバーらが過去に放送された大喜利の映像を見て振り返り、トークを行う。
- 当該回の挨拶は「チャリティー大喜利」を踏襲し、メンバーらは司会者（昇太）が出す特定のお題に沿った挨拶を行う。
- なお、歌丸や5代目圓楽が司会を務めていた時期の大喜利が再放送された回もあったが、この場合でもdボタンのデータ放送の方では放送当時のメンバーには差し替えられずに2020年当時のメンバーのままとなっていたため、システムに矛盾が生じていた。

#### リモート大喜利
- 基本的なルールは通常の大喜利と同じだが、メンバーらが自宅にある私物を用いて回答する問題など、リモートならではの問題が出題されることもあった。
- 道具を用いるお題の場合、リモート出演のメンバーには予め問題の番号が書かれた封筒に使用する道具が入れられた状態でそれぞれの自宅や個室に送られており、司会の昇太の指示に応じて自分で用意する必要がある。
- メンバーらが私用で席を外したり、回線トラブルで通信障害に陥った場合でも大喜利は中断せずに続行する[注 93]。
- 2020年5月24日放送分から7月12日放送分は形式上座布団が使用できない事情からCGで枚数が表示され、昇太の指示によってアニメーションの山田が座布団を置いたり取ったりする演出が導入されていた。収録が舞台上に移動した7月26日放送分から9月20日放送分までは、リモート出演のメンバーはモニターの手前に座布団を積む形が取られた。

### その他
大喜利ゲスト大会
- スペシャル大喜利の第1弾。1967年（昭和42年）8月27日の放送で実施。前述の通り、この時には後に2代目の司会者となる前田も大喜利メンバーとして出演していた。司会は談志、座布団運びは毒蝮。

親子大喜利
- 1972年（昭和47年）1月2日の新春スペシャルで実施。当時の大喜利メンバーが、子女と共に出演した。司会は三波、座布団運びは松崎。
- 2010年（平成22年）1月1日の新春スペシャルでは、メンバーが自身の子女と共に出演した。参加メンバーは、はなわ、北斗晶、ボビー・オロゴン、西村知美、たい平の各親子。司会は昇太、座布団運びは山田。

春の大喜利大会
- 1978年（昭和53年）4月16日の放送で実施。参加メンバーは、鯉川のぼる、東八郎、団しん也、牧伸二、堺すすむ、佐々木つとむ。司会は三波、座布団運びは松崎。

天国よいとこ昇天大喜利
- 2006年（平成18年）5月14日の40周年スペシャルで実施。笑点メンバーが「天国に旅立った（昇天した）」という設定で、天使のコスプレをして大喜利を行った。また、見台の通常「笑点」と書かれている前面にも「昇天」と書かれた板が張りつけられていた。

夫婦大喜利
- 2015年（平成27年）1月1日の新春スペシャルで実施。夫婦がタッグを組んで大喜利に挑戦。参加メンバーは金石昭人&陣内貴美子夫妻、石井一久&木佐彩子夫妻、佐々木健介&北斗晶夫妻[注 76]、ALEXANDER&川崎希夫妻、金山一彦&大渕愛子夫妻。司会は昇太、座布団運びは山田。

手相大喜利
- 2015年（平成27年）3月29日・2016年（平成28年）1月3日の放送で実施。笑点メンバーの手相を島田秀平が拝見して、占った結果を言った。手相ということで、笑点メンバーの背後にはメンバーの左掌の写真が大きく載ったボードが置かれていた（歌丸も含まれるが、山田は除く）。また、この回は大喜利での裁量以外にも手相の結果（手相が良いと獲得、手相が悪いと没収）によって座布団の増減が行われた。地上波では7人分の紹介だったが、『特大号』では山田や笑点メンバー（木久扇、好楽、円楽、たい平、山田）のマネージャー[注 94]の手相の結果も発表された。

真相報道 バンキシャ!大喜利
- 2015年（平成27年）12月27日に、当番組の前後[注 95]に放送の『真相報道 バンキシャ! ニッポン人は頑張ったスペシャル』の箸休め企画として実施。参加メンバー（全員洋装）は福澤朗、夏目三久、宮本亜門[注 96]、三浦雄一郎、尾木直樹。司会は昇太、座布団運びは山田。

力士大喜利
- 2020年（令和2年）1月1日の新春スペシャルの企画「木久扇の夢 全部叶えます」で高田川部屋にて実施。木久扇を含む全員が3枚からスタートし、木久扇は正座、力士4人は座布団に腰掛ける形となった。枚数は座布団の増減でカウントした（スタート時点の3枚はカウントに入れない）。参加メンバーは竜電、輝、木久扇、正代、松鳳山。司会は日本テレビアナウンサーの辻岡義堂、座布団運びは2代目木久蔵。

## オープニング
番組のオープニングではテーマ曲をBGMに、レギュラー出演者と番組スタッフの紹介、制作協力を担当したNNS系列局（地方で公開収録を行った回のみ）を表記した後、最後に制作クレジット（「日本テレビ」）が表示される。
表示される番組スタッフは、題字、テーマ音楽担当、オープニングアニメ制作者、アシスタント、企画立案、制作協力、ディレクター、プロデューサー、制作担当などである。

### テーマ曲

#### 「笑点音頭」
番組放送開始初期には当時の番組司会者でもある立川談志が好むようなテーマがあったそうだが、その映像や音源の所在は不明。そして、後にそれとは別のオープニング曲が製作され、1967年（昭和42年）1月29日の放送回から使用開始された。
- 曲名：「笑点音頭」
- 作詞：立川談志、作曲：宮崎尚志
- 歌唱：立川談志&笑点グループ
  - バックコーラス：石井伊吉と大喜利メンバー（5代目三遊亭圓楽、桂歌丸、柳亭小痴楽、三遊亭金遊、林家こん平）[注 98]
  - B面「こいつぁ極楽だ」 - 作詞：談盗作（＝談志）、作曲：宮崎尚志、歌：立川談志

1967年、キングレコードからレコード発売。後に複数のレコード会社から、企画盤のうちの一曲としてCD化されている。2012年、立川談志追悼としてタワーレコード専売で当時のシングル盤のジャケット写真を用いてマキシシングルとして復刻販売される。
ジャケットには「連続TVドラマ「笑点」主題歌」と記載されているが、発売1年前の1966年には「笑点」の名前の由来である「氷点」の連続テレビドラマが放映されていた。
また、本放送時は談志がメンバー達に呼びかけるパートがあったり、バックコーラスが若干レコード版とは違うものになっていたりと、本放送用の別の音源が使われていた。

#### 笑点のテーマ
1969年（昭和44年）11月に談志が司会を降板した後、新たなテーマ曲として「笑点のテーマ」が導入された。
導入当初は当時の司会者だった前田武彦による歌詞があった。歌は前田と当時の大喜利メンバーらが担当したが、メンバーらの歌が下手だと視聴者からは不評だったことに伴い、後にインストゥルメンタルのみのバージョンに変更された。
1985年3月31日まで使用されていた初期バージョンは、東海林修の編曲・指揮により、ジャズのオーケストラ形式で録音されたが、効果音係が効果音の一つとして使用していたクラクションの操作ミスによって、最後の部分に妙な音調で「パフ」という音が入ったが、これが好評だったためにそのまま採用され、後述の再録音の際にも再現されるなど、「笑点のテーマ」のシンボルとなった。また、提供社名を流す際の番組開始・終了用音楽は、前述の効果音による合いの手が入らないなどアレンジが微妙に異なり、曲の最後の部分でブラスの音が強調されていた。これらの音源は、後述のステレオ再録音の音源が採用されるまで使用され続けた。なお、当番組は1980年4月6日放送分からステレオ放送となっているが、それから後述のステレオ再録音が使われるまでは、このモノラル音源を擬似ステレオ化した物が使われていた。
その後テーマ曲は、1985年4月7日に別の演奏者によってステレオで再度録音が行われた。その後、1998年8月2日以降は長さが40秒に短縮、さらに2025年2月23日からは30秒に短縮されている。
初期の東海林修の編曲・指揮によるモノラル音源のインストゥルメンタル・ヴァージョンは、ソニー・ミュージックエンタテインメントからのコンピレーション・アルバムCD「日曜夜のテレビは哀愁」（CD番号:MHCL1185、2007年10月10日発売）の第1曲目に収録されている。
その他、浅草ジンタの編曲・演奏によるカバーバージョン（2014年5月18日の演芸コーナー出演時に披露）や出演者の追悼コーナーを設ける場合に使用されるオルゴールバージョン等がある。

### 歴代オープニング
- オープニングの最初には、定式幕をバックに笑点のロゴが出て定式幕が開き[注 102]、最後には、画面の奥から多数の品物[注 103]が飛んできて、その後背景が白に替わり赤の長方形に白い寄席文字の「製作 著作 日本テレビ」（その右下脇に日テレのロゴ[注 104]が添えられる）が映し出されるのが慣例となっている。
- オープニングの出演者表示は、休演による変更は行われない。また出演者の紹介順は司会者も含め香盤順で紹介されており、司会者である昇太は回答者時代と変わらない順番で紹介されている。
- 出演者が途中で襲名や改名を行った場合は、当該者のアニメーションが同時にリニューアルされる場合がある。

「笑点音頭」 （1967年1月29日 - 1969年3月30日）
7代目立川談志（猿）→桂歌丸（バッタ）→柳亭小痴楽（フグ）→5代目三遊亭圓楽（天馬）→林家こん平（鼠）→三遊亭金遊（芋虫）→石井伊吉（蝮）
- 似顔絵と演出は、竹内大三が担当。
- 途中、メンバーの名跡襲名・改名があった際は字幕のみ変更。
- 1969年4月以降は5代目圓楽らが降板したことに伴い、オープニングが一旦廃止された。

「笑点のテーマ（歌唱つき）」（1969年11月9日 - 1970年6月14日）
- 「笑点のテーマ」を歌っていたのは前田武彦と当時の大喜利メンバー。

任侠陣傘編 （1970年6月21日 - 1971年12月26日）
5代目圓楽（スーパーマン）→歌丸（花魁）→4代目小圓遊（渡世人）→ 6代目三遊亭圓窓（ネイティブ・アメリカン）→柳家小きん（宇宙飛行士）→林家木久蔵（忍者）→前田（殿様、1970年12月13日まで）/三波伸介（盗賊、1970年12月20日から）
- 切り絵風アニメーションで、似顔絵・演出は永沢詢が担当。
- テーマ曲はインストゥルメンタル版（歌なし・楽器演奏のみ）。各出演者の紹介アニメーションの後、バストショット&名前表示時のみ静止画で表現される形式に（これは以降のオープニングにも踏襲される）。なお、クレジットは横書き表示でゴシック体であった。
- 前田時代のオープニングは現存していない。

日本の昔話編 （1972年1月2日 - 1974年12月29日）
初代三波（天地開闢）→ゲスト出演者紹介（国産み）→5代目圓楽（桃太郎）→歌丸（一寸法師）→4代目小圓遊（竹取物語）→6代目圓窓（浦島太郎）→小きん（分福茶釜、1972年7月23日まで）/こん平（笠地蔵、1972年7月30日から）→木久蔵（舌切り雀）→松崎真（提灯お化け）→スタッフ（花咲かじいさん）
- 水墨画風アニメーションで、似顔絵・演出は永沢詢が担当。
- 出演者紹介時のみ静止画と縦書き表示・手書き調のクレジットで表現される形式に（このオープニング以降、一貫してクレジットは縦書き表示）。

笑点大演芸編 （1975年1月5日 - 1977年8月21日）
初代三波（歌舞伎・勧進帳）→ゲスト出演者紹介（ステッキを振り回すピエロ）→5代目圓楽（歌舞伎・助六由縁江戸桜、1977年3月27日まで）→歌丸（フラメンコ）→4代目小圓遊（歌舞伎・弁天娘女男白浪）→6代目圓窓（ドン・キホーテ）→こん平（千夜一夜物語）→木久蔵（鞍馬天狗）→松崎（ローン・レンジャー）→スタッフ（太神楽）
- 浮世絵風アニメーションで、似顔絵・演出は竹内大三が担当。
- おなじみの定式幕を背景に「笑点」のタイトル表示からスタートの形式となった。
- 「製作 日本テレビ（※1985年度分以降は「製作著作 日本テレビ」）」の表示が、これまでのテロップ表示に代わってアニメーション表示に変更。
- このオープニングからクレジットが寄席文字になったほか、5代目圓楽・小円遊・円窓の「円」の表記が旧字体の「圓」となる。
- 5代目圓楽が番組を降板した1977年4月以降は5代目圓楽のバストショット&名前表示部分の静止画のみ省き、若干ピエロのシーンを延長した。

江戸の暮らし編 （1977年8月28日 - 1978年12月24日、1979年9月9日 - 1980年12月28日）
6代目三遊亭圓窓の降板と三笑亭夢之助と三遊亭楽太郎の2名の加入に伴い、オープニング一新。
初代三波（め組の喧嘩）→ゲスト出演者紹介（花吹雪）→歌丸（水芸太夫）→4代目小圓遊（国定忠治、1980年10月12日まで）→こん平（雷電爲右エ門）→木久蔵（遠山の金さん）→朝次（日本駄右衛門、1980年11月2日から・静止画のみ2カット）→夢之助（1978年12月24日まで）/九蔵（1979年9月9日から）（共に八百屋お七）→楽太郎（鼠小僧）→松崎（讀賣・瓦版売り）
- 1979-80年は三笑亭夢之助の急な降板や4代目三遊亭小圓遊の急逝に伴い、新メンバーの林家九蔵と古今亭朝次の紹介に作り替えたバージョンを放送。
- 1980年10月19日と26日は、同年10月5日に急逝した4代目三遊亭小圓遊の追悼企画によりオープニングなし。

古今東西大演芸編 （1979年1月7日 - 1979年9月2日）
初代三波（桃太郎）→ゲスト出演者紹介（玉手箱）→歌丸（浦島太郎）→4代目小圓遊（中村雪之丞）→こん平（ハムレット）→木久蔵（石川五右衛門）→夢之助（牛若丸）→楽太郎（シンデレラ）→松崎（金太郎）
- 似顔絵・演出は、夢野凡天が担当。
- このオープニングのみ、名前の表示枠に桃色と緑色の差し色が加えられた。

東海道五十三次編 （1981年1月4日 - 1982年12月26日）
初代三波（日本橋・暴れん坊将軍）→ゲスト出演者紹介（東海道五十三次双六）→歌丸（箱根宿・チンドン屋）→こん平（吉原宿・飛脚）→木久蔵（府中宿・森の石松）→楽太郎（浜松宿・芸妓）→九蔵（御油宿・人形浄瑠璃）→朝次（桑名宿・七里の渡し）→松崎（三条大橋・一休さん）
- 同年12月8日の三波の急逝後も、予定していた12日から26日までの3回分ではそのまま使われた。

日本の祭り編 （1983年1月9日 - 1983年10月9日）
5代目圓楽（浜松まつり）→ゲスト出演者紹介（大空に大凧）→歌丸（阿波踊り）→こん平（長岡まつり）→木久蔵（唐津くんち）→楽太郎（平塚七夕まつり）→九蔵（1983年3月27日まで）/三遊亭好楽（1983年4月3日から・改名に伴う物）（青森ねぶた）→朝次（長崎ペーロン）→松崎（竿灯まつり）
- 当初は5代目三遊亭圓楽の部分が三波版で制作されていたが、急逝と司会交代に伴い顔の部分だけ5代目圓楽に描き替えられた。

落語の世界編 （1983年10月16日 - 1985年3月31日）
三遊亭好楽の降板と三遊亭小遊三の加入に伴い、オープニング一新。
5代目圓楽（花見の仇討ち）→ゲスト出演者紹介（鷺とり）→歌丸（鰻屋）→こん平（狸賽）→木久蔵（薬缶）→楽太郎（湯屋番）→小遊三（池田の猪買い）→朝次（強情灸）→松崎（たがや、1984年9月30日まで）/山田隆夫（豆屋、1984年10月7日から）
世界の童話編その1 （1985年4月7日 - 1986年3月30日）
5代目圓楽（荷かつぎ人足と乙女たちとの物語・ズバイダ）→ゲスト出演者紹介（千夜一夜物語）→歌丸（アラジンと魔法のランプ）→こん平（シンデレラ）→木久蔵（裸の王様）→楽太郎（親指姫）→小遊三（ロビン・フッド）→朝次（1985年8月25日まで）/7代目桂才賀（1985年9月1日から・襲名に伴う物）（人魚姫）→山田（ピノッキオの冒険）→（以下はスタッフテロップ）風車→万里の長城→自由の女神→富士山→凱旋門
- このオープニング以降は、音声がステレオ音声に変更された。

世界の童話編その2 （1986年4月6日 - 1987年3月29日）
5代目圓楽（不明）→ゲスト出演者紹介（不明）→歌丸（メリー・ポピンズ）→こん平（不明）→木久蔵（不明）→楽太郎（マッチ売りの少女）→小遊三（漁師）→7代目才賀（白雪姫）→山田（キューピット）
世界の童話編その3 （1987年4月5日 - 1988年3月27日）
5代目圓楽（カメハメハ大王）→ゲスト出演者紹介（ハワイの海）→歌丸（宇宙飛行士）→こん平（チンギス・ハーン）→木久蔵（トロイの木馬）→楽太郎（フレンチ・カンカン）→小遊三（自由の女神）→7代目才賀（ジャックと豆の木）→山田（不明）
古今東西有名人編 （1988年4月3日 - 1989年12月24日）
7代目才賀の降板と三遊亭好楽の復帰に伴い、オープニング一新。
5代目圓楽（武田信玄）→ゲスト出演者紹介（騎馬武者隊）→歌丸（サリー・ライド）→こん平（マイケル・ジャクソン）→木久蔵（アキレウス）→楽太郎（小野小町）→小遊三（ジョン万次郎）→好楽（一休宗純）→山田（ユーリイ・ガガーリン）
江戸の商売編 （1990年1月7日 - 1990年12月30日）
5代目圓楽（歌舞伎舞踊）→ゲスト出演者紹介（駕籠）→歌丸（大奥）→こん平（傘張り職人）→木久蔵（鞍馬天狗）→楽太郎（井戸端会議）→小遊三（お魚咥えた野良猫を捕まえる岡っ引）→好楽（風車を持った町娘）→山田（散楽）
世界のスポーツ編 （1991年1月6日 - 1991年12月29日）
5代目圓楽（ポロ）→ゲスト出演者紹介（メンバーの駅伝）→歌丸（釣り）→こん平（アメリカンフットボール）→木久蔵（鉄棒）→楽太郎（ゲートボール）→小遊三（野球）→好楽（アーティスティックスイミング）→山田（ボクシング）→（以下はスタッフテロップ）ゴルフ→スケートボード→ハードル走→サッカー→フィギュアスケート
江戸の生活編 （1992年1月5日 - 1992年12月27日）
5代目圓楽（長屋の花見）→ゲスト出演者紹介（満開の桜の上空を燕が飛び回る）→歌丸（反魂香）→こん平（船徳）→木久蔵（時そば）→楽太郎（五人廻し）→小遊三（大工調べ）→好楽（たちぎれ）→山田（初天神）
日本テレビ開局40周年記念・日本の昔話編その2 （1993年1月10日 - 1995年12月24日）
5代目圓楽（桃太郎）→ゲスト出演者紹介（龍宮）→歌丸（乙姫）→こん平（浦島太郎）→木久蔵（金太郎）→楽太郎（鶴の恩返し）→小遊三（こぶとりじいさん）→好楽（雪女）→山田（一寸法師）→（以下はスタッフテロップ）花さかじいさん→分福茶釜→うさぎとかめ→かさじぞう→かちかち山→かもとりごんべえ
笑点フェスティバル編 （1996年1月7日 - 1997年3月30日）
5代目圓楽（真打披露口上）→ゲスト出演者紹介（つがいの鶴が大空に舞う）→歌丸（脱出イリュージョン）→こん平（ピエロの玉乗り）→木久蔵（ミュージカルのタップダンス）→楽太郎（ベリーダンス）→小遊三（高層ビル間の綱渡り）→好楽（バニーガールの一輪車乗り）→山田（腹話術の人形）
笑点メンバーの趣味趣向編 （1997年4月6日 - 1998年6月28日）
5代目圓楽（鷹に乗った殿様）→ゲスト出演者紹介（2羽の鶴が舞う）→歌丸（川釣りを楽しむ女性）→こん平（小木海岸名物・たらい舟）→木久蔵（万里の長城でラーメン）→楽太郎（コンピュータープログラマーのOL）→小遊三（自転車でパチンコ・雀荘へ向かう）→好楽（茶屋で佇む女流俳人）→山田（遊園地で子供と遊ぶお父さん）
- 1998年7月は新オープニングアニメ（七福神編）の制作が間に合わず、山田が休演していたことも重なり、オープニングが放送されなかった。これに伴い、代わりに番組終了時にスタッフ紹介のエンドロールを流していた。

笑点七福神編 （1998年8月2日 - 1999年12月26日）
このオープニングから曲がアレンジされ、間奏とゲスト紹介がカットされた40秒のショートバージョンに短縮された。
5代目圓楽（大黒天）→ →歌丸（恵比寿）→こん平（布袋）→木久蔵（毘沙門天）→楽太郎（弁才天）→小遊三（福禄寿）→好楽（寿老人）→山田（叶福助）
- 1分17秒のロングバージョンで制作されていたが、結局放送ではロングバージョンが使われることはなく、再編集・短縮した上で使われていた。放送で使われなかったロングバージョンは、笑点50周年特別記念展の会場で流されていた。

笑点ファミリー編 （2000年1月9日 - 2000年12月24日）
5代目圓楽（会社に出勤する父親）→歌丸（料理をする母親）→こん平（階段から落ちる幼児）→木久蔵（トイレを済ませたお爺さん）→楽太郎（バスを追いかけるOL）→小遊三（ヤンキー系の男子高校生）→好楽（セーラー服の女子高生）→山田（運動会に出る幼稚園児）
- レギュラー陣のクレジットに高座名のアルファベット表記が併記されるようになった。
- 2000年10月22日放送分からは、好楽と楽太郎の紹介順が入れ替えられた。

21世紀記念編 （2001年1月7日 - 2001年5月13日）
5代目圓楽（1966年/笑点誕生）→歌丸（1967年/ツイッギー来日）→こん平（1969年/アポロ11号人類月面到着）→木久蔵（1970年/大阪万博）→好楽（1972年/札幌オリンピック）→小遊三（1977年/王貞治・756号本塁打）→楽太郎（1989年/ベルリンの壁崩壊）→山田（2000年/日本女子マラソン・オリンピック初金メダル）→（以下はスタッフテロップ）→1966年/ビートルズ来日→1972年/パンダフィーバー→1976年/日本で初の五つ子誕生→1981年/スペースシャトル初打ち上げ→1987年/マイケル・ジャクソン初来日→1999年/AIBO発売→最後に座布団を持ったメンバー全員が画面の奥から飛んできて座布団を構え、5代目圓楽が持った座布団には「21世紀」と書かれている
笑点35周年記念・大江戸すごろく編 （2001年5月20日 - 2003年12月28日）
「東海道五十三次編」のアレンジ。
5代目圓楽（双六を楽しむ殿様）→歌丸（四・振り出し・日本橋）→こん平（三・川崎宿）→木久蔵（二・小田原宿）→好楽（五・蒲原宿）→小遊三（一・浜松宿）→楽太郎（七・四日市宿）→山田（六・振り出しに戻る・箱根宿）→（以下はスタッフテロップ）二・興津宿→三・鞠子宿→五・桑名宿→一・赤富士と新幹線→三・庄野宿→一・上り・三条大橋
- 2002年・2003年に放送された特別番組「新春！笑てん声慎吾」では、ゲストの香取慎吾（文字・場所ともに不明）とキャイ〜ン（御油宿・文字不明）を追加。

笑点1900回記念・大江戸笑点街編 （2004年1月4日 - 2006年5月14日）
5代目圓楽（神輿に乗った長老）→歌丸（髪結い中の町娘）→こん平（飛脚）→木久蔵（畳職人）→好楽（銭湯に入る町娘）→小遊三（どじょう屋の客）→楽太郎（産婆）→山田（川でシジミ採り）
- こん平の休演中もあくまで正式な降板はしていなかったこと、林家たい平はこの当時は代理出演という扱いだったため、作り替えることなく放送された。

笑点40周年記念・新装開店祭編 （2006年5月21日 - 2008年5月11日）
桂歌丸の司会就任、春風亭昇太、林家たい平の加入に伴い、オープニング一新。
歌丸（怪しい鳥に乗る会長）→木久蔵（ラーメン屋、2007年9月17日まで）/林家木久扇（奇術師、2007年9月23日から・改名に伴う物）→好楽（舞妓）→小遊三（サンバチーム）→楽太郎（占い師）→昇太（高座で一席披露する春風亭昇太）→たい平（似顔絵師）→山田（鶴と亀と共に露店を練り歩く）→（以下はスタッフテロップ）的当て→太神楽（2007年9月17日まで）/馬の体が半分にちぎれる（2007年9月23日から）→酒樽→紅白幕→鏡獅子（5代目圓楽とこん平）→「万歳三升」と書かれた衝立式
日本テレビ開局55周年記念・落語の世界編その2 （2008年5月18日 - 2016年5月8日）
歌丸（目黒のさんま）→木久扇（源平盛衰記）→好楽（金明竹）→小遊三（てれすこ）→楽太郎（酢豆腐、2010年2月21日まで）/6代目三遊亭円楽（芝浜、2010年2月28日から・襲名に伴う物）→昇太（たらちね）→たい平（まんじゅうこわい）→山田（半分垢）→（以下はスタッフテロップ）道具屋→平林→干物箱→野ざらし→寝床→南極探検
- 番組のハイビジョン化により、2010年1月1日の新春スペシャルより画面比率を16：9に拡大。2009年1月1日の新春スペシャルでも地上デジタル放送ではオープニングアニメーションのみ16：9フルサイズで放送（アニメーション自体は当初からハイビジョンで制作されている）。
- 出演者の名前の表示枠は4：3表示に対応する位置にあったが、ハイビジョン化以降変更した6代目円楽のみ16：9表示対応になった。

笑点50周年記念・落語の世界編その3 （2016年5月15日 - 2019年11月10日）
歌丸（桜鯛、2016年5月22日まで）→木久扇（昭和芸能史）→好楽（王子の狐）→小遊三（強情灸）→6代目円楽（秘伝書）→昇太（寿限無）→たい平（二十四孝）→2代目林家三平（時そば、2016年7月3日から）→山田（藪入り）→（以下はスタッフテロップ）元犬→素人鰻→笠碁→鼠穴→居酒屋→抜け雀（2016年5月29日のみ）→歌丸（2016年5月29日から、名前表示部分の静止画のみ）
- 2016年5月29日放送回から2017年5月14日放送回までは番組名の上に「祝五十周年」のテロップがオープニングで表示されていた。また、2017年5月28日放送回からは番組ロゴの書体が変更された。
- 名前の表示枠が拡大、出演者のテロップとアルファベット表記の文字が手書きとなった。
- 2016年5月29日放送回以降はスタッフテロップの後に歌丸のバストショットと名前表示部分の静止画のみを移動し、「終身名誉司会」→「永世名誉司会（2018年7月22日以降）」の表記を追加。
- 2代目三平は2016年5月29日放送回の大喜利で出演が発表されたため、この回のオープニングは未登場。2016年6月5日から26日放送分はアニメが完成していなかった事情から、お詫びのイラストが「ただいま作成中」というテロップと共に表示されていた。
- 2016年7月10日放送回から、2代目三平の目が大きく描き直された。
- 特定の放送日（メンバーの誕生日など）は、メンバーの静止画部分のイラストが若干変化する。
- 2018年7月8日放送回は、歌丸追悼特集のためオープニングなし。代わりに、番組終了時にスタッフ紹介のエンドロールを流した。

笑点ができるまで編（2019年11月17日 - 2020年5月10日）
「木久扇笑点出演50周年祭り」の一環で、木久扇が似顔絵を担当した。
木久扇（歌丸が乗る車椅子を押す）→好楽（女性スタッフ）→小遊三（楽屋泥棒）→6代目円楽（プロデューサー）→昇太（AD）→たい平（カメラマン）→2代目三平（雑用係）→山田（舞台裏で居眠り）→歌丸（扇子を構えてポーズ・名前表示部分の静止画のみ）→（以下はスタッフテロップ）舞台セットの組み立て→最後に歌丸を含めたメンバー全員が大群を成して上空へ飛び立っていく
- メンバーのアルファベットでの高座名表記が廃止され、名前の表示枠にそれぞれの色紋付の色が差し色として加えられた。

笑点55年目突入記念・笑点メンバーの趣味趣向編その2 （2020年5月17日 - 2023年12月24日）
木久扇（世界旅行・絵描き・ラーメン屋）→好楽（競馬に興じる貴婦人）→小遊三（卓球）→6代目円楽（2023年1月29日まで、二宮金次郎）→昇太（忍者）→たい平（マラソン）→2代目三平（2021年12月26日まで、晩酌しながら野球観戦）/ 一之輔（2023年3月19日から、らくだ・百川・初天神）→宮治（2022年1月23日から、強情灸・阿波踊り・お菊の皿）→山田（ずうとるび）→歌丸（釣り・静止画のみ） →（以下はスタッフテロップ）トランペットを吹く小遊三とトロンボーンを吹く昇太→ゴルフをする6代目円楽とたい平（2023年3月12日まで）/バスケットボールをするたい平と一之輔（2023年3月19日から）→フィギュアスケートをする好楽と2代目三平（2022年1月16日まで）/酔っ払って寝てしまう好楽と宮治（2022年1月23日から）→ラーメン屋の木久扇と山田→釣りを楽しむ歌丸
- 2022年1月1日放送回から1月16日放送回は、三平の部分をカットした上で他のメンバーの名前表示部分の時間を若干長くし、尺が調整された。
- 2022年1月23日、1月30日放送回は宮治の色紋付の色が未定だったため、名前の表示枠の差し色は暫定的に黒色が当てられた。また、後半のアニメーションでの服装も自身の色の紋付袴ではなく、黒紋付袴姿で描かれていた。
- 2022年4月24日放送回以降は週替わりでメンバー1名のバストショットと名前表示部分の静止画のイラストに、休演中の6代目円楽を励ますコメントの吹き出しが付加された。また、8月14日放送回と8月21日放送回では6代目円楽自身の返答コメントの吹き出しも付加された。
- 2022年10月2日放送回は、同年9月30日に死去した6代目円楽の追悼企画のためオープニングなし。また、翌週10月9日放送回の「緊急企画!円楽さん追悼大喜利」では6代目円楽追悼特別版として、メンバーとスタッフテロップの箇所が落語の世界編、日本の祭り編～江戸の生活編の6代目円楽（楽太郎）の部分のダイジェストが放送された。
- 2022年10月16日放送回から2023年1月29日放送回までは、6代目円楽のアニメーションがそのまま残されていた。
- 2022年10月23日放送回は、木久扇の85歳の誕生日記念として、好楽から歌丸までの名前表示部分の静止画に「木久扇おめでとう」のメッセージがメンバー1名につき1字ずつ付加された。
- 2023年1月1日放送の「お正月だよ!大喜利まつり」はオープニングがカットされ、口上からスタートした。
- 2023年2月5日放送回は6代目円楽の部分をカットした上で他のメンバーの名前表示部分の時間を若干長くし、尺が調整された。
- 2023年2月12日から3月12日放送回までは一之輔のアニメーションが完成していない事情により、お詫びのイラストが「ただいま作成中」というテロップと共に表示されていたほか、アニメーションが完成した3月19日放送回のみバストショットと名前表示部分の静止画のイラストに「どうぞごひいきに」というコメントの吹き出しが付加され、色紋付の色が未定だった4月23日放送回までは名前の表示枠の差し色がなかった。
- 2023年8月13日放送回はオープニングがカットされ、制作著作テロップのみ番組の最後に表示。
- 2023年12月24日放送回は同年12月12日に死去した橘左近の追悼テロップが流されたため、オープニングはスタッフテロップの部分をカットして放送された。

笑点妖怪長屋編 （2024年1月1日 - 2024年6月30日）
「笑点ができるまで編」に続き、木久扇が作画を担当した。
木久扇（2024年3月31日まで、ラーメンの鬼）→好楽（主食は水鬼）→小遊三（ダンミツ茶釜）→昇太（おとろしショータン）→たい平（秩父人面犬）→晴の輔（2024年4月21日から、お化けに追いかけられる旅人）→一之輔（頭に蝋燭をつける妖怪） →宮治（子守の妖怪）→山田（ヤマダハジャマダムシ・名前表示部分のみ）→（以下はスタッフテロップ）からかさ小僧→河童→天狗→歌丸→百鬼夜行→最後にメンバー全員が大群を成して画面の奥から飛んでくる
- 歌丸のバストショットと名前表示部分の静止画がなくなった。
- このオープニングのみ名前表示部分もアニメーションになっているほか、次のメンバーの紹介に移行する部分にもアニメーションが挿入されている。
- 2024年3月31日放送回は前半の出演者の部分がカットされ、後半のスタッフテロップからスタート。また「ありがとう」のメッセージが、各シーンに1字ずつ付加された。
- 2024年4月14日放送回は晴の輔のアニメーションが完成していない事情により、木久扇作のイラストが「ただいま作成中」というテロップと共に表示された。

落語の世界編その4 （2024年7月7日 - ）
好楽（盃の殿様）→小遊三（夢金）→昇太（小言念仏）→たい平（居残り佐平次）→晴の輔（鍋墨大根）→一之輔（蒟蒻問答）→宮治（愛宕山）→山田（牛ほめ、2025年2月23日からは名前表示部分の静止画のみ）→（以下はスタッフテロップ）つる→三軒長屋→動物園→悋気の火の玉→霜夜狸
- 2025年2月23日放送回からはメンバーの名前表示部分やスタッフテロップを若干短くした、30秒バージョンとなった。

## 舞台装置
1970年（昭和45年）まであった演芸場「人形町末廣」を参考に、「昔ながらの寄席の高座をスタジオに再現したい」というコンセプトでデザインされている。部分的な手直しは何度か行われたが、『金曜夜席』の放送開始時から基本的なところは変わっていない。司会者席には黒字で『笑点』と彫られた見台が置かれ、ピンマイクが使われる前には見台の上にコンデンサーマイクが置かれていた。なお、大喜利メンバーにピンマイクが着けられるようになった後も、集音はしていないが舞台上にマイクが置かれている。
舞台奥の襖は4枚あり、後楽園ホール(麹町スタジオでの収録でも同様)では、演芸コーナーと大喜利コーナーで柄が異なり、収録時には柄の部分を回転させて切り替えている。2017年2月5日放送分では、大喜利中に林家たい平がこの襖にぶつかり、放送中に襖が一回転してしまうというハプニングを起こしている。
舞台の上の提灯には当初、笑の文字や、笑点メンバーの定紋を入れていたが、1969年（昭和44年）から現在のように名前を書くようになった（ただし、その後も特番の時などに紋の入った提灯が下げられたことがある）。出演者の名前が入っているためメンバーが交代する際には提灯も新メンバーのものに取り替えられる。
舞台上部に飾られている「笑点」と書かれた額は、2011年（平成23年）6月5日までは橘右近によるものが使用されていたが、2011年（平成23年）6月12日から橘左近によるものが使用されている。
出演者や裏方たちは原則として上手から入退場するので下手側は通常襖で閉められているが、対抗戦形式の大喜利が行われる時などは下手側の襖も開いて下手から入退場するケースもある。
座布団は、1枚36,000円の上質なちりめん生地で作られており、重量は3kgもあるため5枚以上は一度に運べない。
舞台上は基本的に土足厳禁となっており、大喜利メンバーのみならず前半の演芸コーナー出演者も靴は履かずに舞台に上がる。

## 地方収録
初の地方収録は大阪府寝屋川市で行われた（放送日不詳、収録日は1967年（昭和42年）7月15日）。
また、神奈川県伊勢原市での地方収録の放送時（1973年（昭和48年）10月21日）にニールセン調べによる当番組の歴代最高視聴率40.5%（関東地区）をマークしている。
かつて、地方収録第1週目の客席からのオープニングでは、司会者の隣に系列局の女性アナウンサーが座り、当地の名所や名産物を紹介していた。
1997年（平成9年）以降の地方収録は以下の通り。近年はもっぱら、日本テレビの系列局の開局○周年記念として行われている（市制○周年記念などがプラスされるパターンもある）。歌丸時代末期からは放送内での会場名が紹介されなくなり、収録会場の属する道県と市町村名のみ紹介されている。
| 放送年月日                    | 放送年月日        | 会場                                           | 理由                                                                            |
| ----------------------------- | ----------------- | ---------------------------------------------- | ------------------------------------------------------------------------------- |
| 1997年 （平成9年）            | 8月10日 8月17日   | 鳥取県・山陰・夢みなと博覧会会場               | 日本海テレビジョン放送開局40周年記念                                            |
| 1997年 （平成9年）            | 9月28日 10月5日   | 熊本県・熊本市民会館                           | 熊本県民テレビ開局15周年記念                                                    |
| 1997年 （平成9年）            | 11月9日 11月16日  | 徳島県・鳴門市文化会館                         | 四国放送開局45周年記念                                                          |
| 1998年 （平成10年）           | 3月8日 3月15日    | 埼玉県・熊谷文化創造館 さくらめいと            | 日本テレビ放送網開局45周年記念                                                  |
| 1998年 （平成10年）           | 6月21日 6月28日   | 山形県・山形県県民会館                         | 山形放送開局45周年記念                                                          |
| 1998年 （平成10年）           | 10月11日 10月18日 | 鹿児島県・鹿児島市民文化ホール                 | 鹿児島讀賣テレビ開局5周年記念                                                   |
| 1999年 （平成11年）           | 1月10日 1月17日   | 香川県・ユープラザうたづ                       | 西日本放送開局45周年記念                                                        |
| 1999年 （平成11年）           | 3月21日 3月28日   | 静岡県・静岡市民文化会館                       | 静岡第一テレビ開局20周年記念                                                    |
| 1999年 （平成11年）           | 6月6日 6月13日    | 岩手県・北上市北上市民会館                     | テレビ岩手開局30周年記念                                                        |
| 1999年 （平成11年）           | 8月1日 8月8日     | 愛媛県・今治市公会堂                           | 南海放送開局45周年記念                                                          |
| 1999年 （平成11年）           | 10月17日 10月24日 | 福島県・郡山市民文化センター                   | 福島中央テレビ開局30周年記念                                                    |
| 2000年 （平成12年）           | 3月5日 3月12日    | 大分県・大分文化会館                           | テレビ大分開局30周年記念                                                        |
| 2000年 （平成12年）           | 5月7日 5月14日    | 北海道・札幌メディアパーク・スピカ             | 札幌メディアパーク・スピカ グランドオープン記念                                 |
| 2000年 （平成12年）           | 8月6日 8月13日    | 長野県・長野県県民文化会館                     | テレビ信州開局20周年記念                                                        |
| 2000年 （平成12年）           | 9月24日 10月1日   | 宮城県・イズミティ21                           | 宮城テレビ放送開局30周年記念                                                    |
| 2001年 （平成13年）           | 3月18日 3月25日   | 新潟県・村上市民ふれあいセンター               | テレビ新潟放送網開局20周年記念                                                  |
| 2001年 （平成13年）           | 5月27日 6月3日    | 石川県・金沢市観光会館                         | テレビ金沢開局10周年記念                                                        |
| 2001年 （平成13年）           | 8月26日 9月2日    | 山口県・山口きらら博きららホール               | 山口放送開局45周年記念                                                          |
| 2001年 （平成13年）           | 12月2日 12月9日   | 長崎県・アルカスSASEBO                         | 長崎国際テレビ開局10周年記念                                                    |
| 2002年 （平成14年）           | 3月24日 3月31日   | 山梨県・山梨県立県民文化ホール                 | 山梨放送開局50周年記念                                                          |
| 2002年 （平成14年）           | 6月30日 7月7日    | 福井県・鯖江市文化センター                     | 福井放送開局50周年記念                                                          |
| 2002年 （平成14年）           | 9月29日 10月6日   | 広島県・はつかいち文化ホール                   | 広島テレビ放送開局40周年記念                                                    |
| 2002年 （平成14年）           | 12月8日 12月15日  | 熊本県・熊本県立劇場コンサートホール           | 熊本県民テレビ開局20周年記念                                                    |
| 2003年 （平成15年）           | 3月9日 3月16日    | 徳島県・徳島市立文化センター                   | 四国放送開局50周年記念                                                          |
| 2003年 （平成15年）           | 4月27日 5月4日    | 秋田県・秋田県民会館                           | 秋田放送開局50周年記念                                                          |
| 2003年 （平成15年）           | 6月8日 6月15日    | 神奈川県・横浜にぎわい座                       | 日本テレビ放送網開局50周年記念                                                  |
| 2003年 （平成15年）           | 7月6日 7月13日    | 山形県・山形県県民会館                         | 山形放送開局50周年記念                                                          |
| 2003年 （平成15年）           | 10月26日 11月2日  | 鳥取県・鳥取県立倉吉未来中心                   | 日本海テレビジョン放送開局45周年記念                                            |
| 2004年 （平成16年）           | 3月14日 3月21日   | 高知県・高知県立県民文化ホール                 | 高知放送開局50周年記念                                                          |
| 2004年 （平成16年）           | 5月23日 5月30日   | 鹿児島県・鹿児島市民文化ホール                 | 鹿児島讀賣テレビ開局10周年記念                                                  |
| 2004年 （平成16年）           | 9月26日 10月3日   | 静岡県・静岡市民文化会館                       | 静岡第一テレビ開局25周年記念                                                    |
| 2004年 （平成16年）           | 12月5日 12月12日  | 岩手県・北上市文化交流センター さくらホール    | テレビ岩手開局35周年記念                                                        |
| 2005年 （平成17年）           | 3月6日 3月13日    | 福岡県・福岡市民会館                           | 福岡放送開局35周年記念                                                          |
| 2005年 （平成17年）           | 5月29日 6月5日    | 石川県・金沢市観光会館                         | テレビ金沢開局15周年記念                                                        |
| 2005年 （平成17年）           | 9月11日 9月18日   | 宮城県・仙台サンプラザホール                   | 宮城テレビ放送開局35周年記念                                                    |
| 2005年 （平成17年）           | 12月4日 12月11日  | 長野県・長野県県民文化会館                     | テレビ信州開局25周年記念                                                        |
| 2006年 （平成18年）           | 4月30日 5月7日    | 山口県・周南市文化会館                         | 山口放送開局50周年記念                                                          |
| 2006年 （平成18年）           | 10月8日 10月15日  | 新潟県・長岡市立劇場                           | テレビ新潟放送網開局25周年記念 長岡市制100周年記念                              |
| 2007年 （平成19年）           | 4月1日 4月8日     | 熊本県・熊本県立劇場演劇ホール                 | 熊本県民テレビ開局25周年記念 熊本城築城400周年記念                              |
| 2007年 （平成19年）           | 7月8日 7月15日    | 富山県・富山県民会館大ホール                   | 北日本放送開局55周年記念                                                        |
| 2007年 （平成19年）           | 9月9日 9月16日    | 福井県・福井市文化会館                         | 福井放送開局55周年記念                                                          |
| 2008年 （平成20年）           | 3月30日 4月6日    | 広島県・はつかいち文化ホール                   | 広島テレビ放送開局45周年記念                                                    |
| 2008年 （平成20年）           | 7月13日 7月20日   | 島根県・出雲市民会館                           | 日本海テレビジョン放送開局50周年記念                                            |
| 2008年 （平成20年）           | 10月26日 11月2日  | 愛媛県・松山市民会館                           | 南海放送開局55周年記念                                                          |
| 2009年 （平成21年）           | 3月8日 3月15日    | 鹿児島県・鹿児島市民文化ホール                 | 鹿児島讀賣テレビ開局15周年記念                                                  |
| 2009年 （平成21年）           | 5月17日 5月24日   | 岩手県・岩手県民会館                           | テレビ岩手開局40周年記念                                                        |
| 2009年 （平成21年）           | 8月9日 8月16日    | 山梨県・山梨県立県民文化ホール                 | 山梨放送開局55周年記念                                                          |
| 2009年 （平成21年）           | 10月25日 11月1日  | 青森県・青森市文化会館                         | 青森放送開局55周年記念                                                          |
| 2010年 （平成22年）           | 3月7日 3月14日    | 愛知県・みよし市文化センターサンアート大ホール | 中京テレビ放送開局40周年記念 みよし市の市制施行記念として、みよし市で収録された |
| 2010年 （平成22年）           | 6月20日 6月27日   | 福岡県・福岡市民会館                           | 福岡放送開局40周年記念                                                          |
| 2010年 （平成22年）           | 7月4日 7月11日    | 宮城県・仙台サンプラザホール                   | 宮城テレビ放送開局40周年記念                                                    |
| 2010年 （平成22年）           | 11月14日 11月21日 | 長野県・ホクト文化ホール                       | テレビ信州開局30周年記念                                                        |
| 2011年 （平成23年）           | 4月17日 4月24日   | 長崎県・長崎市公会堂                           | 長崎国際テレビ開局20周年記念                                                    |
| 2011年 （平成23年）           | 7月10日 7月17日   | 新潟県・弥彦総合文化会館                       | テレビ新潟放送網開局30周年記念                                                  |
| 2011年 （平成23年）           | 10月23日 10月30日 | 山口県・周南市文化会館                         | 山口放送開局55周年記念                                                          |
| 2012年 （平成24年）           | 7月8日 7月15日    | 富山県・魚津市新川文化ホール                   | 北日本放送開局60周年記念                                                        |
| 2012年 （平成24年）           | 11月4日 11月11日  | 熊本県・熊本県立劇場                           | 熊本県民テレビ開局30周年記念                                                    |
| 2013年 （平成25年）           | 2月10日 2月17日   | 福島県・郡山女子大学 建学記念講堂              | 福島中央テレビ東日本大震災復興支援                                              |
| 2013年 （平成25年）           | 4月7日 4月14日    | 徳島県・徳島市文化センター                     | 四国放送開局60周年記念                                                          |
| 2013年 （平成25年）           | 6月30日 7月7日    | 秋田県・秋田県民会館                           | 秋田放送開局60周年記念                                                          |
| 2013年 （平成25年）           | 12月8日 12月15日  | 山形県・山形県県民会館                         | 山形放送開局60周年記念                                                          |
| 2014年 （平成26年）           | 4月13日 4月20日   | 高知県・高知県立県民文化ホール                 | 高知放送開局60周年記念                                                          |
| 2014年 （平成26年）           | 5月25日 6月1日    | 岩手県・大船渡市民文化会館 リアスホール        | テレビ岩手開局45周年記念                                                        |
| 2014年 （平成26年）           | 11月30日 12月7日  | 福岡県・キャナルシティ劇場                     | 福岡放送開局45周年記念                                                          |
| 2015年 （平成27年）           | 4月5日 4月12日    | 山梨県・山梨県立県民文化ホール                 | 山梨放送開局60周年記念                                                          |
| 2015年 （平成27年）           | 6月14日 6月21日   | 静岡県・焼津文化会館大ホール                   | 静岡第一テレビ開局35周年記念                                                    |
| 2015年 （平成27年）           | 11月8日 11月15日  | 石川県・本多の森ホール                         | テレビ金沢開局25周年記念                                                        |
| 2016年 （平成28年）           | 3月27日 4月3日    | 宮城県・仙台サンプラザホール                   | 宮城テレビ放送開局45周年記念                                                    |
| 2016年 （平成28年）           | 7月17日 7月24日   | 広島県・ふくやま芸術文化ホール リーデンローズ  | 広島テレビ放送開局55周年記念                                                    |
| 2016年 （平成28年）           | 9月11日 9月18日   | 新潟県・上越文化会館                           | テレビ新潟放送網開局35周年記念                                                  |
| 2016年 （平成28年）           | 10月23日 10月30日 | 長崎県・とぎつカナリーホール                   | 長崎国際テレビ開局25周年記念                                                    |
| 2017年 （平成29年）           | 3月5日 3月12日    | 山口県・周南市文化会館                         | 山口放送開局60周年記念                                                          |
| 2017年 （平成29年）           | 5月28日 6月4日    | 福井県・フェニックス・プラザ大ホール           | 福井放送開局65周年記念                                                          |
| 2017年 （平成29年）           | 8月6日 8月13日    | 徳島県・鳴門市文化会館                         | 四国放送開局65周年記念                                                          |
| 2017年 （平成29年）           | 10月8日 10月15日  | 熊本県・熊本県立劇場                           | 熊本県民テレビ開局35周年記念                                                    |
| 2018年 （平成30年）           | 5月13日           | 千葉県・幕張メッセ                             | ニコニコ超会議2018「超笑点」                                                    |
| 2018年 （平成30年）           | 6月10日 6月17日   | 北海道・まなみーる岩見沢市民会館               | 札幌テレビ放送開局60周年記念                                                    |
| 2018年 （平成30年）           | 9月23日 9月30日   | 香川県・レクザムホール                         | 西日本放送開局65周年記念                                                        |
| 2019年 （平成31年/ 令和元年） | 3月10日 3月17日   | 鳥取県・米子コンベンションセンターBiG SHiP     | 日本海テレビジョン放送開局60周年記念                                            |
| 2019年 （平成31年/ 令和元年） | 8月4日 8月11日    | 静岡県・静岡市民文化会館                       | 静岡第一テレビ開局40周年記念                                                    |
| 2019年 （平成31年/ 令和元年） | 10月6日 10月13日  | 福岡県・アルモニーサンク北九州ソレイユホール   | 福岡放送開局50周年記念                                                          |
| 2019年 （平成31年/ 令和元年） | 11月17日 11月24日 | 鹿児島県・鹿児島市民文化ホール                 | 鹿児島讀賣テレビ開局25周年記念                                                  |
| 2021年 （令和3年）            | 5月23日 5月30日   | 長崎県・アルカスSASEBO大ホール                 | 長崎国際テレビ開局30周年記念                                                    |
| 2021年 （令和3年）            | 10月10日 10月17日 | 新潟県・南魚沼市民会館                         | テレビ新潟放送網開局40周年記念                                                  |
| 2021年 （令和3年）            | 12月5日 12月12日  | 宮城県・石巻市マルホンまきあーとテラス         | マルホンまきあーとテラス開館記念                                                |
| 2022年 （令和4年）            | 7月31日 8月7日    | 福井県・フェニックス・プラザ大ホール           | 福井放送開局70周年記念                                                          |
| 2022年 （令和4年）            | 10月2日 10月16日  | 熊本県・熊本県立劇場                           | 熊本県民テレビ開局40周年記念                                                    |
| 2022年 （令和4年）            | 11月13日 11月20日 | 大分県・大分県立総合文化センター グランシアタ  | テレビ大分開局50周年記念                                                        |
| 2023年 （令和5年）            | 3月19日 3月26日   | 愛媛県・松山市民会館                           | 南海放送開局70周年記念                                                          |
| 2023年 （令和5年）            | 8月13日 8月20日   | 東京都・国立演芸場                             | 国立演芸場閉場記念                                                              |
| 2023年 （令和5年）            | 9月3日 9月10日    | 秋田県・あきた芸術劇場ミルハス大ホール         | 秋田放送開局70周年記念                                                          |
| 2023年 （令和5年）            | 10月29日 11月5日  | 高知県・高知県立県民文化ホール                 | 高知放送開局70周年記念                                                          |
| 2024年 （令和6年）            | 2月11日 2月18日   | 東京都・神田明神ホール                         |                                                                                 |
| 2024年 （令和6年）            | 2月25日 3月3日    | 岡山県・岡山芸術創造劇場                       | 西日本放送開局70周年記念                                                        |
| 2024年 （令和6年）            | 7月28日 8月11日   | 岩手県・盛岡市民文化ホール                     | テレビ岩手開局55周年記念                                                        |
| 2024年 （令和6年）            | 10月6日 10月13日  | 福岡県・北九州ソレイユホール                   | 福岡放送開局55周年記念                                                          |
| 2024年 （令和6年）            | 12月1日 12月8日   | 山梨県・YCC県民文化ホール                      | 山梨放送開局70周年記念                                                          |
| 2025年 （令和7年）            | 2月16日 2月23日   | 東京都・神田明神ホール                         |                                                                                 |
| 2025年 （令和7年）            | 3月2日 3月9日     | 静岡県・静岡市清水文化会館マリナート大ホール   | 静岡第一テレビ開局45周年記念                                                    |
| 2025年 （令和7年）            | 8月3日 8月10日    | 長野県・ホクト文化ホール                       | テレビ信州開局45周年記念                                                        |

2018年5月現在で地方収録の回数が一番多い回数は福島県の9回。次いで福岡県が8回。逆に、茨城県、三重県、滋賀県、奈良県、和歌山県、佐賀県、宮崎県では1度も行われていない（いずれも2024年2月時点）。東京都・千葉県についても、前者は別の演芸場での実施のみ（いずれも東京都区部内で、多摩地域・島嶼部は未実施）、後者はニコニコ超会議のイベントとしての実施のみであり、実質的に地方収録は1度も行われていない（いずれも2024年2月時点）。
初の地方収録を大阪で行った理由は、近畿地方での視聴率対策のためと言われる。2018年現在、日本テレビはおろか他局を含め、ホールでの公開収録型番組でなおかつ地方収録を行っている番組自体が非常に少なく人気番組であることもあり、ネット局からの収録の依頼が殺到している状態である。そのため激しい誘致競争に勝ち抜くために上記の通り各ネット局の開局記念行事として行われることがほとんどである。
1990年代以降長らく近畿地方での収録は行われておらず、「笑点」のオフィシャルサイトにも「関西での収録予定はないのか」という質問が紹介されており、それに対する答えが「前提として要請のあった系列局に伺うことになっております」となっている。また、歌丸の著書では大阪府寝屋川市で公録を行った際に読売テレビ側がきちんとした対応をとらなかったということで局と出演者たちの間で対立が起きたというエピソードが紹介されている。

## 海外公演
過去に大喜利での座布団10枚獲得などによる、海外での収録は幾度か行われているが、うち大喜利そのものの海外収録は過去3度行われている。
| 放送年月日                          | 公演名            | 収録地           | 備考                           |
| ----------------------------------- | ----------------- | ---------------- | ------------------------------ |
| 1978年（昭和53年）4月30日、5月7日   | 笑点 亜米利加寄席 | サンフランシスコ | 日本テレビ放送網開局25周年記念 |
| 1980年（昭和55年）10月5日、10月12日 | 笑点 ハワイ公演   | ハワイ州         | 番組15周年記念                 |
| 1997年（平成9年）4月20日            | 笑点 in 香港      | 香港             | 番組30周年記念                 |

ハワイ公演は大喜利レギュラーだった4代目三遊亭小圓遊の最後の出演となった（ハワイ公演の1回目の放送があった日の未明に急死）。また、香港ロケの模様は90分の特別版で放送された。
このほか、1991年（平成3年）の番組25周年の時にはパリでの収録が予定されていたが湾岸戦争の影響を理由に中止されている。

## 番組史
| 年                           | 日付 | 出来事 |
| ---------------------------- | --- | --- |
| 1966年 （昭和41年）          | 5月15日 | 『金曜夜席』から『笑点』へ移行する形で放送開始。当初の放送時間は16:30 - 17:10の40分。大喜利の記念すべき1問目には「この世に女がいなければ」というお題が出題された。 |
| 1967年 （昭和42年）          | 1月1日 | 初の「師弟大喜利」を開催。 |
| 1967年 （昭和42年）          | 8月27日 | 初の「大喜利ゲスト大会」を開催。大喜利メンバーの1人として後の2代目司会者・前田武彦が出演。 |
| 1967年 （昭和42年）          | 10月8日 | 初の「若手大喜利」を開催。大喜利メンバーの1人として林家木久蔵（木久扇）が初登場。 |
| 1967年 （昭和42年）          | 12月31日 | 初の大晦日での放送。 |
| 1968年 （昭和43年）          | 5月5日 | 放送時間が17:20 - 18:00に変更。 |
| 1968年 （昭和43年）          | 12月15日 | 石井が「毒蝮三太夫」に改名。この頃、談志とメンバー5名の間に番組の方向性についての深刻な溝が出来ていた。 |
| 1969年 （昭和44年）          | 3月30日 | 5代目圓楽ら当時のメンバー5人全員が談志と対立したことに伴い、降板。翌4月6日から、メンバーを総入れ替えして大喜利を行う。 |
| 1969年 （昭和44年）          | 4月頃 | この頃から談志がたびたび番組を休演。万が一の談志休演に備えて、一龍斎貞鳳を代理司会に起用。 |
| 1969年 （昭和44年）          | 11月9日 | 視聴率低下と衆院選への出馬に伴って、談志が降板。代わって前田武彦が2代目司会者に就任。一部メンバーを入れ替えて大喜利が8人制（各チーム4人編成の2チーム制）に（コーナー名も、一時的に「大喜利ナンバーワン」に改称）。「前武の何でも入門」が開始。 |
| 1970年 （昭和45年）          | 2月8日 | この日は北海道（具体的な場所は不明）で収録されたものを放送したが、収録日の大雪による欠航のため、スケジュールの関係により遅れて会場に向かう予定だった前田が急遽休演。当日の演芸ゲストがてんぷくトリオだったことから、三波伸介が急遽代理司会を務め、戸塚睦夫と伊東四朗が特別に座布団運びを務めた。 |
| 1970年 （昭和45年）          | 5月31日 | 放送200回を記念して、神田明神で神輿担ぎやバナナの叩き売りなどの「笑点まつり」を開催し、大喜利は境内の仮設舞台で行った。 |
| 1970年 （昭和45年）          | 6月21日 | 一部メンバーを入れ替え、大喜利が現在の6人制に定着（レギュラーでのチーム対抗制も、同時に廃止）。コスチューム大喜利を導入。 |
| 1970年 （昭和45年）          | 8月24日 | 初の「ちびっ子大喜利」を開催。大喜利メンバーの1人として山田隆夫が初登場。 |
| 1970年 （昭和45年）          | 12月20日 | 三波が3代目司会者に就任。「伸介の何でもコーナー」が放送開始。 |
| 1972年 （昭和47年）          | 1月2日 | 初の「親子大喜利」を開催。 |
| 1972年 （昭和47年）          | 放送日不明 | 座布団の色がピンク色から現在の紫色に変わる。 |
| 1972年 （昭和47年）          | 4月30日 | 放送300回を記念して、歴代司会者3名によるスペシャル対談を行う。 |
| 1972年 （昭和47年）          | 8月27日 | 歌丸と小圓遊の手打ち式を開催。三波・5代目圓楽を仲裁立会人として仲直りさせる。 |
| 1973年 （昭和48年）          | 8月26日 | 日本テレビ開局20周年を記念して、「笑点まつり」を浅草寺の境内で開催し、「座布団供養」を行った。また、メンバーが花魁に女装してパレードを行った。三波と足を骨折していた5代目圓楽はパレードに参加せず、ゲストで出演した談志と雷門からパレードの様子を実況しつつ『金曜夜席』時代から開始当初を振り返った。 |
| 1973年 （昭和48年）          | 10月28日 | ニールセン調べによる視聴率において、歴代最高の40.5%を記録（関東地区）。 |
| 1974年 （昭和49年）          | 10月27日 | ビデオリサーチ調べによる視聴率において、歴代最高の36.1%を記録（関東地区・世帯）。 |
| 1975年 （昭和50年）          | 12月14日 | 一般販売用「笑点暦」第1号を披露。 |
| 1976年 （昭和51年）          | 8月22日 | 『笑点』放送開始10周年を記念して、京王プラザホテルで特番を開催。 |
| 1977年 （昭和52年）          | 1月2日 | 初の「東西大喜利」を開催。西軍のリーダーは桂三枝（現・六代桂文枝）、東軍のリーダーは5代目圓楽。 |
| 1977年 （昭和52年）          | 3月27日 | 5代目圓楽が再び降板することに伴い、「圓楽・笑点卒業式」を実施。これまでの功績を称え、三波が卒業証書を5代目圓楽へ授与した。大喜利レギュラーからは人参が贈られた。 |
| 1978年 （昭和53年）          | 4月30日・5月7日 | 日本テレビ開局25周年を記念して、サンフランシスコにて「亜米利加寄席」を実施。番組で史上初となる、海外での大喜利収録を行った。 |
| 1980年 （昭和55年）          | 10月5日未明 | 小圓遊が食道静脈瘤破裂のため急逝。 |
| 1980年 （昭和55年）          | 10月5日・12日 | 『笑点』放送開始15周年を記念して、ハワイ寄席を開催。 |
| 1980年 （昭和55年）          | 10月19日 | 小圓遊追悼特集を行う。 |
| 1980年 （昭和55年）          | 12月28日 | 年1回の恒例となる「マジック大会」が初開催（1996年新春まで）。 |
| 1982年 （昭和57年）          | 12月8日 | 三波が解離性大動脈瘤破裂のため急逝。 |
| 1982年 （昭和57年）          | 12月12日・19日・26日 | 三波の急逝に伴い、収録日のテロップ付きで放送。12日放送分は冒頭の挨拶など一部を差し替えて、こん平進行で残った笑点メンバーで三波との思い出を語る追悼座談会、及び同年10月30日収録分の1本目にあたる木久蔵の落語と大喜利、19日は同じく10月30日収録分の2本目で、演芸はこん平の落語、事実上の最終回となったなんでもコーナーは寿司屋入門、そして大喜利を放送した。26日は急逝4日前の12月4日に収録の「年忘れマジック大会」と若手大喜利メンバーとの対抗大喜利を放送し、この日のテレビ欄には「三波伸介最後の笑点」の文字が並べられた。なお、12月26日放送分が収録された日には翌年（1983年）に笑点チームとしてエントリー予定であった新春特番『番組対抗かくし芸大会』の演目の収録も実施されていたがこちらは三波の急逝に伴いエントリーを取り止めた為、お蔵入りとなった。 |
| 1983年 （昭和58年）          | 1月2日 | 司会者不在となった新春スペシャルの大喜利司会をこん平と愛川欽也がそれぞれ臨時に担当。 |
| 1983年 （昭和58年）          | 1月9日 | 5代目圓楽が4代目司会者に就任し、番組に復帰。 |
| 1983年 （昭和58年）          | 9月4日 | 5代目圓楽の紋付が紺色に固定。 |
| 1983年 （昭和58年）          | 10月16日 | 「圓楽のよろずガイダンス」が放送開始。 |
| 1985年 （昭和60年）          | 4月7日 | 寄席「若竹」にて、初の公開収録を実施。同収録には初代司会者である立川談志が特別に演芸ゲストとして出演し、講談を披露した。 |
| 1985年 （昭和60年）          | 12月22日 | 間近となった『笑点』放送開始20周年と放送1000回突破を記念して、京王プラザホテルで特番を開催。初めてメンバー6名を3対3に分けて行うチーム対抗形式の大喜利が実施され、1999年以降の年末年始の恒例企画に引き継がれる。 |
| 1988年 （昭和63年）          | 8月28日 | 24時間テレビにて、初の「チャリティー大喜利」を開催。『笑点』史上初の生放送となり、現在に至るまで『24時間テレビ』での恒例企画となる。 |
| 1991年 （平成3年）           | 12月29日 | 大喜利で、メンバー全員が座布団10枚達成。賞品（いわしみず）の贈呈は、翌年5月の慰安旅行先にて行われた。 |
| 1996年 （平成8年）           | 4月14日 | 放送時間が17:30 - 18:00の30分に短縮され、現在に至るまでの放送時間が確立する。 |
| 1996年 （平成8年）           | 11月3日 | 若手芸人の登龍門「笑点の穴」が放送開始。 |
| 1997年 （平成9年）           | 4月20日 | 『笑点』放送開始30周年を記念して、香港寄席を開催。 |
| 1998年 （平成10年）          | 7月5日 - 7月26日 | 山田が休演。この間は、『大喜利下克上』でMVPに選出された若手落語家が座布団運びを務めた。 |
| 2001年 （平成13年）          | 5月20日 | 『笑点』放送開始35周年を迎える。これを記念して、当日の『大喜利』では3問とも35周年に関する問題が出題され、この回の1問目は放送初回での1問目であった「この世に女がいなければ」というお題が再度出題された。 |
| 2002年 （平成14年）          | 11月10日 | 公式ホームページ『笑点web』が開設。毎回の大喜利の回答（2014年のホームページリニューアル後は問題のみ）や、座布団の枚数が放送後に更新される。 web内で、視聴者が番組内で行われたのと同じお題に参加できる「web大喜利」が毎週開催された（その日出題された3問の中から1問抜粋）。 |
| 2004年 （平成16年）          | 9月12日 - 12月19日 | こん平が休演。残りのメンバーで大喜利を行う。 |
| 2004年 （平成16年）          | 12月26日 | 休養中のこん平の代役として、たい平がメンバーに加入。この回は17:00 - 18:00の1時間SPで放送された。 |
| 2005年 （平成17年）          | 10月23日 - 11月20日 | 5代目圓楽が休演。この期間中のうち10月23日放送分は全て歌丸が司会を務め、10月30日以降はOPは歌丸が進行し、大喜利はたい平以外のメンバーが交代で司会を担当。 |
| 2005年 （平成17年）          | 11月23日 | 『笑点 大博覧会 DVD-BOX』発売。 |
| 2005年 （平成17年）          | 11月27日 - | 代理司会が歌丸に固定される。 |
| 2006年 （平成18年）          | 1月1日 | 新春特別番組『大笑点』が放送される（2007年・2008年も放送）。 |
| 2006年 （平成18年）          | 1月22日 | 『笑点』放送2000回を達成。しかし、当時5代目圓楽とこん平が療養中だった事情などから、スペシャルではなく通常放送だった。 |
| 2006年 （平成18年）          | 1月22日 | 番組の歴史を写真でたどり、出演者や番組製作に関わった人々のコメントで構成された本【笑点】が刊行。 |
| 2006年 （平成18年）          | 3月26日 | 5代目圓楽が番組に復帰するも、体調の関係からOPのみ進行を担当し、大喜利の司会は歌丸が引き続き代理で務めた。 |
| 2006年 （平成18年）          | 5月14日 | 『笑点』の放送開始40周年を記念して、17:30 - 18:55の1時間半のスペシャルを放送。この回をもって、5代目圓楽が勇退を表明。同時に、長期に渡って休演していたこん平も正式に降板（番組のラストにて、こん平が直筆したメッセージを歌丸が代読した）。 |
| 2006年 （平成18年）          | 5月21日 | 歌丸が正式に5代目司会者に就任。こん平の降板に伴い、たい平が正式にメンバーに昇格し、さらに昇太もメンバーとして加入。 |
| 2006年 （平成18年）          | 10月19日 | 木久蔵が新高座名公募の募集を『笑点』を通じて行う。 |
| 2007年 （平成19年）          | 9月9日 | 歌丸の紋付が深緑に変更。 |
| 2007年 （平成19年）          | 9月23日 | 「ダブル襲名披露口上」を行い、木久蔵が新高座名「木久扇」に改名。 |
| 2008年 （平成20年）          | 6月29日・7月6日 | 歌丸が腰の手術および療養のため休演。案内役は2週とも木久扇と楽太郎が担当。 大喜利司会は6月29日がたい平、7月6日を昇太が担当。歌丸は翌週の7月13日（島根県での地方収録）から司会に復帰した。 |
| 2009年 （平成21年）          | 10月4日 | この日放送の第2184回から音声多重放送を利用した視覚障害者向けの解説放送を開始（一部解説放送を行わない場合もある）。 アナログ放送とデジタル・ワンセグでは音声帯が2chなので主音声が従来の放送、副音声で解説放送。何れも従来のモノラル化された。 デジタル・12セグでは音声帯が最大5.1chのため主音声はこれまで通りステレオ放送、副音声もステレオで解説放送を実施。 |
| 2009年 （平成21年）          | 10月29日 | 5代目圓楽が転移性肺がんのため逝去。 |
| 2009年 （平成21年）          | 11月8日 | 5代目圓楽追悼特集を行う。この回は前日の7日に当初から予定していた後楽園ホールでの収録内容を急遽追加して撮影され、前半はこん平をゲストにメンバー全員で過去のVTRを見ながらトークする企画（このパートは観客の入場時間を予定より遅らせた上で入場時間前に収録）、後半は追悼大喜利を行った。 |
| 2009年 （平成21年）          | 12月23日 | DVD『笑点 ありがとう円楽さん! 〜五代目 三遊亭円楽を偲ぶ映像集〜』発売。 |
| 2010年 （平成22年）          | 2月28日 | 「六代目円楽襲名披露口上」を行い、同日の放送より楽太郎が6代目円楽を襲名。 |
| 2010年 （平成22年）          | 3月7日・14日 | 歌丸が肺炎のため休演。OPの進行は2週とも木久扇と好楽が担当。大喜利司会は3月7日が木久扇、3月14日が好楽が担当。 |
| 2011年 （平成23年）          | 3月13日 | 前々日に当たる3月11日に発生した東日本大震災関連のNNN報道特別番組を放送したことに伴い、休止。 |
| 2011年 （平成23年）          | 5月15日 | 『笑点』放送開始45周年。この回の大喜利は「45周年記念大喜利」として放送された。 |
| 2011年 （平成23年）          | 8月5日 | 2代目司会者の前田武彦が肺炎のため逝去。地デジでの放送を開始。 |
| 2011年 （平成23年）          | 11月21日 | 初代司会者の談志が喉頭癌のため逝去。 |
| 2011年 （平成23年）          | 11月27日 | 番組エンディングにて談志の追悼コーナーを放送。 |
| 2012年 （平成24年）          | 5月9日 | 番組ブレーンの新倉イワオが大腸癌のため逝去。 |
| 2013年 （平成25年）          | 10月20日 | 前週でメンバー全員の座布団が全部没収されたため、大喜利は全員ゼロ枚からのスタート。司会の歌丸が一度もメンバーに座布団を与えなかったため、番組開始以来、大喜利開始から終了まで座布団無しで終わった。 |
| 2014年 （平成26年）          | 3月18日 | 公式Facebookが開設される。 |
| 2014年 （平成26年）          | 4月6日 | 大喜利に嵐の二宮和也がゲストとして登場し、座布団運び・回答者・司会補佐を1問ずつ担当。 |
| 2014年 （平成26年）          | 4月28日 | 公式ホームページがリニューアルされる。その前の週の4月20日を以って、視聴者参加の「web大喜利」が終了した。 |
| 2014年 （平成26年）          | 5月11日 - 6月1日 | 歌丸が慢性閉塞性肺疾患と肋骨骨折、帯状疱疹で入院したため休演。 この間、OPの進行を昇太とたい平が、大喜利の司会は5月11日放送分は木久扇、5月18日は好楽、 5月25日は小遊三、6月1日は6代目円楽がそれぞれ司会を務めた。6月8日から復帰。 |
| 2014年 （平成26年）          | 6月15日 | 大喜利で木久扇が座布団10枚を獲得。前週の6月8日はたい平が10枚を獲得しており、 番組放送開始以来2週連続で10枚獲得という初の事態となった。 |
| 2014年 （平成26年）          | 7月27日 - 10月12日 | 木久扇が、初期の喉頭癌のため休演。 |
| 2015年 （平成27年）          | 1月25日・2月1日 | 歌丸が、インフルエンザ感染による入院のため休演。大喜利の司会は1月25日放送分は昇太が、2月1日放送分はたい平が務めた。 |
| 2015年 （平成27年）          | 1月25日 | この日の演芸は当初三宅裕司と小倉久寛（両名とも本業は俳優・タレント）による医者のコントを放送予定だったが、 諸事情により急遽翌週2月1日に放送される予定だったビックスモールン（ゴン・チロ）のボディアートコントを前倒しで放送。 同日放送予定だったコントは、2月15日に延期された。 |
| 2015年 （平成27年）          | 1月25日 | 動画配信サイト『Hulu』にて、過去に放送した大喜利（歌丸司会時代）を配信開始。 |
| 2015年 （平成27年）          | 5月31日 - 7月19日、8月2日 - 10月25日、12月27日 - 2016年5月8日 | 放送50年目企画として、番組のエンディングにて『笑点おもいで写真館』→『笑点 こんな写真が!!』を放送、Facebookにて『笑点おもいで写真』を掲載している。 |
| 2015年 （平成27年）          | 7月12日 - 9月6日 | 歌丸が、腸閉塞による入院のため、休演。この間は、大喜利メンバーが週交代で代理司会を担当。笑点の本放送は、9月13日放送分で復帰。その放送の前に、8月23日の24時間テレビ『チャリティー笑点』で復帰後最初のテレビ出演を果たした。 |
| 2016年 （平成28年）          | | |
| 1月10日                      | 大喜利に特別ゲストとして竹野内豊が出演。 | |
| 1月31日                      | 『笑点』放送2500回を達成。大喜利の1問目で、回号の「2500」に関する問題を出題した。 | |
| 2月7日                       | OPの提供クレジット映像が、メンバーの似顔絵（絵柄はオープニングアニメと同じ物）のアニメーションから出演者の舞台裏や楽屋での様子に変更された。 | |
| 4月3日                       | 直前の17:25 - 17:30に派生番組『もう笑点』を開始。 | |
| 4月17日                      | こん平が、真打昇進披露口上の三本締め発声役として、本編には2004年以来12年ぶりに出演。 同年4月14日より相次いでいる熊本地震の影響で、一部CMがACジャパンに差し替え。 | |
| 4月24日                      | 正月開催の『第92回箱根駅伝競走』で総合2連覇を達成した、青山学院大学陸上競技部・長距離ブロック監督の原晋が特別ゲストとして出演。 | |
| 4月30日                      | 『笑点50周年記念スペシャル』（同年5月15日放送）の収録が行われ、歌丸が同年5月22日の生放送を最後に司会の降板を表明。降板後は番組初の『終身名誉司会』へ就任し、派生番組の『もう笑点』への出演を継続した。 | |
| 5月8日                       | 歌丸最後の通常回。大喜利の特別ゲストとして、2代目座布団運びを務めた毒蝮三太夫が46年ぶりに出演。またこの日は、昇太が座布団10枚獲得。さらにその後、6代目円楽、たい平、木久扇と立て続けに座布団10枚を達成。歌丸司会引退最後の座布団10枚は、4人が同じ日に達成するという珍事となった | |
| 5月15日                      | 放送開始から丁度50年となるこの日に、『笑点50周年記念スペシャル』と題した1時間のスペシャル（17:00 - 18:00）を放送。 仲間由紀恵を特別ゲストに招いての記念大喜利の他に、笑点50年の歴史を歌丸を中心として振り返る企画が行われた。 | |
| 5月22日                      | 『笑点歌丸ラスト大喜利スペシャル』を放送（17:30 - 18:55の拡大放送）。 番組終盤に歌丸最後の大喜利を生放送で行い、歌丸が勇退。エンディングで、昇太が6代目の司会に就任することが歌丸から発表された。 | |
| 5月29日                      | 『新メンバー&24時間テレビランナー発表スペシャル』を前週に続き生放送で放送（オープニング後に第2515回と表示された）。 新メンバーとして2代目三平が初登場し、生放送で大喜利を行った（前週で全員の座布団が全部（35枚）没収されたため、2代目三平を含め全員座布団0枚からスタート）。 番組終盤には同年の24時間テレビ総合司会の羽鳥慎一・水卜麻美（水卜は日本テレビアナウンサー）が登場し、たい平が『24時間テレビチャリティーマラソン』のランナーを務める事が羽鳥から発表された。 | |
| 8月27日                      | たい平が24時間テレビ39 「愛は地球を救う」のチャリティーマラソンに挑戦。スタート地点に昇太と好楽以外のメンバーが集合し、たい平の師匠であるこん平がスターターを務めた。 | |
| 8月28日                      | 24時間テレビ内でチャリティー大喜利を実施。その後、メンバーはマラソンゴール地点の日本武道館に移動し、こん平とともにゴールの瞬間を見届けた。また、24時間テレビ終了直後の「行列のできる法律相談所」の生放送にも、メンバー全員が出演した。 | |
| 2017年 （平成29年）          | 1月8日 | 番組連動データ放送開始。 |
| 2017年 （平成29年）          | 11月5日 | 6代目円楽が大喜利の1問目で座布団10枚達成。その後座布団を減らされたが、再度10枚達成した。このため、番組初の同一出演者が同一放送回での座布団10枚2回達成となった。 |
| 2017年 （平成29年）          | 12月10日 | 11月26日・12月3日放送分の2本撮り収録時に、前回（11月19日放送分）大喜利終了時の枚数ではなく間違った枚数（11月12日放送分終了時の枚数）で収録をしてしまい、そのまま放送されたことを、大喜利冒頭で司会の昇太が謝罪。これに関しては「『笑点』史上初の不祥事」と説明された（なお、先だって当該11月26日放送冒頭においても、昇太から説明と謝罪がされていた）。 |
| 2018年 （平成30年）          | 4月1日 | 放送日にちなんだエイプリルフール企画として、6代目円楽が特別に大喜利司会を務め、昇太が2016年5月22日放送回（『笑点歌丸ラスト大喜利スペシャル』）以来となる回答者を務めた。なお、昇太はレギュラー回答者時代に座っていた4枠ではなく、6代目円楽とそのまま入れ替わって5枠に座り、前回までに6代目円楽が獲得した座布団の枚数を一時的に引き継いだ。 |
| 2018年 （平成30年）          | 7月2日 | 終身名誉司会者の歌丸が慢性閉塞性肺疾患のため死去。 |
| 2018年 （平成30年）          | 7月8日 | 歌丸追悼特集を行う。 |
| 2018年 （平成30年）          | 7月22日 | 歌丸の肩書きが「永世名誉司会者」に変更。 |
| 2018年 （平成30年）          | 7月22日 | 大喜利でゆりやんレトリィバァがゲストとして登場し、山田の代わりに座布団運びを担当。ただし3問目はゆりやん自身のギャグを使った問題のため、通常通り山田が座布団運びを担当した。 |
| 2018年 （平成30年）          | 9月30日 - 10月28日 | 演芸コーナーで5週にわたり『笑点秋のコラボ演芸祭り』を実施。9月30日（香川県での地方収録）はビックスモールンと山田、10月7日はヒロシと6代目円楽、10月14日はダチョウ倶楽部と木久扇&たい平&三平、10月21日はダンディ坂野と好楽、10月28日はボンボンブラザースと小遊三&昇太がそれぞれコラボでネタを披露した。 |
| 2019年 （平成31年/令和元年） | 6月30日 | 『歌丸1周忌スペシャル』を放送。前半はメンバーらで雑談を行い、後半は歌丸に因んだ大喜利を行った。 エンディングで昇太が日本テレビ汐留本社から急遽生放送を実施し、自身の結婚を発表した。発表直後、福澤朗が登場し昇太を祝福、そのまま『真相報道 バンキシャ!』のスタジオへ案内するところで番組は終了。その後放送のバンキシャに昇太が生出演した。 |
| 2019年 （平成31年/令和元年） | 7月28日 | 大喜利3問目に特別ゲストで菅田将暉が出演。 |
| 2019年 （平成31年/令和元年） | 8月18日 - 9月15日 | 6代目円楽が脳腫瘍による入院のため、休演。8月18日・9月1日は代役を立てず、残りのメンバーで大喜利を行い（6代目円楽の席は空席で、8月11日放送終了時点で獲得していた座布団が積まれたまま）、9月8日は春風亭昇也、9月15日は立川晴の輔がそれぞれ代役を務めた（座布団の枚数は前週の代役からそのまま引き継がれた。）9月22日・29日は休止のため、6代目円楽の笑点本放送の復帰は、退院から1か月半後の10月6日放送分（福岡県での地方収録）となった。 |
| 2019年 （平成31年/令和元年） | 11月10日 | 前日11月9日に木久扇がレギュラーに加入して50周年を迎えた事を記念して、『笑点出演50年記念 30分まるごと木久扇スペシャル』を放送。前半は『林家木久扇 笑点 満五十周年記念口上』、後半の大喜利は3問とも木久扇にちなんだ問題が出題された。 |
| 2020年 （令和2年）           | 3月29日 | 新型コロナウイルス流行の影響で、3月22日放送分の収録を最後に後楽園ホールでの公開収録が当面の間中止となった。これに従い、翌週3月29日放送分以降は収録場所を日本テレビのスタジオに変更の上無観客で収録されることとなり、席のレイアウトも各席の間隔を離したりチーム対抗戦のような形式にしたりと試行錯誤された。 |
| 2020年 （令和2年）           | 5月17日 - 7月19日 | 新型コロナウイルスの流行に伴い出演者に高齢者が多いことを配慮し、番組史上初の『リモート笑点』を実施。内容は過去の名場面集とリモート大喜利を回ごとに交互に放送する形で、司会の昇太のみスタジオから出演し、メンバー6人は各自宅から中継で出演となった。形式上、山田は出番が無いため休演となり、メンバーが映されているモニターの隣に等身大写真パネルが置かれていた。またリモート大喜利においては、座布団のやり取りはメンバーが映されているモニター内でのアニメーションで処理された。 |
| 2020年 （令和2年）           | 7月26日 - 8月16日 | 舞台上での収録が再開され、一般観客の閲覧も少人数だが再開された。2020年当時の席順で司会の昇太から最も離れていたたい平のみがスタジオでの収録に復帰し、他のメンバー5人は引き続き自宅からリモートで出演。たい平以外の5人は映し出されているモニターの前に座布団が積まれ、山田も引き続き休演中（挨拶時のVTRでのみ出演）だったため、たい平が回答者と座布団運びの代理を兼任。放送は引き続き過去の名場面集と新規収録の大喜利を交互に放送し、演芸コーナーは新規収録を休止し、過去の映像からVTRを放送。 |
| 2020年 （令和2年）           | 8月23日 - 9月20日 | 『24時間テレビ』及び8月30日放送分のレギュラー放送からは三平と山田も収録に復帰（23日の生放送パートは三平が欠席）し、70歳以上のメンバー4名（小遊三・好楽・木久扇・円楽）はスタジオの別室からリモート出演に変更され、実質全員が同じスタジオで収録する形式が復活した。なお、山田については座布団運びという役目上、座布団の増減や問題に使用する小道具配布の際にメンバーとの距離が近くなる時間が発生する関係から、感染防止対策として「山田」と書かれたマスク･手袋を着用して出演（挨拶の時は外す）。挨拶の際もたい平との並びになる定位置には座布団を敷かず、開始時からたい平の後ろに立ったまま挨拶をする形式に変更。名場面集の際には、アクリル板を設置した上で椅子に座っていた。                                                                                |
| 2020年 （令和2年）           | 9月27日 - | 小遊三ら4人が舞台上に復帰し、4ヶ月振りにメンバー全員が舞台上に揃う。座る位置をジグザグに配置した上で、メンバー間にはアクリル板が多数設置された。11月22日からは、『笑点のテーマ』に合わせての入場が復活。 |
| 2020年 （令和2年）           | 12月17日 | こん平が誤嚥性肺炎のため死去。 |
| 2020年 （令和2年）           | 12月27日 | 番組冒頭にて、こん平の追悼コーナーを放送。 |
| 2021年 （令和3年）           | 1月31日 - | 緊急事態宣言が都内に再び発出されたことに伴い、再び一般観客の観覧を中止（代わりに、番組スタッフやメンバーのマネージャーが観覧）。 |
| 2021年 （令和3年）           | 5月9日 | 『笑点』55周年企画として、6代目円楽が特別に『大喜利』の司会を担当。昇太は回答者に回り、さらには6代目円楽の要望により、一回限りではあるが1992年以来29年ぶりにメンバーの大幅な席替えが行われた。 |
| 2021年 （令和3年）           | 5月16日 | 『笑点』放送開始55周年。同日の大喜利では松井秀喜がVTRゲストとして登場し、大喜利の出題を担当した。 |
| 2021年 （令和3年）           | 7月4日 - 7月18日 | 木久扇が骨折により休演。この間は様々な落語家が週替わりでピンチヒッターを務め、7月4日は木久扇の長男である2代目木久蔵、7月11日は春風亭小朝、7月18日は桂文枝が出演。 |
| 2021年 （令和3年）           | 7月25日 | 木久扇が復帰。同日は体調の関係上、別室からのリモート出演となった。 |
| 2021年 （令和3年）           | 8月8日 | 木久扇が舞台上に復帰。この時点では退院明けで歩行や正座が困難だったことから、最初の入場の際には木久扇のみ最初から着席しており、椅子に座って回答し手前に座布団を積み上げるという特殊な形式を採った。8月22日の24時間テレビでの「チャリティー大喜利」ならびに9月12日放送分以降は、再び歩行して入場するようになったが、長い時間正座ができるまでには至ってないため、引き続き椅子に着席して手前に座布団を積む形での出演となっている。 |
| 2021年 （令和3年）           | 11月14日 - 11月28日 | 3週連続で特別企画「秋の演芸スペシャル」を実施。内容は笑点メンバーが選んだ過去の演芸からの再放送であり、この間は番組冒頭での挨拶ならびに進行を司会者の昇太に代わって、大喜利メンバーが週替わりで担当。 |
| 2021年 （令和3年）           | 11月21日 | 初代司会者立川談志の命日から10年に因み、大喜利の1問目に談志に関連したお題が出題される。この日は連動データ放送が休止となった。 |
| 2021年 （令和3年）           | 11月21日 | 新型コロナウイルスの状況が緩和されたことに伴い、メンバーの並びがジグザグから横1列に戻り、舞台上のアクリル板が少なくなった。 |
| 2021年 （令和3年）           | 12月19日 | 同日のエンディングにて、三平が「自分のスキルを磨き直す」ことを理由に年内で番組を降板することを発表。 |
| 2021年 （令和3年）           | 12月26日 | 『三平ラスト大喜利』を実施し、この日をもって三平が降板。 |
| 2022年 （令和4年）           | 1月1日 | 新春特番『お正月だよ！笑点大喜利まつり』を放送。同日のエンディングにて、三平に代わる新メンバーとして桂宮治が加入することが発表された。 |
| 2022年 （令和4年）           | 1月23日 | 新メンバーとして桂宮治が初登場。同時に、（前述の特例を除けば）30年ぶりにメンバーらの席替えも実施された。また、この回以降は『大喜利』の最中は画面右上に常にお題の内容が小文字のテロップで表示されるようになった。 |
| 2022年 （令和4年）           | 2月6日 - | 6代目円楽が脳梗塞による入院に伴い休演。同日放送分は残りの5人のみで行い、翌週の2月13日放送分以降は当面の間、笑点メンバー以外の様々な落語家が週替わりでピンチヒッターを務めることとなった。さらに、円楽が休演しはじめた当初の1問目はエールも兼ねて、6代目円楽にちなんだ問題が出題されることが多かった。なお、この直前には昇太とたい平がそれぞれ新型コロナウイルスへ感染したことが公表されていたが、両者とも前日に行われた収録には回復した上で復帰し、番組に穴を開けることは無かった。 |
| 2022年 （令和4年）           | 5月21日 | 2020年2月29日以降中止となっていた、後楽園ホールでの公開収録が再開された。同年6月5日放送分が再開後の初回放送となった。 |
| 2022年 （令和4年）           | 7月31日・8月7日 | 好楽が新型コロナウイルス感染に伴い、休演。この2回分は福井県での地方収録で、『大喜利』では好楽の方にはピンチヒッターを設けずにそのまま空席となり、休演中の6代目円楽のピンチヒッターとして出演した6代目桂文枝と残りの4名で行った。 |
| 2022年 （令和4年）           | 9月15日 | 6代目圓窓が心不全のため死去。 |
| 2022年 （令和4年）           | 9月30日 | 6代目円楽が肺癌のため死去。 |
| 2022年 （令和4年）           | 10月9日 | 6代目円楽追悼大喜利を行う。なお、翌10日には関東地方をはじめとした一部の地域で別途追悼特別番組も放送された。 |
| 2022年 （令和4年）           | 10月16日 - | 6代目円楽の死去後も後任が決まるまでの間は、引き続き週替わりでゲストを呼ぶスタイルを続行。また、6代目円楽の死去の影響から後楽園ホールでの収録も一時的に中断され、東京での収録はスタジオでの収録に逆戻りとなった。その後、2023年に入ってから後楽園ホールでの収録を再開している。 |
| 2022年 （令和4年）           | 11月20日 | 番組における新規のアイテムとして、出演者の獲得した座布団が9枚目となった時に渡される『リーチ座布団』が初登場。 |
| 2022年 （令和4年）           | 11月27日 | この回からは新型コロナウイルスの緩和に伴い、メンバーの間に設置されていたアクリル板が撤去された。 |
| 2022年 （令和4年）           | 12月4日 | 『リーチ座布団』に続く新規のアイテムとして、出演者の獲得した座布団が10枚に達した時に渡される金色の座布団が初登場。 |
| 2023年 （令和5年）           | 1月1日 | 新春特番『お正月だよ！笑点大喜利まつり』を放送。同日のエンディングにて、2月5日放送分より6代目円楽に代わる新メンバーが加入することが発表された。 |
| 2023年 （令和5年）           | 2月5日 | 前述の新メンバー、春風亭一之輔が初登場。以前の6代目円楽の席に着く。 |
| 2023年 （令和5年）           | 3月12日 | ともにテレビ放送70年を迎えるNHKと日本テレビのNHK×日テレコラボウィークの初日のこの日、大喜利にチコちゃん（NHK総合・チコちゃんに叱られる!）が出演した。 |
| 2023年 （令和5年）           | 4月2日 | この回から番組の構成を変更。長年タイトル→提供クレジット→CM→オープニングの順だった構成を、タイトル→舞台裏や楽屋での笑点メンバーのトーク→ローカルセールスCM→提供クレジット→ネットセールスCM→オープニングの順に変更した。程なくして構成は再変更され、現在はオープニング→ローカルセールスCM→提供クレジット→ネットセールスCM→司会者の挨拶・演芸コーナーとなっている。 |
| 2023年 （令和5年）           | 5月7日 | 新型コロナウイルス感染防止対策の緩和に伴い、オープニング後の司会者挨拶と演芸紹介が3年2ヶ月ぶりに観客席に座って行う形に戻された。更に大喜利時の出演者の間隔も感染防止対策の緩和によって若干狭められたことに伴い、2020年まで通常回で使用していた舞台幅が狭い従来のセットに戻された。 |
| 2023年 （令和5年）           | 8月13日・20日 | 「特別公演」として同年10月で建て替えの為閉場する国立演芸場での収録を初めて実施。最後の高座となった5代目圓楽、長年8月中席のトリを務めた歌丸、そのトリを継いだ6代目円楽の3人とゆかりの深い事から、歌丸・6代目円楽に因んだ問題も出された。なお、この回は特別大喜利と同じく座布団1枚からスタートした。 |
| 2023年 （令和5年）           | 8月27日 | 同日のチャリティー笑点のコーナー最後にて、木久扇が来年3月をもって番組を勇退することを発表。 |
| 2024年 （令和6年）           | 1月1日 | 新春特番『笑点 お正月だよ！大喜利まつり』の放送を予定していたが、開始しておよそ10分後のマキタスポーツの演芸の途中で、令和6年能登半島地震関連の報道特別番組に切り替わり、そのまま放送再開されず終了。 放送予定だった内容については、以下の通り振替放送を実施。 1月7日（通常放送）：友近の演芸、「東西大喜利」 1月14日（14:00 - 15:00の特別版）：「木久扇と綾瀬はるかの浅草ロケ」、「寿大喜利」 1月14日（17:30からの通常放送）：「師弟ペア大喜利」 前述のマキタスポーツの演芸は特別版と1月14日の通常放送に分けて放送。 |
| 2024年 （令和6年）           | 1月7日 | 当初は日本テレビ女性アナウンサーペア大喜利を放送予定だったが、上記の内容に変更。しかし木久扇が3月31日の放送をもって勇退したため、放送されることもなくそのままお蔵入りとなった。 |
| 2024年 （令和6年）           | 1月21日 - 3月3日 | 好楽が、収録直前に自宅で転倒し爪が剥がれる怪我を負った。そのため正座が難しく、最初から座布団5枚が貸し出され、椅子のように座る特別ルールがこの日より採用された（前述の「大福大喜利」などで用いられたルールと同様）。 |
| 2024年 （令和6年）           | 3月31日 | 木久扇が勇退。番組の最後に司会の昇太が次回から登場する新メンバーの加入を発表。 |
| 2024年 （令和6年）           | 4月7日 | 前週の予告通り新メンバーとして立川晴の輔が加入。発表前に前週に勇退した木久扇が登場し、晴の輔の加入を発表した。 |
| 2024年 （令和6年）           | 5月26日 | TVerでの見逃し配信を開始。 |
| 2024年 （令和6年）           | 12月29日 | 小遊三が欠席。後々、インフルエンザであったと明かす。 |
| 2025年 （令和7年）           | 1月1日 | 公式Xが開設される。新春特番は、小遊三は欠席しなかった。 |
| 2025年 （令和7年）           | 1月5日 | 12月29日同様、小遊三が欠席。 |
| 2025年 （令和7年）           | 2月21日 | 7代目桂才賀が死去。 |

## 放送局・配信元

### 現在

#### テレビ
- 笑点は、アナログ放送がVHF局しかなかった時代から、完全地上デジタル放送化された現在も続く長寿番組である。アナログ放送時代UHF局だった局は全て、当該地域でそれまで放送していた放送局からのネット局変更が行われた。
- 40分番組時代には、オープニングのあとにネット局のテロップロールが流れていた。
- 2020年時点で放送されていない都道府県は、日本テレビ系列局が無い佐賀県・沖縄県のみである。なお、佐賀県の大部分の地域では福岡放送およびくまもと県民テレビや長崎国際テレビで視聴可能。
- 下の表で放送開始年が「※」なのは、1966年（昭和41年）5月の番組開始から放送している局。

| 放送対象地域   | 放送局                    | 系列                                         | 放送時間           | 備考       | 放送開始年月日                                      |
| -------------- | ------------------------- | -------------------------------------------- | ------------------ | ---------- | --------------------------------------------------- |
| 関東広域圏     | 日本テレビ（NTV）         | 日本テレビ系列                               | 日曜 17:30 - 18:00 | 制作局     | ※                                                   |
| 北海道         | 札幌テレビ（STV）         | 日本テレビ系列                               | 日曜 17:30 - 18:00 | 同時ネット | 1966年10月23日                                      |
| 青森県         | 青森放送（RAB）           | 日本テレビ系列                               | 日曜 17:30 - 18:00 | 同時ネット | 1970年頃                                            |
| 岩手県         | テレビ岩手（TVI）         | 日本テレビ系列                               | 日曜 17:30 - 18:00 | 同時ネット | 1969年12月                                          |
| 宮城県         | ミヤギテレビ（MMT）       | 日本テレビ系列                               | 日曜 17:30 - 18:00 | 同時ネット | 1970年10月                                          |
| 秋田県         | 秋田放送（ABS）           | 日本テレビ系列                               | 日曜 17:30 - 18:00 | 同時ネット | 1967年3月5日                                        |
| 山形県         | 山形放送（YBC）           | 日本テレビ系列                               | 日曜 17:30 - 18:00 | 同時ネット | 1968年6月2日                                        |
| 福島県         | 福島中央テレビ（FCT）     | 日本テレビ系列                               | 日曜 17:30 - 18:00 | 同時ネット | 1972年4月2日                                        |
| 山梨県         | 山梨放送（YBS）           | 日本テレビ系列                               | 日曜 17:30 - 18:00 | 同時ネット | 1975年4月                                           |
| 新潟県         | テレビ新潟（TeNY）        | 日本テレビ系列                               | 日曜 17:30 - 18:00 | 同時ネット | 1981年3月29日                                       |
| 長野県         | テレビ信州（TSB）         | 日本テレビ系列                               | 日曜 17:30 - 18:00 | 同時ネット | 1991年4月7日                                        |
| 静岡県         | 静岡第一テレビ（SDT）     | 日本テレビ系列                               | 日曜 17:30 - 18:00 | 同時ネット | 1979年7月                                           |
| 富山県         | 北日本放送（KNB）         | 日本テレビ系列                               | 日曜 17:30 - 18:00 | 同時ネット | 1967年5月13日                                       |
| 石川県         | テレビ金沢（KTK）         | 日本テレビ系列                               | 日曜 17:30 - 18:00 | 同時ネット | 1990年3月25日（サービス放送開始の日から）           |
| 福井県         | 福井放送（FBC）           | 日本テレビ系列                               | 日曜 17:30 - 18:00 | 同時ネット | ※                                                   |
| 中京広域圏     | 中京テレビ（CTV）         | 日本テレビ系列                               | 日曜 17:30 - 18:00 | 同時ネット | 1973年4月                                           |
| 近畿広域圏     | 読売テレビ（ytv）         | 日本テレビ系列                               | 日曜 17:30 - 18:00 | 同時ネット | ※                                                   |
| 鳥取県・島根県 | 日本海テレビ（NKT）       | 日本テレビ系列                               | 日曜 17:30 - 18:00 | 同時ネット | 1972年10月                                          |
| 広島県         | 広島テレビ（HTV）         | 日本テレビ系列                               | 日曜 17:30 - 18:00 | 同時ネット | 1974年4月                                           |
| 山口県         | 山口放送（KRY）           | 日本テレビ系列                               | 日曜 17:30 - 18:00 | 同時ネット | ※                                                   |
| 徳島県         | 四国放送（JRT）           | 日本テレビ系列                               | 日曜 17:30 - 18:00 | 同時ネット | [ 注 179 ] [ 86 ]                                   |
| 香川県・岡山県 | 西日本放送（RNC）         | 日本テレビ系列                               | 日曜 17:30 - 18:00 | 同時ネット | 1968年5月                                           |
| 愛媛県         | 南海放送（RNB）           | 日本テレビ系列                               | 日曜 17:30 - 18:00 | 同時ネット | 1976年4月、最初の1年間は一週遅れの17:00-17:40に放送 |
| 高知県         | 高知放送（RKC）           | 日本テレビ系列                               | 日曜 17:30 - 18:00 | 同時ネット | ※                                                   |
| 福岡県         | 福岡放送（FBS）           | 日本テレビ系列                               | 日曜 17:30 - 18:00 | 同時ネット | 1969年4月                                           |
| 長崎県         | 長崎国際テレビ（NIB）     | 日本テレビ系列                               | 日曜 17:30 - 18:00 | 同時ネット | 1991年4月                                           |
| 熊本県         | くまもと県民テレビ（KKT） | 日本テレビ系列                               | 日曜 17:30 - 18:00 | 同時ネット | 1982年4月                                           |
| 鹿児島県       | 鹿児島読売テレビ（KYT）   | 日本テレビ系列                               | 日曜 17:30 - 18:00 | 同時ネット | 1994年4月                                           |
| 大分県         | テレビ大分（TOS）         | 日本テレビ系列 フジテレビ系列                | 土曜 16:30 - 17:00 | 遅れネット | 1970年4月                                           |
| 宮崎県         | テレビ宮崎（UMK）         | フジテレビ系列 日本テレビ系列 テレビ朝日系列 | 土曜 17:00 - 17:30 | 遅れネット | 2008年。番組販売扱い                                |
| 沖縄県         | 宮古テレビ（MTV）         | ケーブルテレビ                               | 日曜 19:00 - 19:30 | 遅れネット | 2022年10月2日                                       |

#### インターネット配信
- TVer･･･日本テレビでの放送終了後、順次配信[6]。
- Hulu…日本テレビでの放送終了後、順次配信（『24時間テレビ』PART9〈日曜17:23 - 19:00〉内での放送回のほか、レギュラー放送でも一部配信されない回がある）。
- 読売新聞オンライン…日本テレビでの放送終了翌日午後12時更新。

#### 日本国外
- テレビジャパン （NHKワールドTVのアメリカ地域向け放送）
  - 放送時間 （いずれも現地時間）
    - 本放送
      - 日曜 21:15 - 21:40 （アメリカ東部）
      - 日曜 18:15 - 18:40 （アメリカ西海岸）
      - 日曜 16:15 - 16:40 （ハワイ、ただしアメリカ本土の夏時間期間中は15:15開始）

    - 再放送
      - 同じ週の土曜日 （ハワイのみ時差により金曜日）

2005年（平成17年）4月10日放送開始。番組中のCMはカットされている。

### 過去の放送局
系列は現在の系列。◎は日本テレビ系新局開局やネットチェンジにより終了した局。
| 放送対象地域   | 放送局                | 系列           | 放送時間・遅れ                                                                                     | 備考                                                                                              |
| -------------- | --------------------- | -------------- | -------------------------------------------------------------------------------------------------- | ------------------------------------------------------------------------------------------------- |
| 岩手県         | IBC岩手放送 (IBC)     | TBS系列        | 不明                                                                                               | ◎1969年11月まで放送                                                                               |
| 宮城県         | 東北放送 (TBC)        | TBS系列        | 日曜 16:00 - 16:40（1968年4月 - 1968年12月） →日曜16:30 - 17:10（1969年1月 - 1970年9月）           | ◎1968年4月から1970年9月まで放送                                                                   |
| 福島県         | 福島テレビ (FTV)      | フジテレビ系列 | 土曜 16:30 - 17:10（1969年4月 - 1970年3月）→ 日曜 17:20 - 18:00（1970年4月 - 1971年9月）           | ◎1969年4月5日から1971年9月26日（TBS系列加盟および福島中央テレビとのNNS・FNSネット局交換）まで放送 |
| 新潟県         | 新潟総合テレビ (NST)  | フジテレビ系列 | 同時ネット                                                                                         | 1968年12月1日（開局前のサービス放送開始時）から1971年9月26日まで放送                              |
| 新潟県         | 新潟放送 (BSN)        | TBS系列        | 土曜 13:00開始                                                                                     | ◎1981年3月28日まで放送                                                                            |
| 長野県         | 信越放送 (SBC)        | TBS系列        | 1975年10月12日から1982年3月28日まで同時ネット、1982年4月10日から1991年3月30日まで土曜12:00 - 12:40 | ◎1975年10月12日から1991年3月30日まで放送                                                          |
| 静岡県         | 静岡放送 (SBS)        | TBS系列        | 日曜13:15 - 13:55 → 土曜12:00 - 12:40                                                              | ◎1979年3月まで放送                                                                                |
| 静岡県         | 静岡朝日テレビ (SATV) | テレビ朝日系列 | 火曜0:20 - 1:00（月曜深夜）                                                                        | ◎1979年（昭和54年）4月から3カ月間のみ放送                                                         |
| 石川県         | 石川テレビ (ITC)      | フジテレビ系列 | 水曜 22:00 - 22:40→日曜17:05 - 17:45→日曜 17:00 - 17:40→日曜15:00 - 15:40→土曜 16:00 - 16:40       | ◎1972年4月5日から1990年2月24日まで放送                                                            |
| 中京広域圏     | 名古屋テレビ (NBN)    | テレビ朝日系列 | 同時ネット                                                                                         | ◎1973年3月まで放送                                                                                |
| 鳥取県・島根県 | 山陰放送 (BSS)        | TBS系列        | 日曜15:00 - 15:40→土曜16:00 - 16:40                                                                | 1972年9月（日本海テレビが島根県で放送開始）まで放送                                               |
| 福岡県         | RKB毎日放送 (RKB)     | TBS系列        | 不明                                                                                               | ◎1969年3月まで放送                                                                                |
| 長崎県         | 長崎放送 (NBC)        | TBS系列        | 不明                                                                                               | ◎1969年3月まで放送                                                                                |
| 長崎県         | テレビ長崎 (KTN)      | フジテレビ系列 | 土曜17:20 - 18:00                                                                                  | ◎1990年9月まで放送                                                                                |
| 大分県         | 大分放送 (OBS)        | TBS系列        | 不明                                                                                               | ◎1970年3月まで放送                                                                                |
| 熊本県         | 熊本放送 (RKK)        | TBS系列        | 不明                                                                                               | ◎1969年3月まで放送                                                                                |
| 熊本県         | テレビ熊本 (TKU)      | フジテレビ系列 | 日曜17:00 - 17:40                                                                                  | ◎1982年3月まで放送                                                                                |
| 宮崎県         | 宮崎放送 (MRT)        | TBS系列        | 不明                                                                                               | ◎1970年3月まで放送                                                                                |
| 鹿児島県       | 南日本放送 (MBC)      | TBS系列        | 不明                                                                                               | ◎1969年3月まで放送                                                                                |
| 鹿児島県       | 鹿児島テレビ (KTS)    | フジテレビ系列 | 不明                                                                                               | ◎1994年3月まで放送                                                                                |
| 沖縄県         | 沖縄テレビ (OTV)      | フジテレビ系列 | 日曜13:30 - 14:10→日曜13:00 - 13:40→水曜0:30 - 1:10（火曜深夜）                                    | 1989年5月まで放送                                                                                 |
| 沖縄県         | 琉球放送 (RBC)        | TBS系列        | 月曜15:55-16:25→不明→土曜16:00 - 16:30                                                             | 2016年10月まで放送                                                                                |

## レギュラー派生番組

### BS笑点・笑点Jr.
2003年（平成15年）10月12日から2007年（平成19年）2月17日までBS放送BS日テレで兄弟番組として若手中心の『BS笑点』を放送した。
2007年4月からはCSに移転し、CS放送日テレプラス（放送開始当時は日テレプラス&サイエンス）で『笑点Jr.』として2007年（平成19年）4月22日から2011年（平成23年）3月13日まで放送した。

### 笑点デラックス
視聴者からの要望を受け、5代目圓楽司会時代・歌丸司会時代の「笑点」を再放送。2012年（平成24年）10月1日から2016年（平成28年）9月26日まで、毎週月曜19:00 - 19:54にBS日テレにて放送。2016年10月以降はフォーマットはそのままでなつかし版に引き継がれた。

### 笑点 特大号
2013年（平成25年）4月3日よりBS日テレにて放送開始。現在は毎週火曜20:00 - 20:54に放送中。地上波で放送された「大喜利」に未公開シーンを追加して放送するほか、当番組用に撮影されたBSオリジナル大喜利なども放送している。

### 笑点 なつかし版
2016年（平成28年）10月10日より毎週月曜・火曜19:00 - 19:54にBS日テレにて放送開始。月曜は5代目圓楽司会時代、火曜は歌丸司会時代の「笑点」を再放送していた。2018年度からは毎週火曜・水曜の同じ時間に変更となり、歌丸司会時代の放送が引き続き火曜に、5代目圓楽司会時代の放送が水曜に放送。2021年度からは毎週火曜のみの放送になり、5代目圓楽司会時代の笑点を放送していたが、2023年9月26日を以ってレギュラー放送が終了。以降は不定期での放送が続いていたが、2024年3月26日の放送を最後に放送されていないため事実上の放送休止状態となっている。

### もう笑点
2016年4月開始。毎週日曜17:25 - 17:30に日本テレビのみで放送している（2021年10月31日までは南海放送でも放送していた）、5分間の前座番組。開始当初は歌丸の部屋にメンバーが訪ねるという設定のもと、歌丸が笑点メンバー1人（山田含む）と落語や寄席に関する事や、番組に関連したちょっとした会話・雑談をする内容だった。当番組開始当時、歌丸は番組司会として出演していたが、2016年5月の司会降板後も同番組には『終身名誉司会』の肩書きで続投していた。
2018年4月1日放送分からは、『おひとりさま大喜利』と銘打ち、笑点の舞台でメンバー1人が歌丸から出される大喜利のお題に答える形式に変更された。同年5月13日放送分は、ニコニコ超会議での本編公開収録が行われた幕張メッセでの収録となり、歌丸以外のメンバー全員が登場して大喜利を行った。
2018年7月2日に歌丸は死去。前日の7月1日放送の三平との回が生前最後のテレビ出演となった。死去直後の7月8日放送分は、歌丸追悼スペシャルの事前番組として内容を変更して放送。翌週7月15日放送分から7月29日放送分までは、歌丸入院前の同年4月に収録済で、生前に放送されていなかった分を放送していた。また、この期間に放送されたもの以外にも歌丸入院前に収録済みでお蔵入りになっていた回が存在していたことに伴い、2019年4月7日の放送分では『蔵出し歌丸版』と題して未放送回を放送。ストックが無くなって以降は昇太と大喜利メンバーが過去のVTRを見ながらコメントするという形式となっている。過去の出演VTRは歌丸のほか、他のメンバー（5代目圓楽、こん平、木久扇など）をメインとしたものも使用されている。
2019年6月30日の放送は、『歌丸一周忌スペシャル』の事前番組として全員が揃い、歴代の歌丸の顔写真を出してその変遷を振り返る企画が放送された。
2018年8月5日放送分以降は、歌丸に代わって番組司会の昇太が進行を担当しているが、2019年2月10日・17日放送分以降、不定期に6代目円楽が進行を務めた回が放送される事があった。

## 特別番組

### 新春特別番組

#### 概要
番組初の新春特番は1967年1月1日16:00-16:45に放送された『東西お笑い大会 東の部「笑点」』。1968年から1983年までは元日以外の年末年始に『笑点』特別企画を放送していた。1984年からは特番タイトルは年によって異なるが曜日に関係なく元日に固定されている（2005年のみ1月2日の日曜日）。1990年代まではゲストを招いた大喜利とメンバーの初春口上のみ放送していたが、90年代末期に入るとロケ企画や演芸コーナーも盛り込まれるようになった。2006年から2008年までは『大笑点』が放送されていたが、その間も同特番に内包する事前収録パートとして従来の新春特番の体裁を保っていた。
| 放送日時                                             | タイトル                                             |
| ---------------------------------------------------- | ---------------------------------------------------- |
| 1980年1月2日 水曜17:00 - 18:00                       | 笑点・新春大喜利大会                                 |
| 1981年1月2日 金曜17:00 - 18:00                       | 笑点・新春大喜利大会                                 |
| 1982年1月3日 日曜17:20 - 18:00                       | 笑点東西鶴亀大喜利                                   |
| 1983年1月2日 日曜17:00 - 18:00                       | 初笑い笑点大喜利大会                                 |
| 1984年1月1日 日曜17:00 - 18:00                       | 笑点新春大喜利大会!!                                 |
| 1985年1月1日 火曜17:00 - 18:00                       | 笑点・新春大喜利大会                                 |
| 1986年1月1日 水曜17:00 - 18:00                       | 笑点・新春大喜利大会                                 |
| 1987年1月1日 木曜17:00 - 18:00                       | 笑点新春大喜利大会                                   |
| 1988年1月1日 金曜16:45 - 17:30                       | 新春笑点スペシャル                                   |
| 1989年1月1日 日曜16:30 - 18:00                       | 笑点スペシャル                                       |
| 1990年1月1日 月曜16:30 - 17:55                       | 新春笑点スペシャル                                   |
| 1991年1月1日 火曜16:30 - 18:00                       | 新春笑点スペシャル                                   |
| 1992年1月1日 水曜16:30 - 18:00                       | 笑点スペシャル                                       |
| 1993年1月1日 金曜16:30 - 18:00                       | 笑点スペシャル                                       |
| 1994年1月1日 土曜16:30 - 18:00                       | 笑点スペシャル                                       |
| 1995年1月1日 日曜16:30 - 18:00                       | 新春笑点スペシャル                                   |
| 1996年1月1日 月曜16:30 - 18:00                       | 笑点スペシャル                                       |
| 1997年1月1日 水曜16:30 - 18:00                       | 笑点の逆襲スペシャル                                 |
| 1998年1月1日 木曜15:30 - 18:00                       | 笑点の逆襲スペシャル                                 |
| 1999年1月1日 金曜15:30 - 18:00                       | 笑点!初春大入り興行                                  |
| 2000年1月1日 土曜15:30 - 18:00                       | 笑点35周年新春大宴会                                 |
| 2001年1月1日 月曜10:00 - 11:30                       | 笑点!お笑い初詣で!!超豪華新春スペシャル              |
| 2002年1月1日 火曜16:00 - 17:50                       | 祝!笑てん声慎吾スペシャル                            |
| 2003年1月1日 水曜15:50 - 17:45                       | 笑てん声慎吾!!                                       |
| 2004年1月1日 木曜15:50 - 17:45                       | 笑点スペシャル!!                                     |
| 2005年1月2日 日曜17:30 - 20:00                       | 笑点お正月スペシャル!                                |
| 2006年1月1日 日曜05:55 - 20:00                       | 大笑点                                               |
| 2007年1月1日 月曜08:30 - 20:30                       | 大笑点2007                                           |
| 2008年1月1日 火曜09:00 - 21:00                       | 大笑点2008                                           |
| 2009年1月1日 木曜16:00 - 18:00                       | 笑点お正月スペシャル                                 |
| 2010年1月1日 金曜16:00 - 18:00                       | 笑点!お正月だよ!大喜利祭り                           |
| 2011年1月1日 土曜16:00 - 18:00                       | 笑点!お正月だよ!大喜利祭り                           |
| 2012年1月1日 日曜16:00 - 17:55                       | 笑点お正月だよ!大喜利祭り!                           |
| 2013年1月1日 火曜16:00 - 18:00                       | 笑点!お正月だよ!大喜利祭り                           |
| 2014年1月1日 水曜16:00 - 18:00                       | 笑点お正月だよ!大喜利祭り!                           |
| 2015年1月1日 木曜16:00 - 18:00                       | 笑点お正月だよ!大喜利祭り!                           |
| 2016年1月1日 金曜16:00 - 18:00                       | 笑点お正月だよ!大喜利祭り!                           |
| 2017年1月1日 日曜16:00 - 18:00                       | 笑点お正月だよ大喜利祭り!                            |
| 2018年1月1日 月曜16:00 - 18:00                       | 笑点お正月だよ!大喜利祭り                            |
| 2019年1月1日 火曜16:00 - 18:00                       | 笑点お正月だよ大喜利祭り!                            |
| 2020年1月1日 水曜15:00 - 18:00                       | お正月だよ!笑点大喜利祭り                            |
| 2021年1月1日 金曜16:00 - 18:00                       | 笑点お正月だよ!大喜利祭り                            |
| 2022年1月1日 土曜15:00 - 17:00                       | 笑点お正月だよ!大喜利祭り                            |
| 2023年1月1日 日曜15:30 - 18:00                       | 笑点お正月だよ!大喜利祭り                            |
| 2024年1月1日 月曜16:00 - 18:00 ※16時13分台で番組中止 | 笑点お正月だよ!大喜利祭り ※令和6年能登半島地震の影響 |
| 2025年1月1日 水曜16:30 - 18:00                       | 笑点お正月だよ!大喜利祭り                            |

#### おはよう笑点
1998年（平成10年）から2007年（平成19年）までの1月2日に箱根駅伝中継が始まる前の時間帯に『おはよう笑点』を放送した。

#### 大笑点
2006年（平成18年）から2008年（平成20年）までの1月1日に新春スペシャルとして、生放送（一部は事前収録）で『大笑点』が行われた。

#### 笑点 お正月だよ!大喜利祭り
「大笑点」を放送しなくなった2009年（平成21年）以降の元日は、16:00 - 18:00に固定。タイトルも現在のものとなり、2時間特番として放送されている。
「チャリティー笑点」と同様に放送回数には含まれない。
- 寿 初春口上 - 各大喜利メンバーがその年の干支にちなんだ口上を述べる。口上が終わったあとは鏡開きを行う。なお、2008年以前は新年最初のレギュラー放送の回で行われていた年もある。この口上は番組開始当初から行われており、三波時代には口上に続いて笑点メンバーが歌舞伎や舞を披露した[97]。
- 寿大喜利[98] - 2部制。前半は正月にちなんだ大喜利、後半はメンバーがその年の干支に因んだ衣裳に仮装して大喜利を行う。
- この他ゲストを迎えての東西対抗大喜利、師弟ペア大喜利といった企画や、演芸が行われる。

- 2024年は放送時間中に石川県能登半島で震度7を観測する地震が発生し、報道特別番組に切り替わり、途中で打ち切られた[99]。実際に放送されたのは口上とオープニングのみであり、放送できなかった演芸・大喜利は1月7日からのレギュラー放送の予定内容を急遽変更・再編集する形で同枠内で振替放送する形となった。『笑点 お正月だよ!綾瀬はるかまつり』を別途1時間番組として振替放送。日本テレビとテレビ岩手の放送時間は2024年1月14日14:00-15:00[注 201]。

- 2025年は前年に発生した能登半島地震から1年にあたるのを機に放送した『NNN news every. 特別版 能登半島地震から1年』が15:30 - 16:30に編成されたため、放送時間が16:30 - 18:00と例年より30分短縮されたため、オープニングアニメや寿大喜利の放送は無かった。

### 24時間テレビ・チャリティー笑点
1988年（昭和63年）から『24時間テレビ 「愛は地球を救う」』の1コーナーとして、毎年日曜17時20分頃から18時過ぎまで生放送で行われる（1987年以前は放送休止）。放送回数には含まれない。
通常の放送と同様に演芸と大喜利3問で構成されているが、大喜利メンバーの挨拶はコーナー冒頭で行われ、大喜利の1問目と2問目の間にCMが挿入されたりするなど、一部の構成が異なる。初期は放送時間は不定で、メンバーの挨拶→CM→大喜利1問という短さで構成されていた。2005年から現在の構成となり、さらに2019年以降は通常形式の大喜利に加えて、その年のパーソナリティーを務めるジャニーズ事務所に所属するグループ・タレントらとの対抗大喜利の2本立てとなっている。
演芸終了後には、通常放送では放送されない出番を終えた演芸出演者と一部の笑点メンバーによる舞台裏でのやり取りが放送される。
大喜利では座布団が一番多かったメンバーには栄誉（拍手）が送られるルールがあった時期もあるが、歌丸司会期以降は通常の放送と同様にメンバーの回答が終わって、時間が来たところで司会者が締めの挨拶をして武道館に呼びかける形式となっている。
開始当初は「座布団1枚につき1万円を募金」という特別ルールがあり、当時の司会者5代目圓楽が募金をさせるためにつまらない答えでもあえて座布団を減らすことなく大盤振る舞いし、メンバーが募金を嫌がるというやりとりが見られた。しかし、これを見た視聴者から苦情や非難が殺到したため、1991年（平成3年）以降はこのルールが廃止された。この影響もあって、一時期は笑点メンバー全員が募金をする様子を大喜利前に放送していた。
2005年（平成17年）以降はその年のパーソナリティーらが出演する場合もある。
- 2005年（平成17年）は、演芸にアンガールズ（山根良顕・田中卓志）が出演。SMAPの草彅剛が大喜利の座布団運びを務めた。
- 2006年（平成18年）は、演芸にナポレオンズが出演。
- 2007年（平成19年）は、演芸にタカアンドトシが出演。座布団運びをタッキー&翼の滝沢秀明が務め、滝沢とのツーショット写真が大喜利での「豪華賞品」となった。
- 2008年（平成20年）は、演芸にチュートリアルが出演。
- 2009年（平成21年）は、演芸にネプチューンが出演。
- 2010年（平成22年）は、「チャリティー笑点」放送前の14時台に6代目円楽がメイン会場の日本武道館を訪れ、1年前に亡くなった師匠・5代目圓楽との想い出を語った。演芸には森三中が出演。
- 2011年（平成23年）は、演芸にマギー審司が出演。真矢みきが大喜利の座布団運びなど、歌丸の補佐役を務めた。
- 2012年（平成24年）は、演芸にマギー司郎が出演。黒木瞳が大喜利の座布団運びなど、歌丸の補佐役を務めた。
- 2013年（平成25年）は、演芸にマギー司郎・マギー審司が出演。上戸彩が演芸に参加したほか、大喜利の座布団運びなど、歌丸の補佐役を務めた。
- 2014年（平成26年）は、演芸にナポレオンズが出演。杏が演芸に参加したほか、大喜利の座布団運びなど、歌丸の補佐役を務めた。また大喜利終了後にはかつての大喜利メンバーで闘病中だったこん平がメイン会場の日本武道館を訪れ、10年ぶりに生放送でチャラーンを武道館に来た3000人の来場者と共に生で行った。
- 2015年（平成27年）は、演芸にマギー司郎・マギー審司が出演。松下奈緒が演芸に参加したほか、大喜利で歌丸の補佐役を務め、Hey! Say! JUMP・NYCの山田涼介が大喜利の座布団運びを務めた。昨年に引き続きこん平が出演し、弟子のたい平とぼたんの補佐で11年ぶりに笑点舞台のかつての自身の席に正座で座り、メンバーらがそれぞれこん平に対する思いをコメントした後にメンバーや観客と共にチャラーンを2回行った。
- 2016年（平成28年）は、演芸にナポレオンズが出演。波瑠が演芸に参加したほか、大喜利で昇太の補佐役を務めた（3問目のみ）。また大喜利時は、チャリティーマラソンランナーのたい平の席は空席のまま進行され、途中からたい平のチャリティーマラソンの様子もワイプ画面で随時中継された。大喜利終了後はメンバー全員がメイン会場の日本武道館へ移動し、たい平のゴールを出迎えた。さらに、24時間テレビ終了後に生放送された『行列のできる法律相談所』の特別編にも、引き続きメンバー全員が出演した。
- 2017年（平成29年）は、演芸にマギー司郎・Mr.マリックが出演。石原さとみが演芸に参加したほか、大喜利の座布団運びなど、昇太の補佐役を務めた。
- 2018年（平成30年）は、演芸にいっこく堂が出演。木村佳乃が演芸に参加したほか、大喜利の座布団運びなど、昇太の補佐役を務めた。大喜利終了後には、同年7月に死去した永世名誉司会である歌丸の追悼特集が放送された。
- 2019年（令和元年）は、嵐（同年のパーソナリティー）vs笑点メンバーの対抗大喜利が行われた（こちらは生放送ではなく、事前収録）。演芸にはナイツが出演、御嶽海とコラボ漫才を行った[注 202]。また、生放送の大喜利では浅田真央が座布団運びなど、昇太の補佐役を務めた。
- 2020年（令和2年）は、生放送の大喜利では前述の「リモート大喜利」を初めて生放送で行った[注 203]。演芸にはテツandトモが出演、佐々木希とコラボを行った。佐々木は生放送の大喜利では、座布団運びなど昇太の補佐役を務め、2問目では欠席した三平の位置に座って問題に参加した[100]。「チャリティー大喜利」終了後、パーソナリティ陣と笑点メンバーの対抗大喜利が放送された[101]。また、コーナー終了後には昇太・たい平・山田がメイン会場の両国国技館へ移動し、岸優太と共にKing & Princeの『シンデレラガール』を披露した[注 204]。なお、この年の24時間テレビは無観客での放送だったが、「チャリティー笑点」のみ観客を入れた状態で生放送が行われた。
- 2021年（令和3年）は演芸にもりやすバンバンビガロが出演。菅野美穂が演芸と座布団運びに参加。「チャリティー大喜利」終了後には、同年のパーソナリティだったKing & Princeとの対抗大喜利が続けて生放送で行われた。さらに、当コーナー終了後に行われた企画『史上最大のシンデレラガール』にも、笑点メンバー全員がVTRで出演した。
- 2022年（令和4年）は演芸にキャラメルマシーンが出演。昨年に引き続き菅野美穂が演芸に参加し、大喜利では休演中の6代目円楽の代わりに回答者として参加した[注 205]。「チャリティー大喜利」終了後には、同年のパーソナリティだった『ジャにのちゃんねる』の4名+羽鳥との対抗大喜利が放送された。
- 2023年（令和5年）は演芸にビックスモールンが出演。小泉孝太郎が演芸に参加し、大喜利では座布団運びを山田とともに務めた。大喜利の最後に林家木久扇が来年（2024年）3月をもって「笑点」を卒業すると発表[102]。
- 2024年（令和6年）は昨年に引き続き演芸にビックスモールンが出演。土屋太鳳が演芸に参加し、大喜利では座布団運びを山田とともに務めた。

1988年と1989年は日本武道館からの生放送、1990年から1994年は日産自動車の東銀座にあった旧本社ギャラリー前広場（現在の銀座6丁目-SQUAREビル）もしくは旧銀座ギャラリー（現在のNISSAN CROSSING）、1995年からはJCB旧本社（お茶の水スクエア）などからの生中継だった。2003年（平成15年）から2010年（平成22年）までは汐留・日本テレビタワー特設スタジオからの生中継、2011年（平成23年）以降は日本テレビ麹町Gスタジオから、2019年（令和元年）から2023年（令和5年）は日本テレビ番町スタジオから、2024年（令和6年）は石川県七尾市の市場・能登食祭市場特設ステージからそれぞれ生中継となっている。日本テレビタワー特設スタジオ時代までは襖のデザインが24時間テレビのロゴが入った特別仕様だったが、Gスタジオに移行してからはレギュラー放送と同じデザインが使用されている。

### 追悼特別番組

#### 笑点緊急追悼特番 ありがとう 円楽さん
5代目三遊亭圓楽の逝去に伴う追悼特番。2009年（平成21年）11月1日16：55 - 17：25に日本テレビ、読売テレビで放送。後に2010年（平成22年）1月3日16：30 - 17：00にBS日テレで放送された。
桂歌丸を司会に落語「弥次郎」（2000年（平成12年）1月9日放送分の再放送）、大喜利（1988年（昭和63年）3月6日放送分・2001年（平成13年）2月11日放送分・1988年（昭和63年）4月3日放送分（若竹での収録））の様子が流れた（ハイビジョン放送）。
また、その翌週の2009年（平成21年）11月8日には急遽予定を変更して「ありがとう円楽さん！笑点メンバーお別れ会」が放送された。

#### 笑点桂歌丸師匠ありがとうスペシャル
5代目司会者でもあった桂歌丸の逝去に伴う追悼特番。2018年（平成30年）7月8日（第2620回）は、内容を変更し「桂歌丸師匠 ありがとうスペシャル」として放送された。
前半は歌丸が出演した過去の大喜利の映像を出演者全員で振り返り、後半はメンバー全員による追悼大喜利を放送した。

#### ミスター笑点 桂歌丸追悼特番
2018年（平成30年）7月12日19：00 - 20：54に生放送された特別番組。司会の桝太一、水卜麻美と2018年当時の出演者8人が桂歌丸の生い立ち、歌丸最後の出演となった2016年5月22日の生放送の裏側、笑点出演の回答者から司会者時代などの半生、司会勇退後に入退院を繰り返しながら寄席や落語会の舞台に上がり続けた最晩年の密着の模様をトークを交えながら回顧する形式で故人を偲んだ。スタジオでは歌丸の妻・冨士子をはじめとした歌丸の遺族が観覧し、スタジオのセットには歌丸が番組で着用していた色紋付や、歌丸の写真・人形などが飾られていた。なお、たい平は当日に高座への出演が控えていたことから、19：30ごろに途中退席した。平均視聴率は10.7%（関東地区・世帯・リアルタイム、ビデオリサーチ調べ）を記録。
映像の制作期間が短かったためか、テロップやナレーションに誤りが幾つかあった。

#### ありがとう！円楽師匠追悼特番 〜秘蔵映像で振り返る 落語家・笑点メンバーとしての人生〜
6代目三遊亭円楽の逝去に伴う追悼特番で、2022年（令和4年）10月10日15：50  - 16：50に日本テレビ、読売テレビで放送された。45年間に渡り番組の中心だった笑点メンバーとして、さらには落語家としての6代目円楽の人生を、秘蔵映像と共に2022年当時の出演者7人が振り返る。
このほかに同年10月2日（第2829回）の前半にて追悼特集が放送され、10月9日（第2830回）は内容を変更し「緊急企画！円楽さん追悼大喜利」が行われた。

### BS笑点ドラマスペシャル
2017年（平成29年）よりBS日テレにて『BS笑点ドラマスペシャル』と題した、笑点にまつわる人物の半生を描いたスペシャルドラマが制作・放送されている。ドラマには現役の笑点メンバーも随所に登場している。
第1作『桂歌丸』
2017年（平成29年）10月9日、歌丸の半生を描いた『BS笑点ドラマスペシャル 桂歌丸』（19:00 - 20:54）が放送された。主人公の歌丸（椎名巌）役を尾上松也が演じたほか、祖母役を泉ピン子、妻・富士子役を水川あさみがそれぞれ演じた。
また、2018年（平成30年）7月2日の歌丸逝去に伴い、追悼番組として7月11日（水曜日）20:00 - 21:54の枠にて再放送された。
第2作『五代目三遊亭圓楽』
2019年（平成31年）1月12日、五代目圓楽の半生を描いた『BS笑点ドラマスペシャル 五代目三遊亭圓楽』（19:00 - 20:54）が放送された。主人公の圓楽（吉河寛海）役は、前作『桂歌丸』でも圓楽役を務めた谷原章介が演じた。
第3作『初代林家木久蔵』
2020年（令和2年）1月11日、木久扇の半生を描いた『BS笑点ドラマスペシャル 初代林家木久蔵』（19:00 - 20:54）が放送された。主人公の木久扇（豊田洋）役は、前作『五代目三遊亭圓楽』でも木久扇役を務めた柄本時生が演じた。
第4作『笑点をつくった男 立川談志』
2022年（令和4年）1月2日、談志の半生を描いた『BS笑点ドラマスペシャル 笑点をつくった男 立川談志』（19:00 - 20:54）が放送された。主人公の立川談志（松岡克由）役は、『桂歌丸』『五代目三遊亭圓楽』で談志役を務めた駿河太郎が演じる。

### その他

#### ザ・富士山
2011年（平成23年）5月6日に『金曜スーパープライム』枠で『ザ・富士山 大解剖スペシャル!!』を放送した。ここでは、大喜利メンバーが富士山にちなんだ大喜利を披露。ナレーションは平野義和。

#### あのニュースで得する人損する人とのコラボレーション
大喜利メンバーと桂歌丸が人間ドックを受診する様子が2015年4月9日の『あのニュースで得する人損する人』2時間スペシャルで放送された。番組内では、笑点メンバーと得損メンバーのペアによる大喜利が開催された。得損メンバーはペアを組む笑点メンバーと同じ色の色紋付を着用した。お題は1問のみで、第2403回（2014年2月23日放送分）の大喜利一問目と同じお題が出題された。
- 小遊三&羽鳥慎一、好楽&後藤輝基（フットボールアワー）、木久扇&坂上忍、昇太&高橋真麻、6代目円楽&吉村崇（平成ノブシコブシ）、たい平&古閑美保。

#### 嵐にしやがれ「笑点記念館」
同局で2018年（平成30年）当時放送されていた『嵐にしやがれ』の2018年7月28日放送分にて実施。三平を除く2018年当時の笑点メンバー7人が出演し、『笑点』の番組52年の歴史を振り返る企画として「笑点記念館」が行われたほか、笑点メンバーと嵐（大野智、櫻井翔、相葉雅紀、二宮和也、松本潤）による大喜利が行われ、「あらし」を題にあいうえお作文が出題された。なお、嵐メンバーの座り順と色紋付の色は、左から大野（水色）、二宮（黄）、櫻井（赤）、相葉（緑）、松本（薄紫）、の順だった。

## スタッフ
- 構成：城啓介、三木睦郎、佐藤かんじ、会沢展年、小林哲也、菊池裕一、山田浩康、堀江里光、木野聡、栗坂祐輝
- 題字：橘左近
- 音楽：中村八大
- 作画：竹内大三（以前はアニメ・作画）
- アニメ：ライトフット
- TM：小椋敏宏
- TD：萩野谷直樹、夏越一徳、飯島章夫、舘野真也、宮崎和久、牛山敏彦、藤原達記、杉本裕治（萩野谷・飯島・牛山→共に一時離脱→復帰、宮崎→以前はカメラ→SW）【週替り】
- SW（映像）：吉田健治、安藤康一、赤澤知弘、田代義昭、後村武、佐藤信、下谷哲生（安藤→一時離脱→復帰、安藤～佐藤→以前はカメラ）【週替り】
- TD/SW︰明庭保昭（以前はTD、一時離脱→復帰）【週替り】
- 音声：山口直樹、中山貴晴、木本文子（木本→以前はPA）、坂本幸香【週替り】
- 照明：小川勉、大前英樹、大内一斉、菅原佑介【週替り】
- VE：三崎美貴、八木一夫【週替り】
- 美術：川野悠介
- 美術進行：櫻場千尋
- 装置：紫藤翼
- 装飾：伊藤純一
- 衣裳：栗田佐智子
- 美粧（メイク）：外山奈津子、星野沙紀
- 編集：村上友佳子、高橋直人
- 整音：入江克彰
- 集客：広畑尚哉
- 協力：越智有紀子（お正月特番時のみ）
- 音効：吉田茂、宮川素子、佐藤充
- YD：勝見桃子、稲村理沙、山中達也
- 制作デスク：田口美和子（以前はデスク）
- 進行/ディレクター：藤崎祥太郎
- 制作協力：ユニオン映画、AX-ON
- ディレクター：高木裕司（ユニオン映画）、福田拓也（福田→以前はAD）
- スーパーバイザー：財津功（日本テレビ）
- プロデューサー：鬼頭直孝（日本テレビ、以前はディレクター → プロデューサー → 一時離脱→復帰）、飯田達哉・森川健一・辰巳暢一・山口裕之（ユニオン映画、飯田→以前はディレクター、山口→以前はAD → AP）
- チーフプロデューサー：鈴木淳一（日本テレビ）
- 製作著作：日本テレビ

### 歴代のスタッフ
- 構成：新野隆司、山崎惟章、ギャグ工房、栗田悌志、新倉イワオ、長谷川勝士、鈴木重夫、山西伸彦、横山誠一、内海譲司、遠藤佳三、宮﨑牛丼
- アニメ：エレホン企画、マルチボックス
- 作画︰林家木久扇
- 作画監督︰やすみ哲夫
- 題字：橘右近
- 技術：鈴木進
- TM：北野政憲、古井戸博、石塚功、新名大作、佐藤勝義、鈴木雄仁
- TD：柴田康弘、山岸真、片柳幸男、青木健二、岩本公平、田村好彦、江頭恭二、菅谷典彦、三沢津代志、篠原昭浩、川村雄一、高橋卓、天内理絵
- 技術・SW：田口勝夫
- SW：渡辺浩、恩河靖久、泉博司（泉→以前はカメラ）
- 調整：守屋誠一、弓削聡、矢田部昭
- カメラ：細谷修、中村将直
- 音声：八幡久、菊地啓太、酒井孝、白水英国、村瀬脩一、依田真和、鈴木里美、藤原靖久、中村一男、石原愛子、村里侑香
- 照明：長島洋、渡辺一成、蜂谷道雄、内藤晋、下平好実、坂口尚真、真壁弘、木崎弘之、梶田彩華、田口佑人、帯金貴子、鈴木道隆、高橋武司、掛橋司、中山佑宇、高橋里菜、小野公佳、大場浩
- VE：佐久間治雄、石野太一、石坂忠義
- 編集：青木健、大森美佳子、春木美保
- 整音：駒路健一、小林陽子
- 音効：鈴木達海、恩田佳代子
- TK：中村ひろ子
- 美術：伊東清、市村順太、石川啓一郎、中原晃一、大竹潤一郎、大住啓介
- 美術制作・デザイン：磯村英俊
- 大道具：赤木直樹、峰崎俊輔
- 小道具：渡辺勇二
- 衣裳：真野博、星章子、佐々木皖子、村上紘美
- 装置：岩田森彦、新井正美、田村佳久
- 装飾：高木重因、丸山善之、佐々木洋平
- 人形デザイン：辻下浩二
- 集客：久住亮二
- 企画：小暮美雄
- 制作デスク：奥山知美（以前はデスク→AP）
- AD：成田理、白石智雄、古賀香澄、小川愛、山下凌
- AP：中野留理子、菅原由芳、梅沢佳代、小森佳代
- ディレクター：加藤輝男、立壁久泰・江間保隆・梅原高実・親松豊（ユニオン映画）、中西健・上田崇博・末延靖章・岩沢錬・中田志保（日本テレビ）、加藤健太（AX-ON）、五十嵐くるみ（梅原・五十嵐→以前はAD）
- プロデューサー：尼崎昇・中村元気・江口義明・中西健・岩沢錬・福田一寛（日本テレビ）／小暮美雄・本多益幸・中野留理子・加藤晋也・大畑仁（ユニオン映画、大畑→以前はディレクター）
- ラインプロデューサー：鈴木雅人（日本テレビ、以前はプロデューサー → チーフプロデューサー）
- 統轄プロデューサー：中村博行・宮本誠臣（日本テレビ、中村→以前はプロデューサー）
- チーフプロデューサー（制作）：小里光・馬場寛・北村光雄・中島銀兵・吉田勲明・吉岡正敏・佐野讓顯・吉田真・梅原幹・菅賢治・松崎聡男・安岡喜郎・糸井聖一・東井文太・倉田忠明・新井秀和（日本テレビ、倉田→以前は統轄プロデューサー→一時離脱）
- 制作協力：現代センター

※また地方収録の時はその地域の系列局の技術スタッフ、ディレクター、プロデューサーが携わることがある。なおかつては地方収録時は日本テレビとその地域の系列局が共同で製作・著作していたが、現在はその地域の系列局は制作協力扱いとなっている。

## 巡回展
番組放送50周年を記念して、2016年4月より全国各地（髙島屋が中心で、髙島屋がない地域はそれ以外の百貨店など）で、巡回展「笑点 放送50周年特別記念展」が各地で開催され、「笑点商店」として番組放送50周年記念グッズなどの販売が行われた。また、「放送50周年特別記念展」が行われた関東・関西2店舗よりも、催事場の規模が小さい髙島屋などを対象に、展示スペースを一部縮小・または展示のない物販のみの形で「笑点商店フェア」を開催している。
また、2021年4月には髙島屋新宿店にて、「笑点 放送55周年特別記念展」が開催された。しかし、この新宿店での開催は会期途中で新型コロナウイルスの影響により打ち切りとなった。
現段階で、中部地方・四国以外ではいずれも開催実績がある。

### 放送50周年特別記念展の開催地
笑点 放送50周年特別記念展
- 2016年4月27日 - 5月9日：髙島屋日本橋店（現：日本橋髙島屋 S.C.本館）（東京都中央区）
- 2016年7月20日 - 7月31日：髙島屋京都店（京都府京都市下京区）
- 2016年8月3日 - 8月15日：髙島屋横浜店（神奈川県横浜市西区）
- 2016年8月24日 - 9月5日：髙島屋大阪店（大阪府大阪市中央区）
- 2016年12月27日 - 2017年1月3日（除：1月1日）：うすい百貨店（福島県郡山市）
- 2016年1月5日 - 1月10日：藤崎（宮城県仙台市青葉区）
- 2017年4月25日 - 5月7日：福岡三越（福岡県福岡市中央区）[注 208]
- 2017年8月3日 - 8月14日：東急百貨店さっぽろ店（北海道札幌市中央区）

笑点商店フェア
- 2016年9月14日 - 9月19日：髙島屋立川店（現：立川髙島屋S.C.）（東京都立川市） - 展示と物販の両方を開催
- 2016年10月26日 - 10月31日：髙島屋柏店（千葉県柏市） - 展示と物販の両方を開催
- 2017年1月18日 - 1月24日：髙島屋大宮店（埼玉県さいたま市大宮区） - 物販のみ開催
- 2017年3月8日 - 3月20日：髙島屋岡山店（岡山県岡山市北区） - 展示と物販の両方を開催[119]
- 2017年4月7日 - 4月21日：まるごとにっぽん（東京都台東区） - 展示と物販の両方を開催
- 2017年5月19日 - 5月30日：髙島屋米子店（現：JU米子タカシマヤ）（鳥取県米子市） - 展示と物販の両方を開催
- 2017年7月26日 - 7月31日：髙島屋高崎店（群馬県高崎市） - 展示と物販の両方を開催

### 放送55周年特別記念展の開催地
- 2021年4月8日 - 4月24日[注 209]：高島屋新宿店（東京都渋谷区）

## 関連商品

### DVD
- 『笑点 大博覧会 DVD-BOX』（2005年11月23日発売）
- 『笑点 ありがとう円楽さん! 〜五代目 三遊亭円楽を偲ぶ映像集〜』（2009年12月23日発売）
- 『笑点 宴 -放送50周年完全保存版- 』（2017年8月14日発売）

### 書籍
- 『笑点』　日本テレビ放送網、ISBN 978-4820399551
- 『笑点第1号』　日テレムック、ISBN 978-4820300021
- 『笑点第2号』　日テレムック、ISBN 978-4820300106
- 『笑点第3号』　日テレムック、ISBN 978-4820300175
- 『笑点第4号』　日テレムック、ISBN 978-4820300250
- 『笑点の謎』 ISBN 978-4309264547
- 『笑点 諸国お笑い漫遊記』 ISBN 978-4309267098

電子書籍
- 50周年記念 完全保存版 『笑点』大研究（2016年8月19日）[120]

### パチンコ
- CR笑点（2003年、平和）[121]
- P笑点（2020年、Sansei R&D）[122]